# Biserica de lemn din Ociu

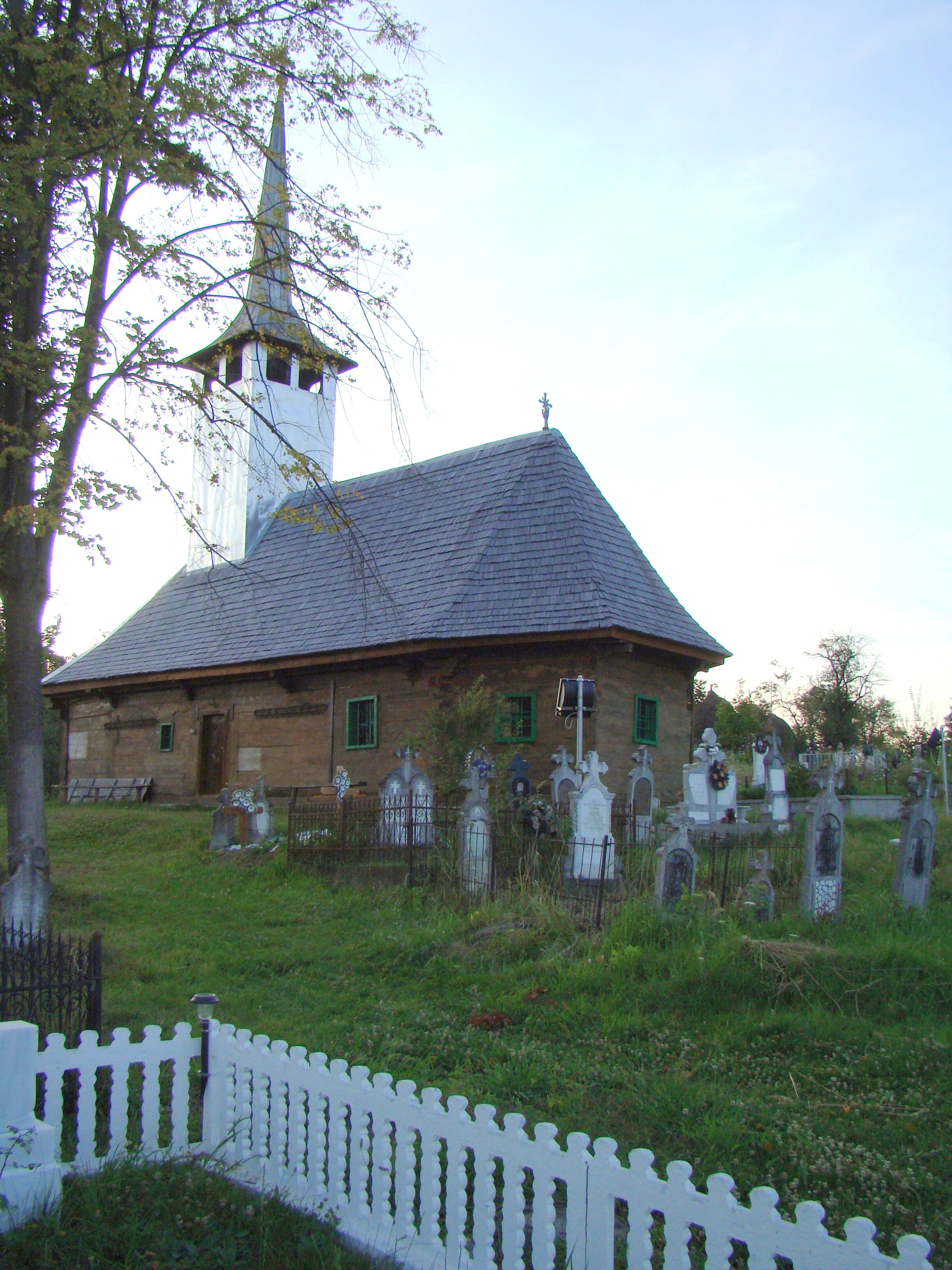
Biserica de lemn „Sfinții Arhangheli” din Ociu, comuna Vaţa de Jos, județul Hunedoara, foto: iulie 2009.

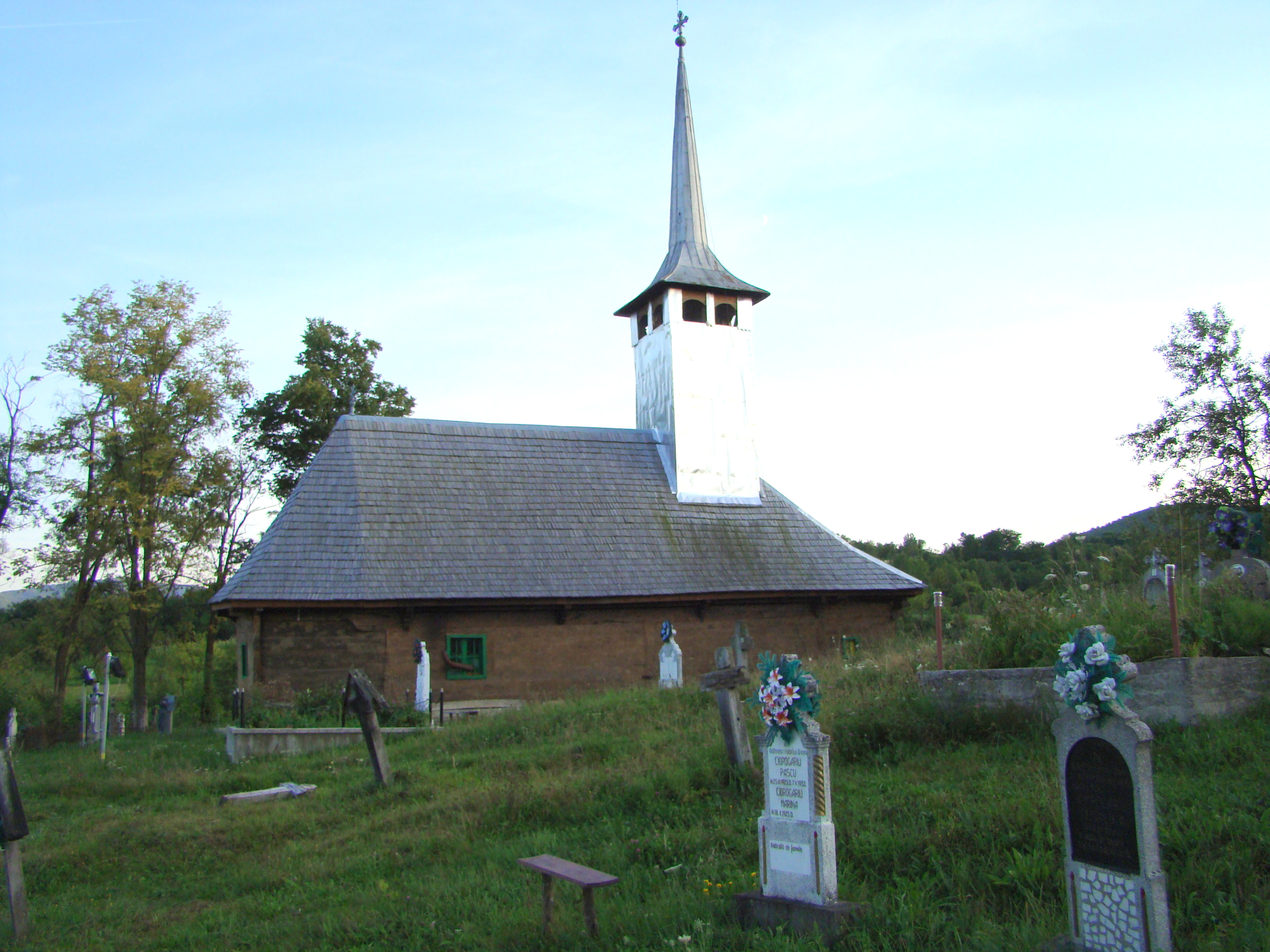

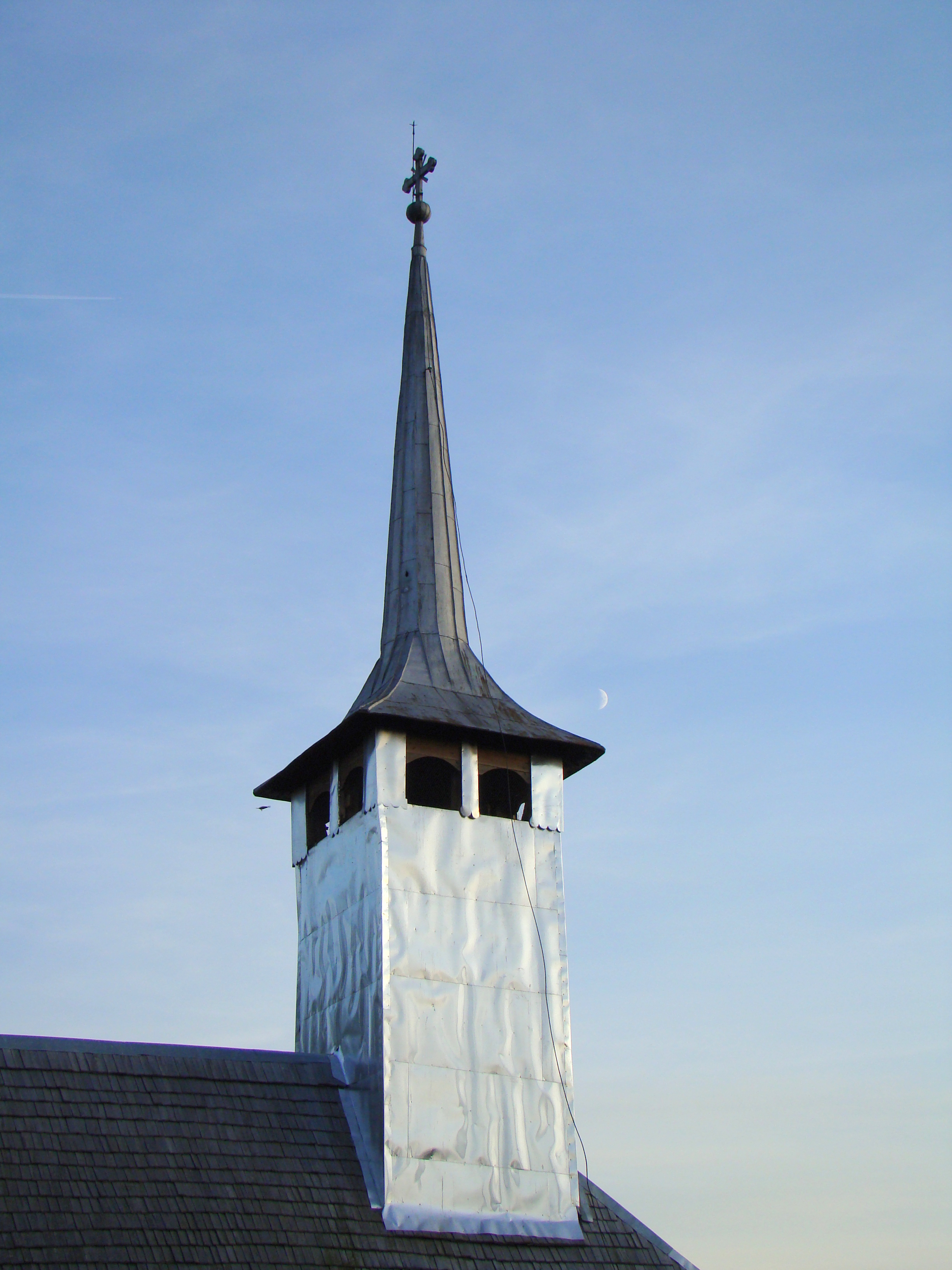

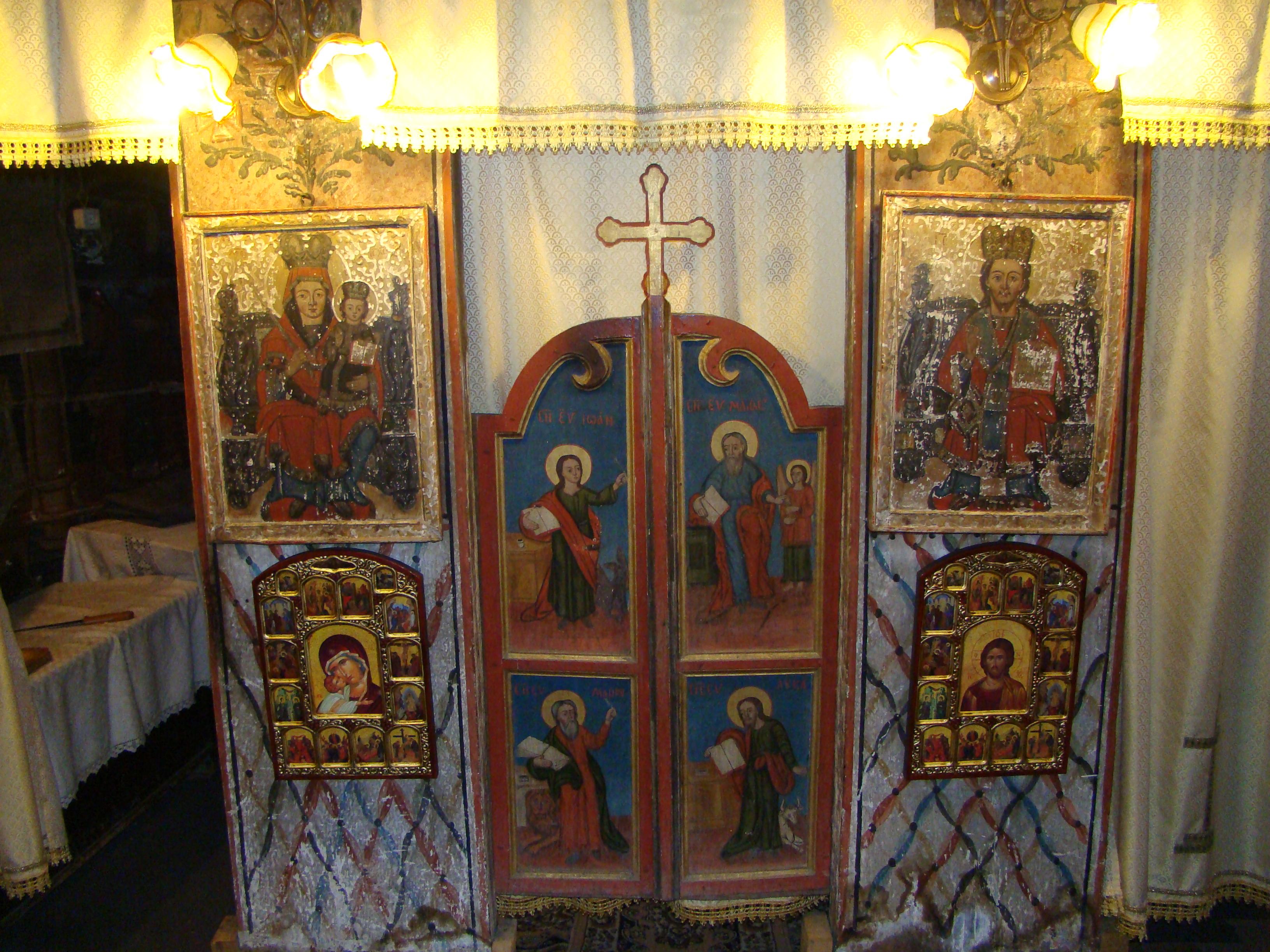

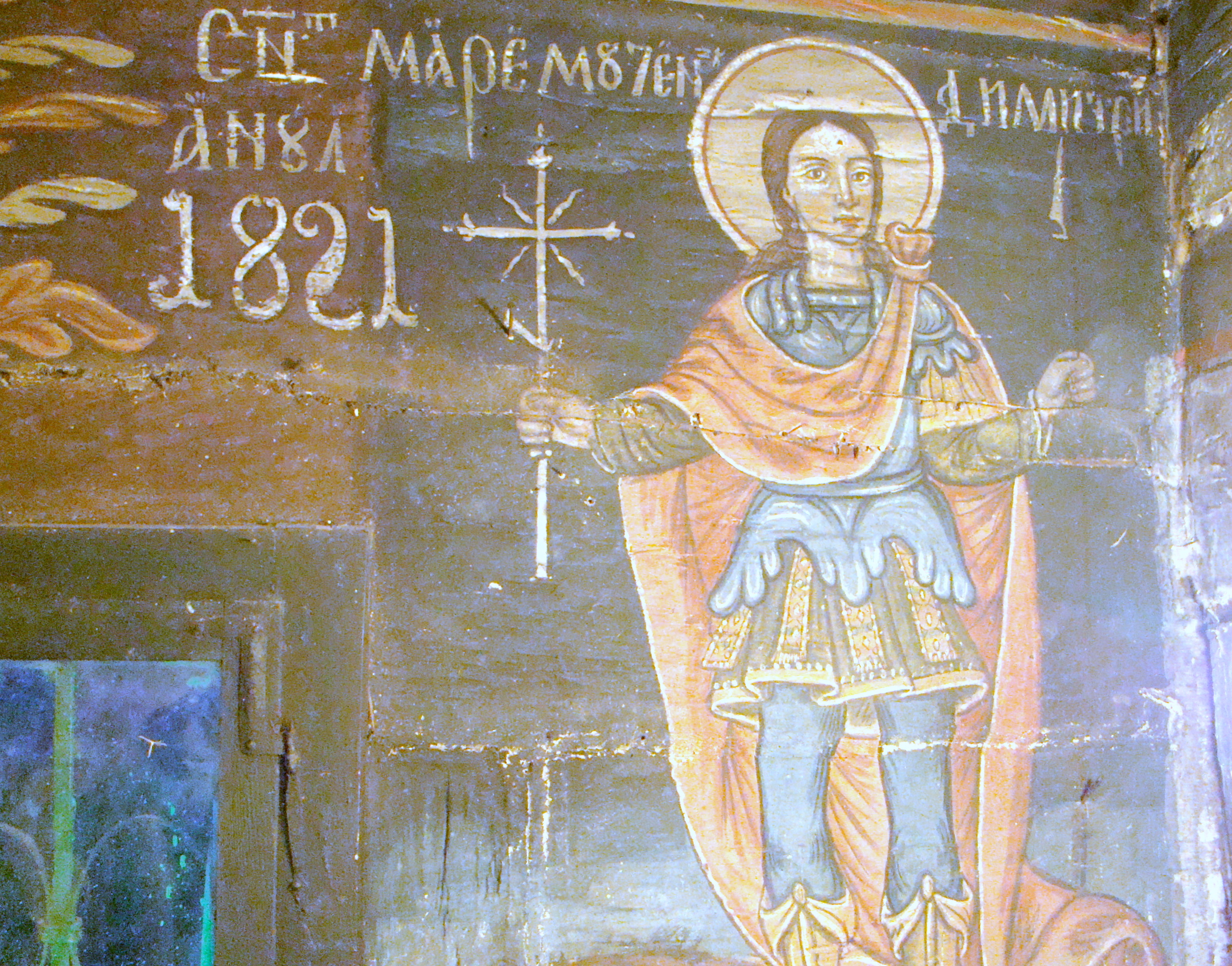

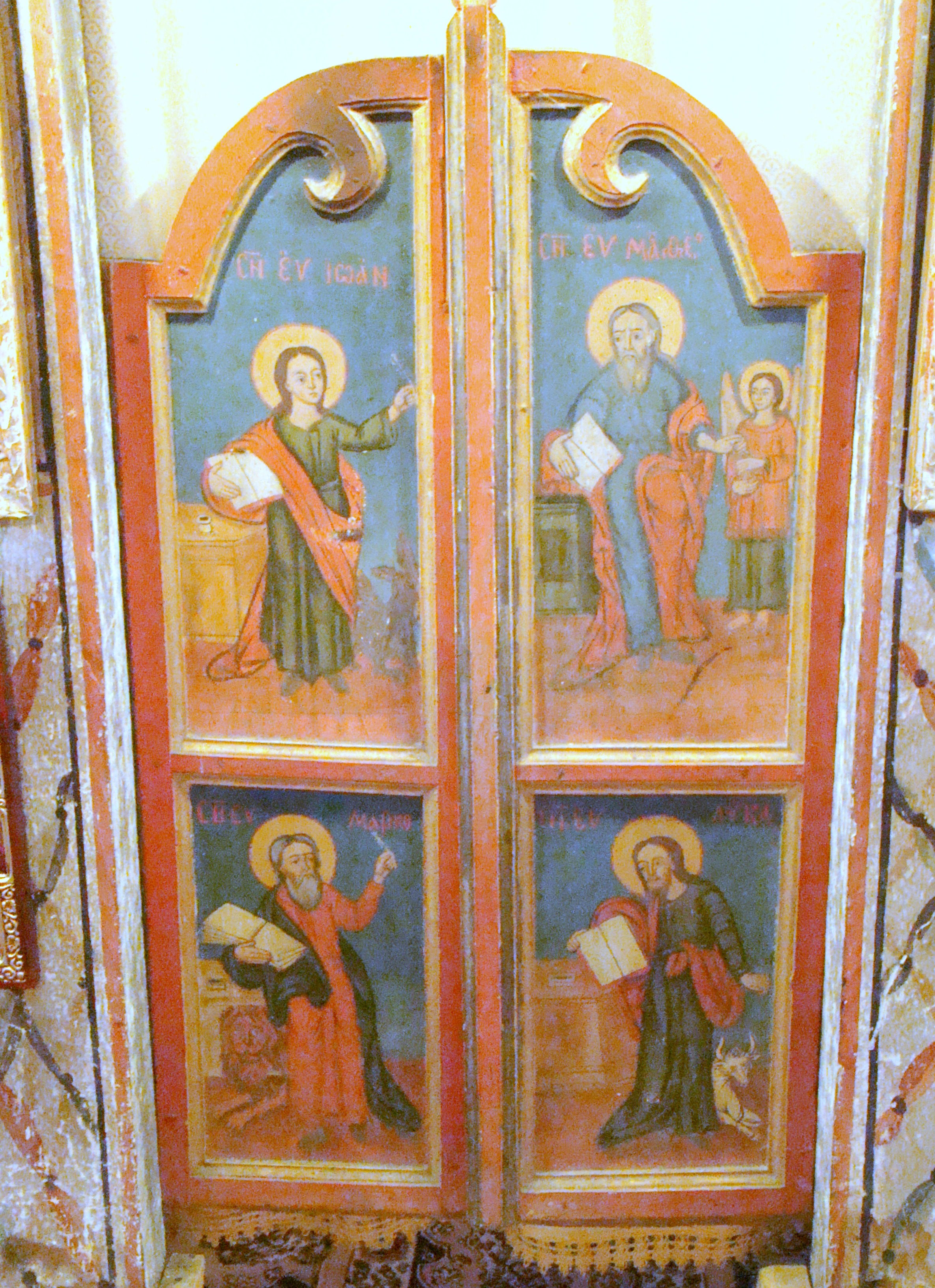

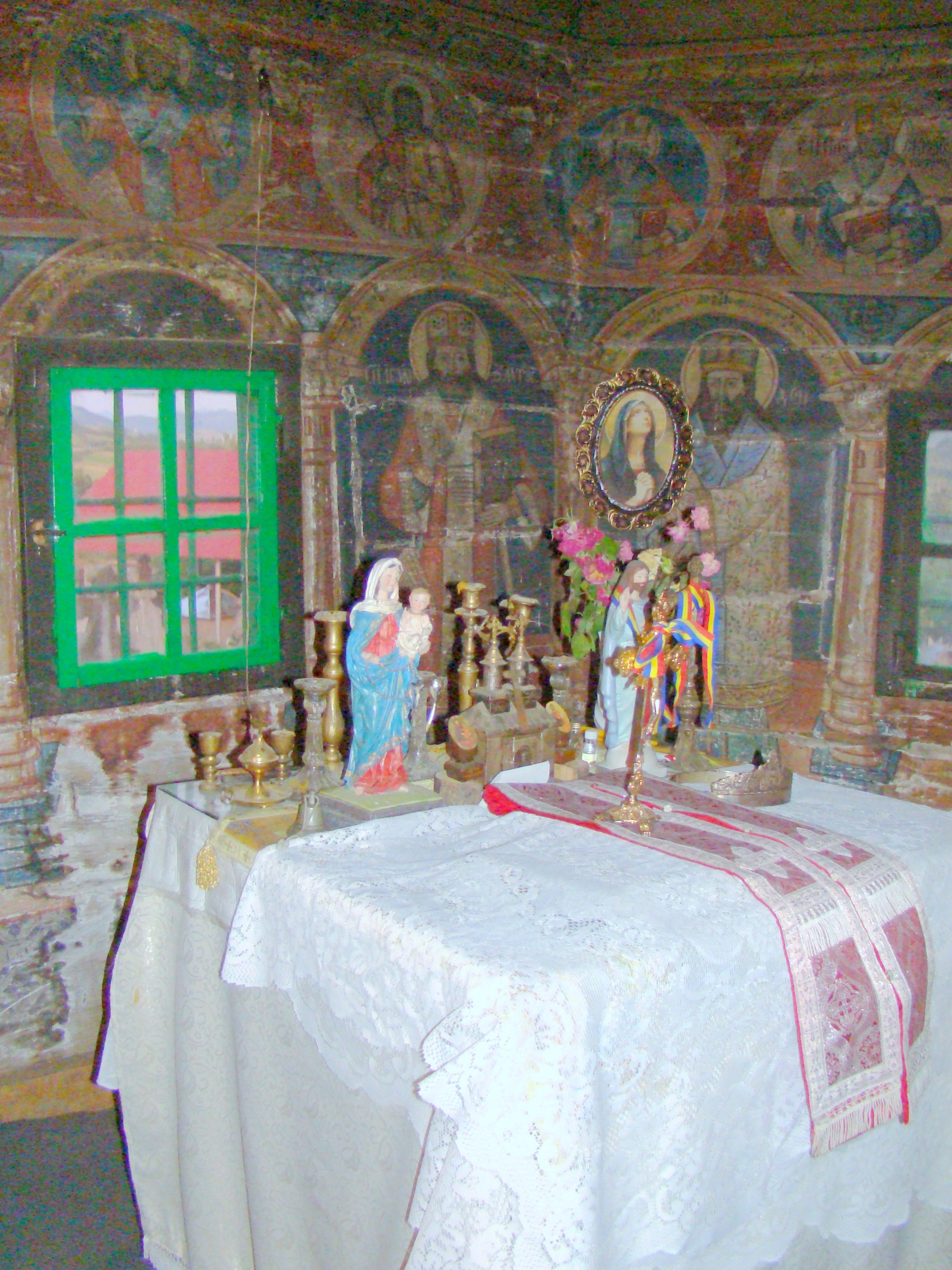

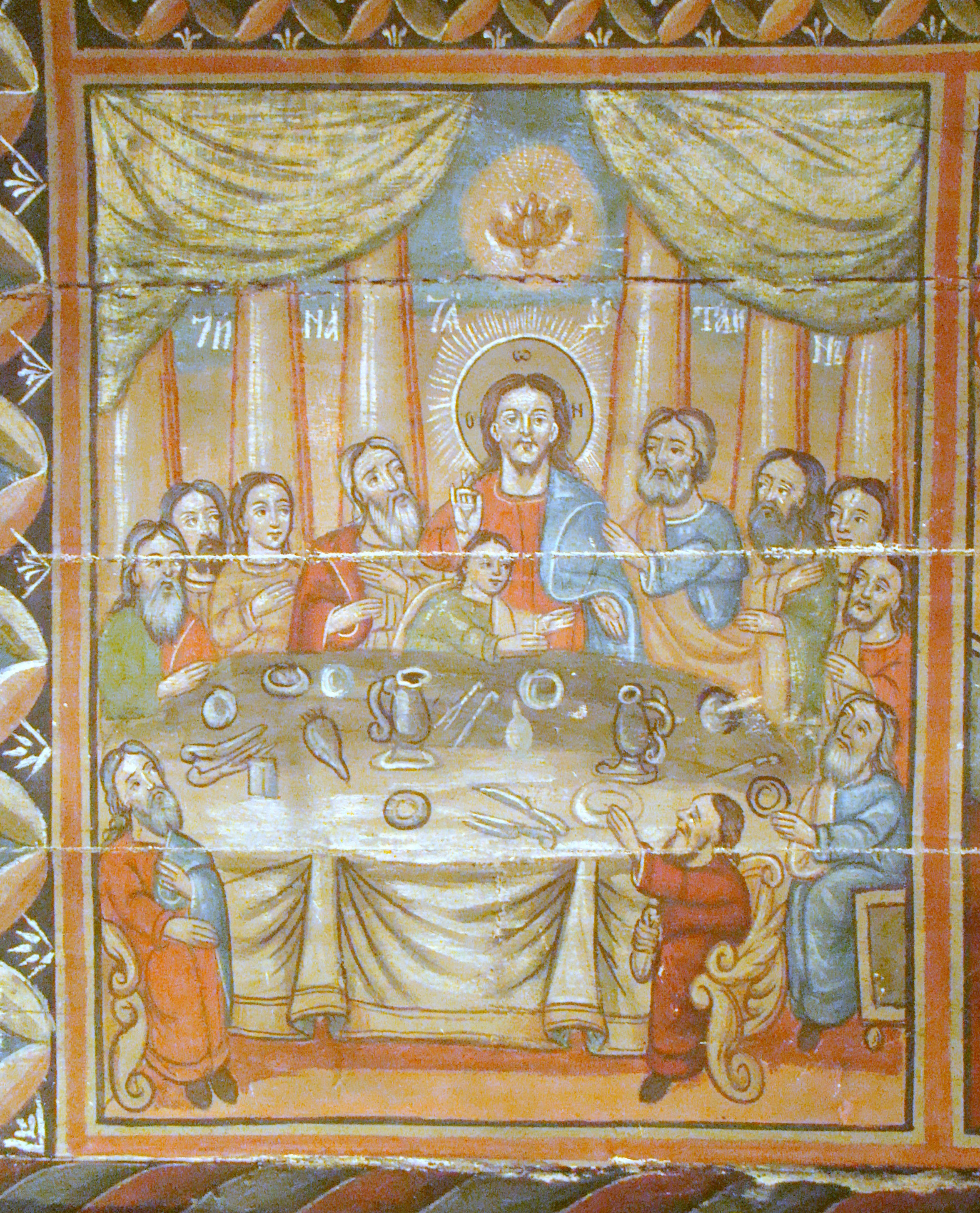

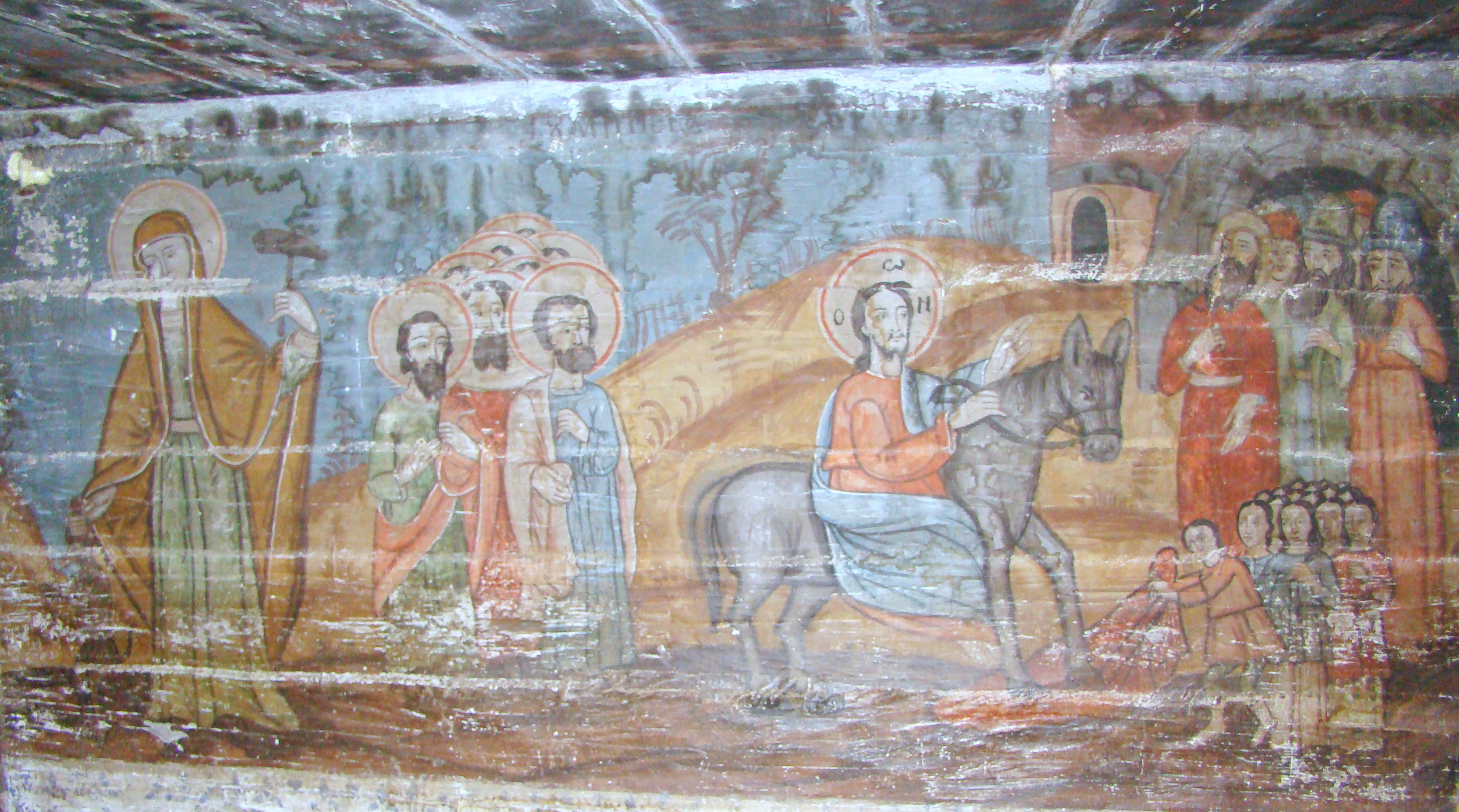

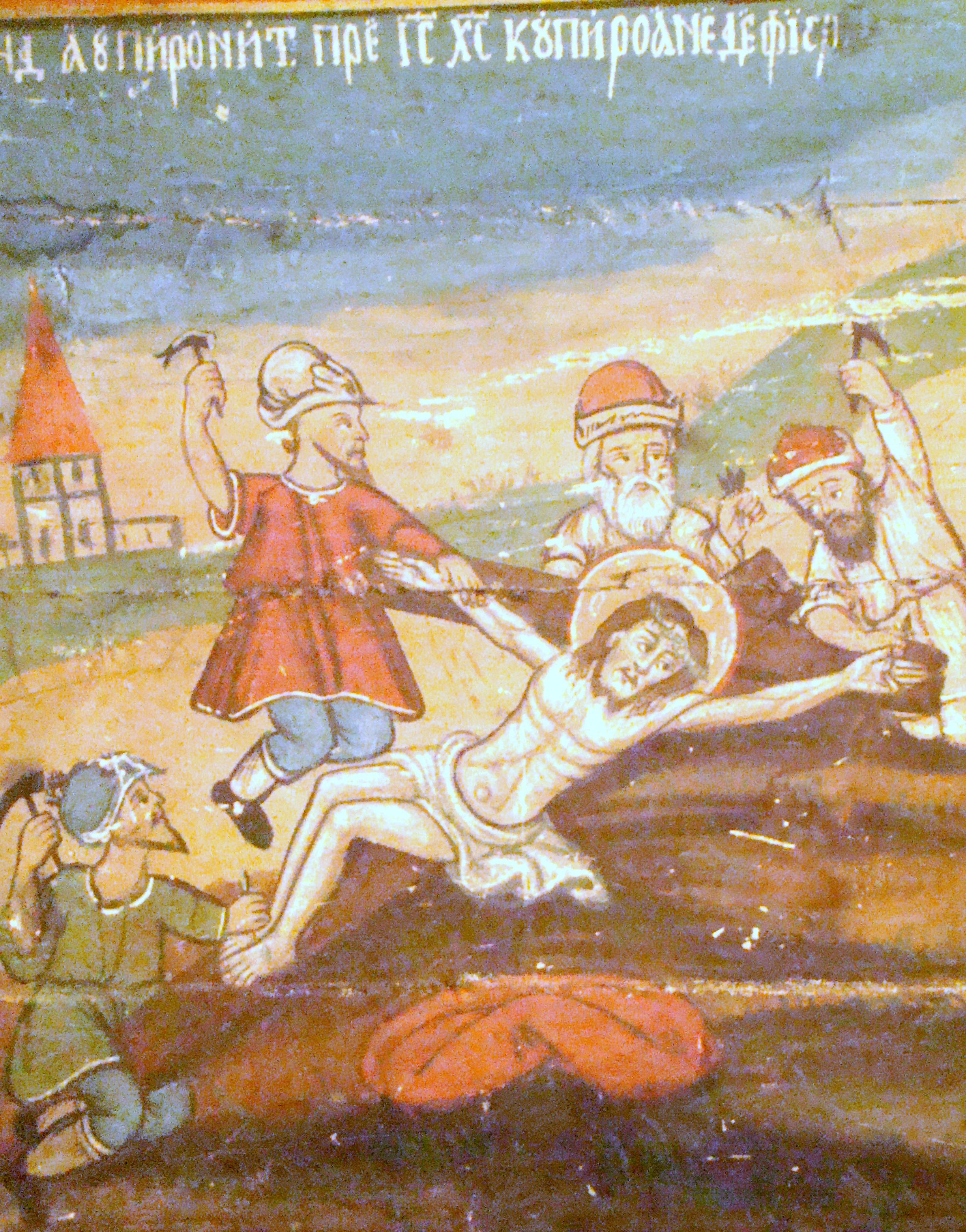

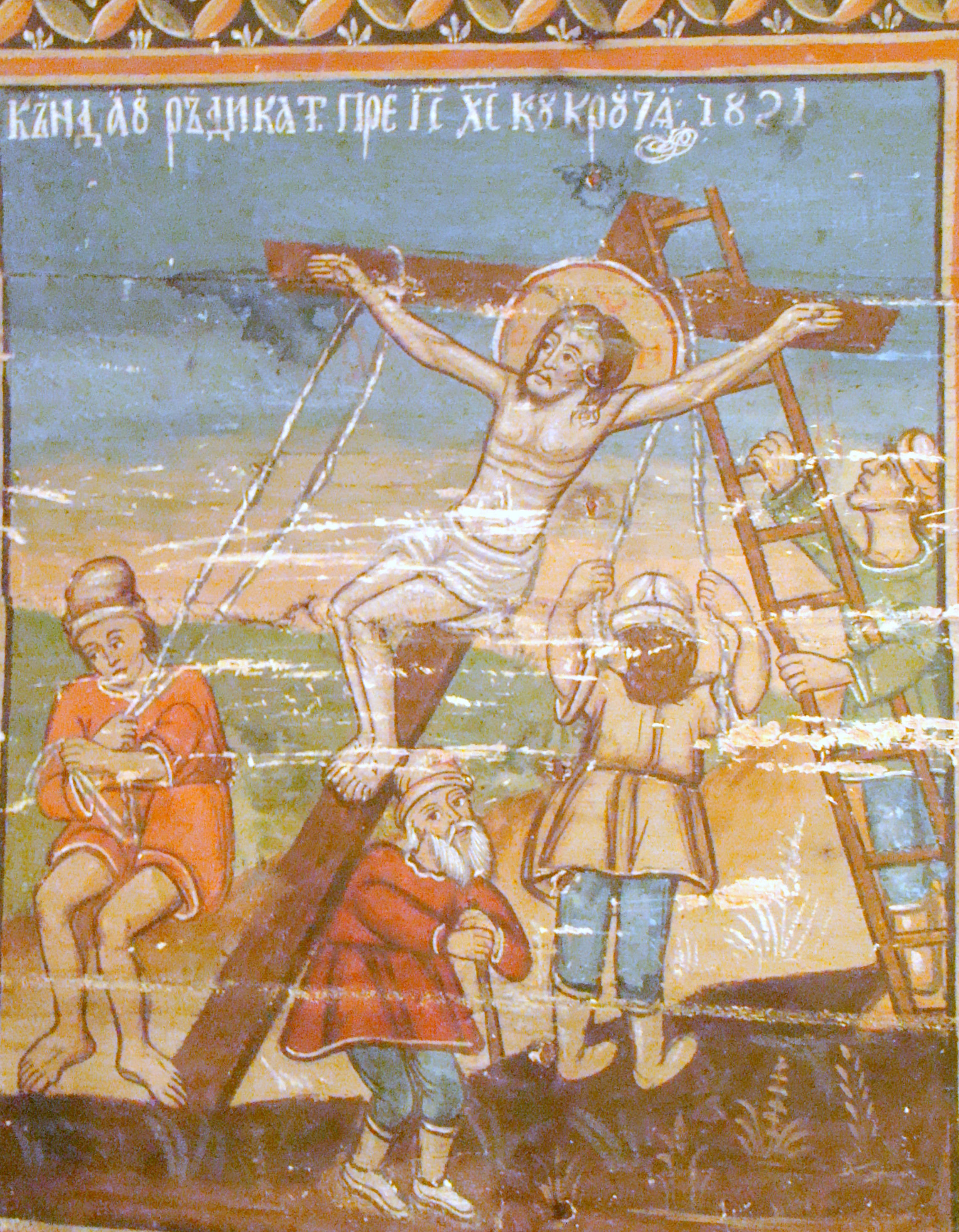

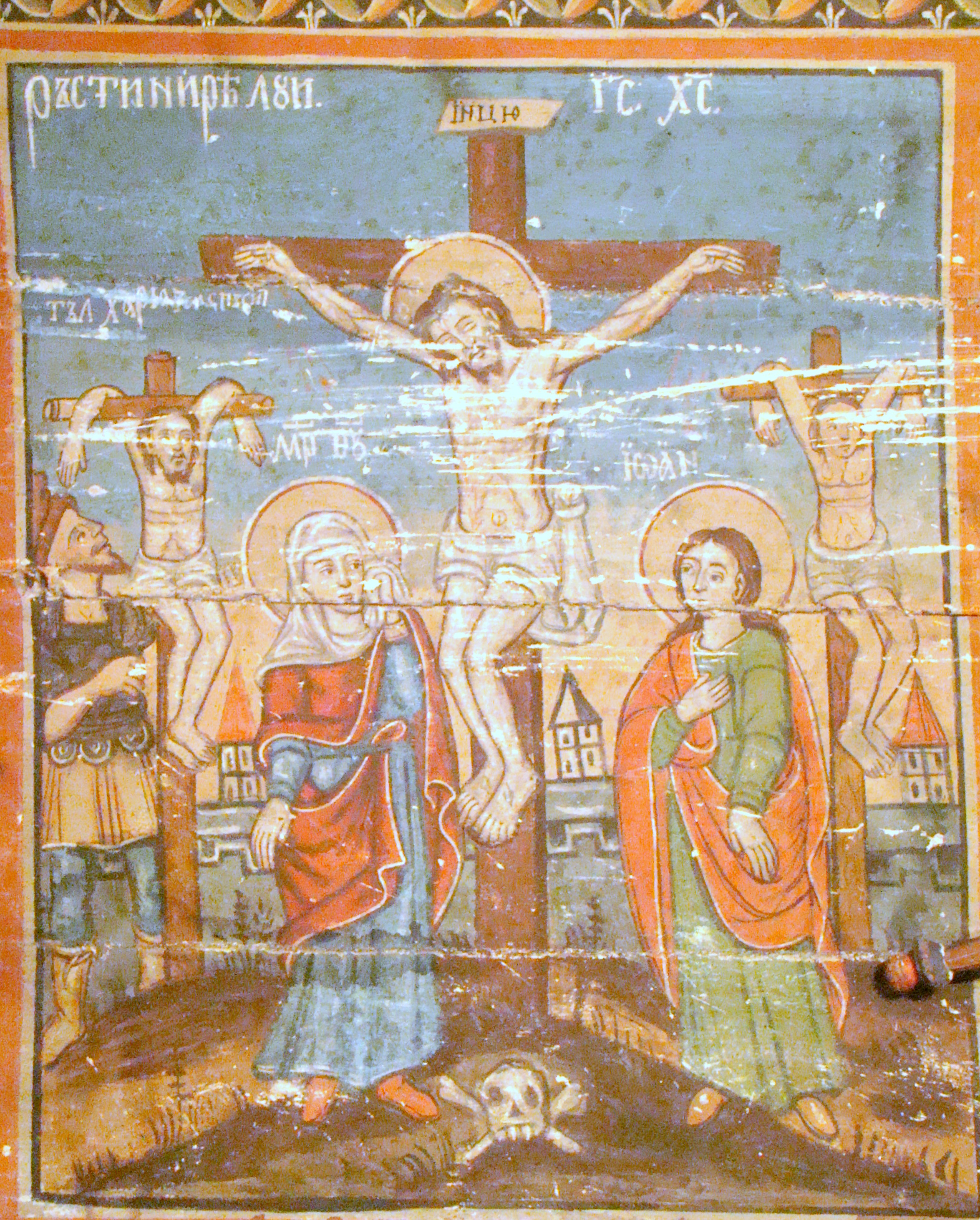

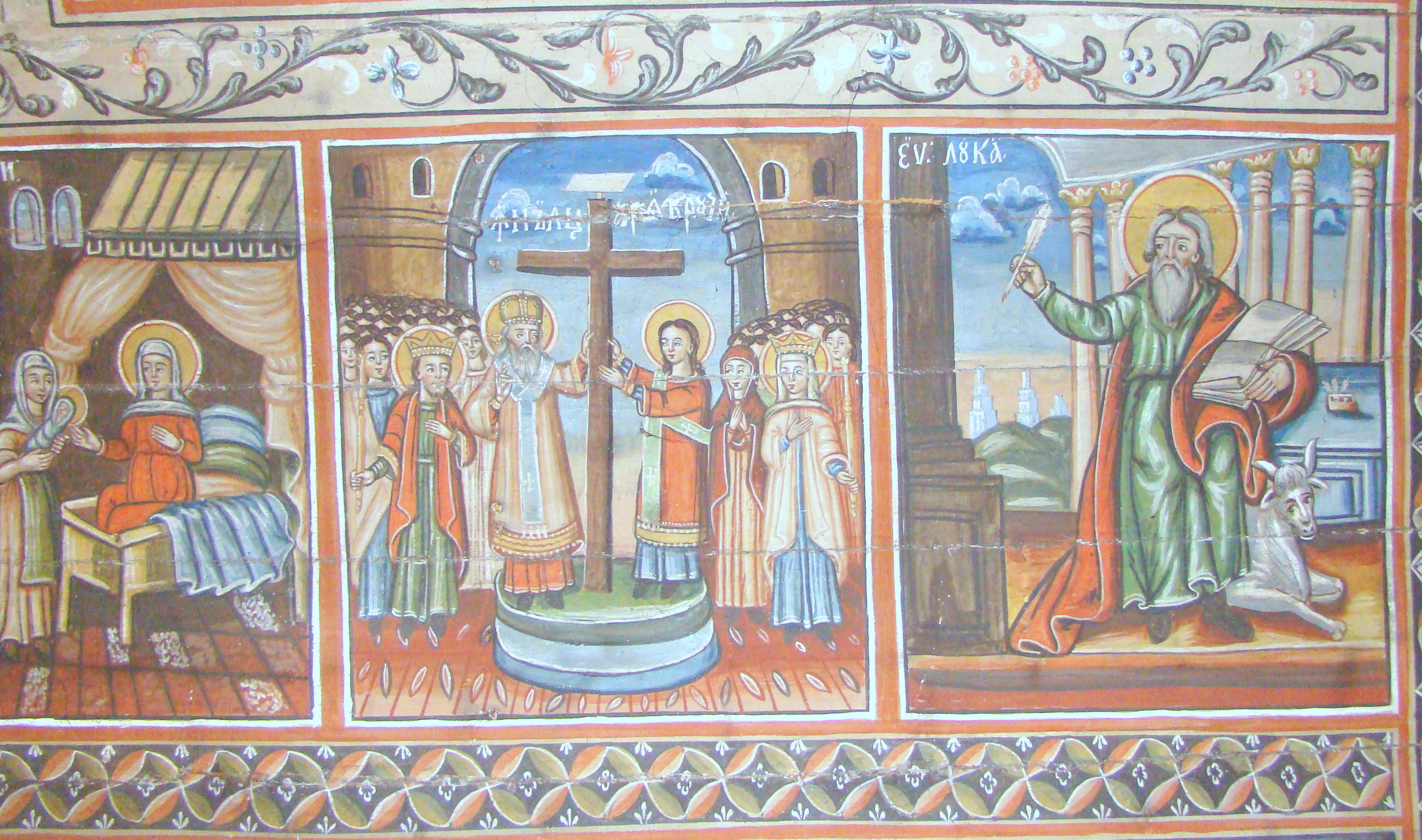

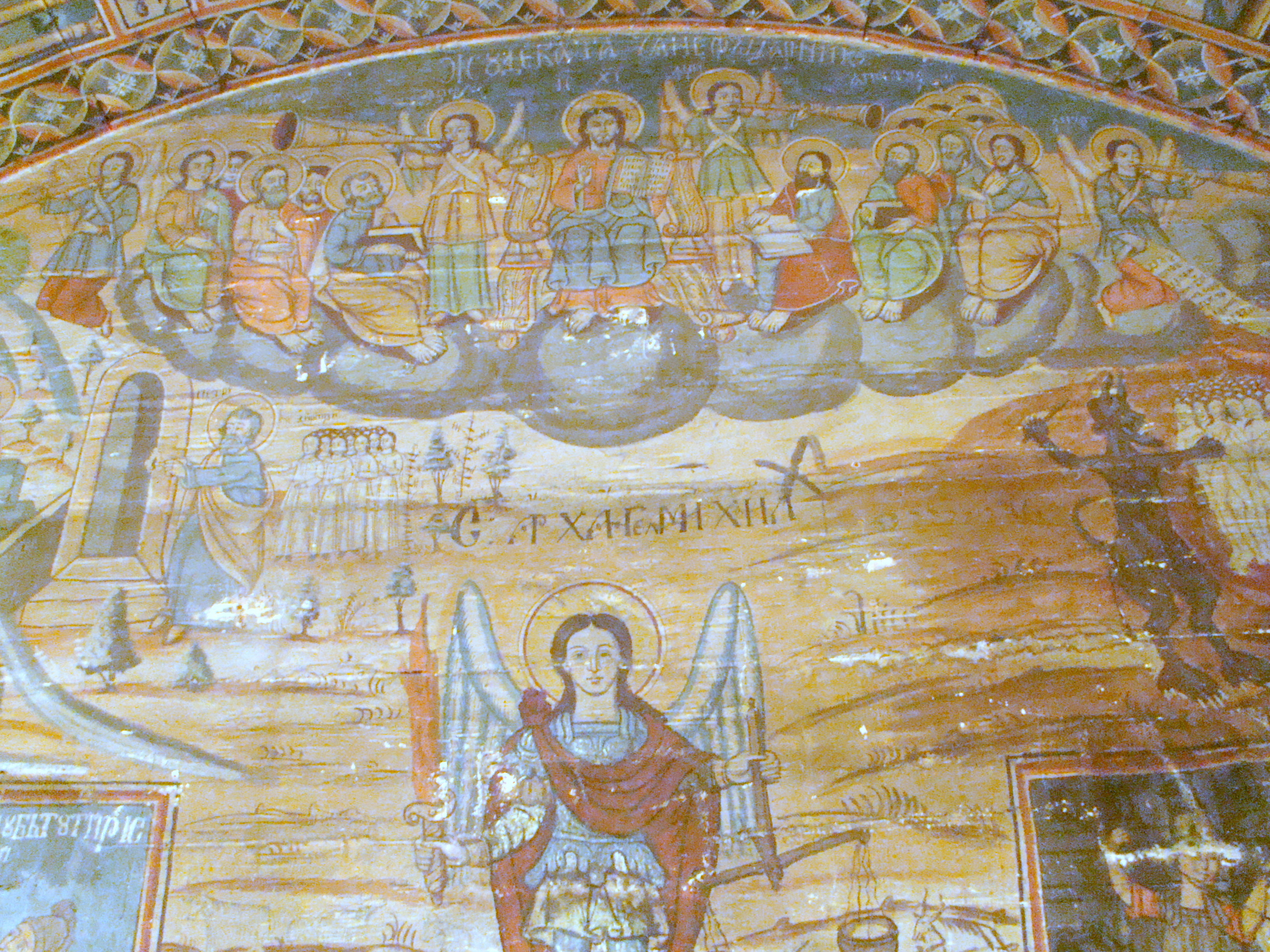

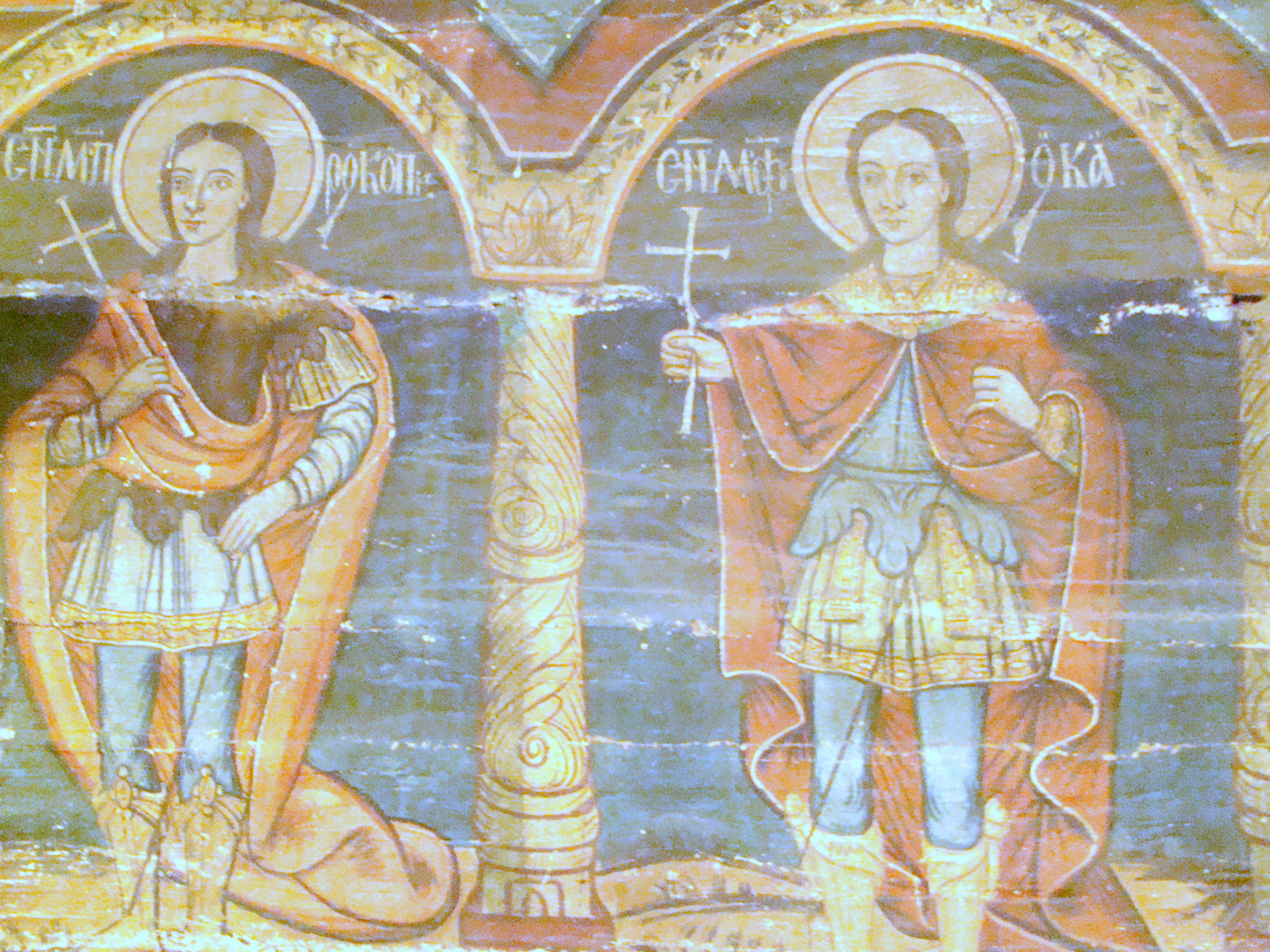

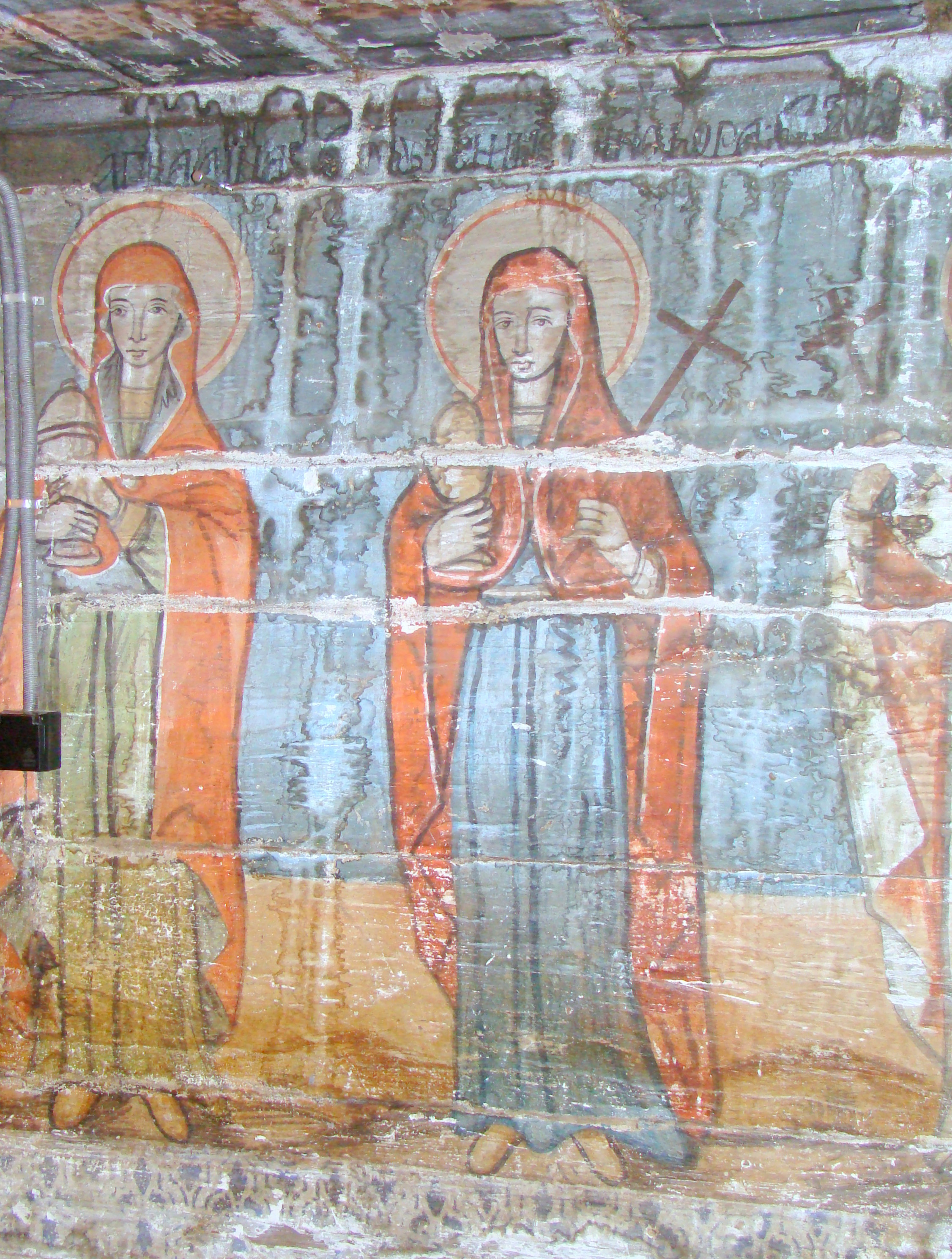

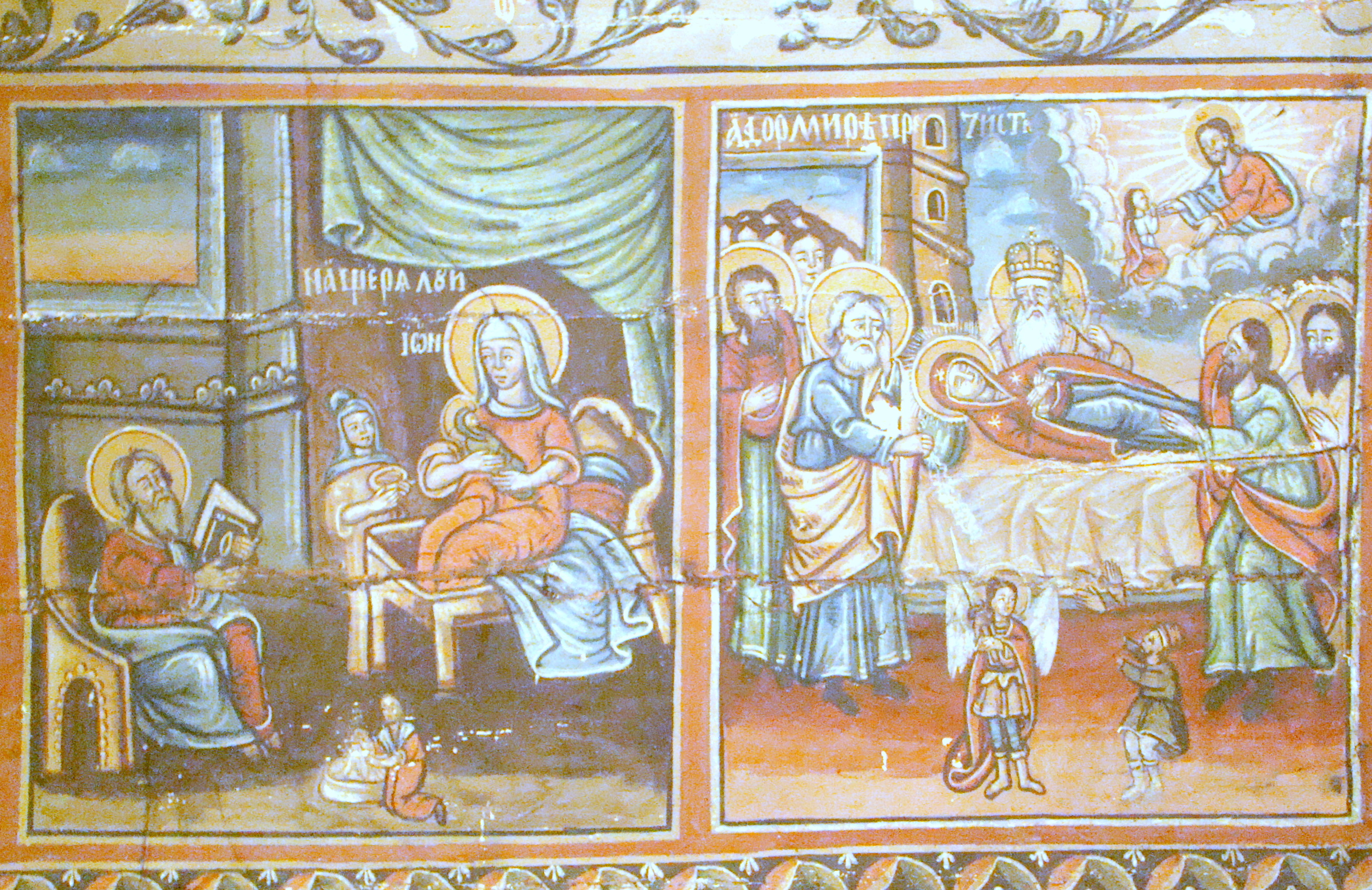

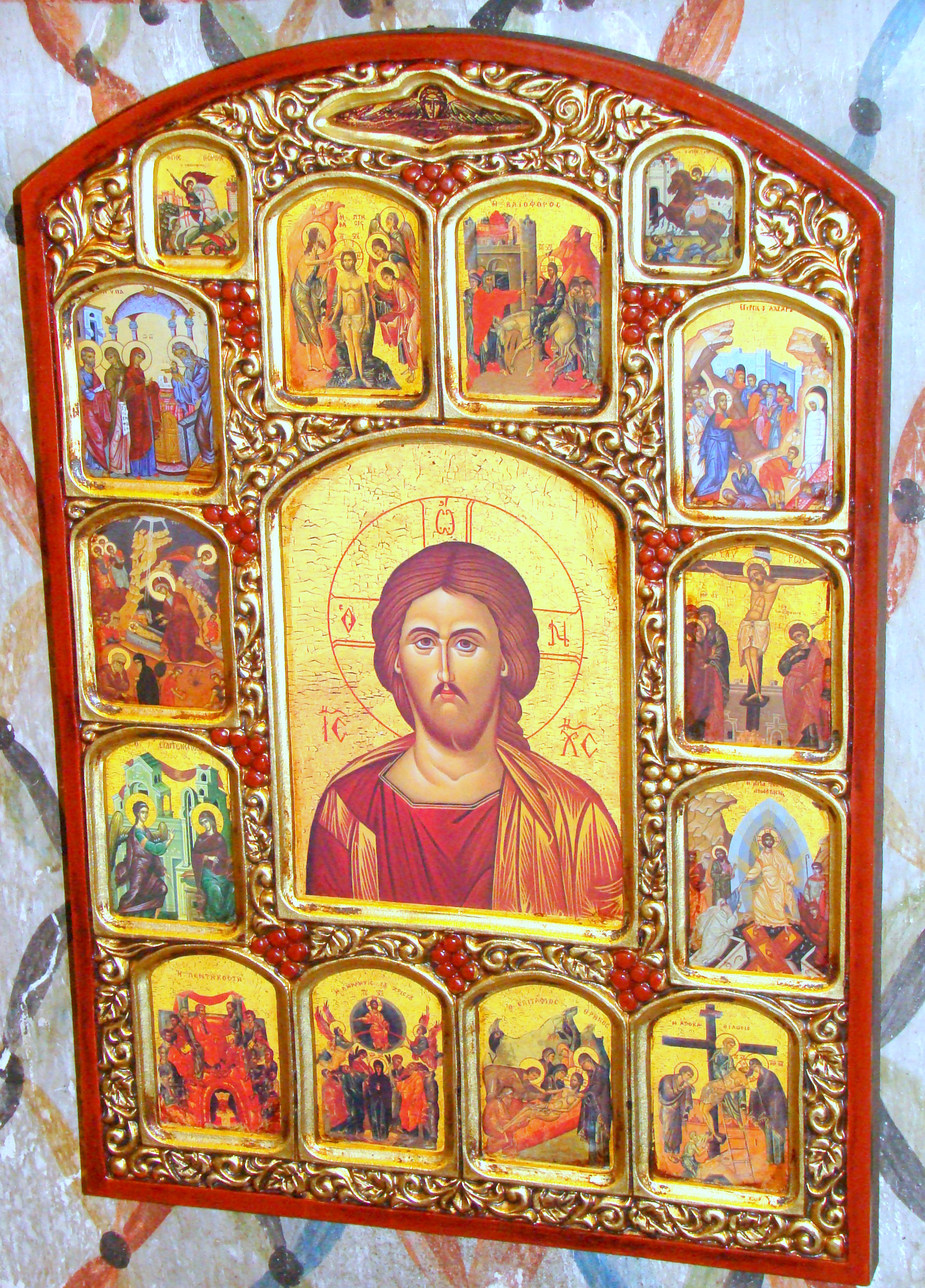

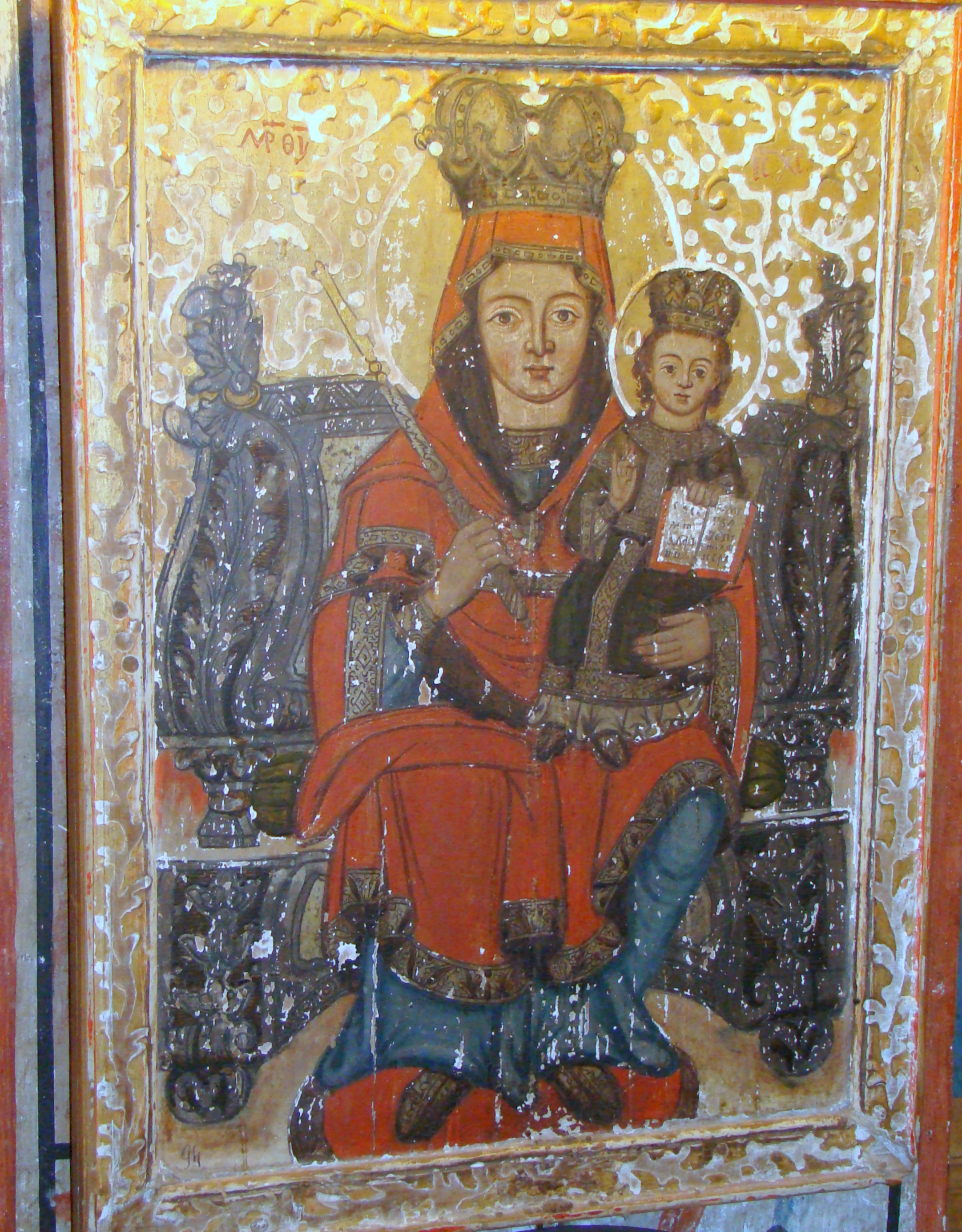

Biserica de lemn „Sfinții Arhangheli” din Ociu, comuna Vața de Jos, județul Hunedoara a fost ridicată în anul 1750, pictura datează din 1821. Are hramul „Sfinții Arhangheli Mihail și Gavriil” (8 noiembrie) și figurează pe noua listă a monumentelor istorice, cod LMI HD-II-m-A-03374.

## Istoric
Biserica de lemn ce poartă hramul Sfinții Arhangheli, a fost înălțată în cea de-a doua jumătate a secolului al XVIII-lea, luând locul, pe dealul de deasupra Crișului, lăcașului anterior. A fost model în ceea ce privește forma de plan, pentru noua ctitorie, dreptunghiulară, cu absida nedecroșată în prelungirea navei, formă căreia i-a dat dimensiunile cerute de sporul demografic al veacului. Spre sfârșitul secolului trecut, spațiul a fost alungit spre vest, probabil tot atunci s-au tencuit pereții, ascunzându-se aspectul plastic al bârnelor, al îmbinărilor și consolelor. Modificarea părții de vest a cauzat și renunțarea la cadrele intrărilor, cu inscripții și decor sculptat. În 1821, pereții lăcașului au fost zugrăviți, conținutul pisaniei de pe tâmplă, fiind acesta: “Cu ajutorul lui Dumnezeu s-au zugrăvit această sfântă biserică prin măna lui Nichifor Bădău zugrav cu cheltuiale de bani 20, din tot satul Ociului, fiind ctitor Ciorogar Adam, Maria, Adamul, Ana, Dan crâșnicul, Bălan Mihaiu, Petrișor Mihai, gronicul... Solomon 1821. Și s-au gătat în luna lui octombrie fiind... Ion Maier, Toderaș Adam a Adamului, Giur Crișan, Con Gheorghe lui Ispas, Ilie Ursu din Prăvăleni și s-au pus și șindiile pre biserică șapte mii...”. Știrea privind șindrilitul este interesantă, prin ea calculându-se cu aproximație, vechimea bisericii (cca 1700), căci în trecut de la o lucrare de învelire la alta trecea o jumătate de veac. Pisania pare a menționa un singur zugrav, pe Nichifor, întâlnit la Julița, cu numele Nandonie. Prezența în pisania de la Ocișor a numelui Bădău ne îndreptățește ipoteza că este vorba de un al doilea zugrav, Nicolae Bădău de la Lupșa Mare, al cărui prenume ori a fost omis, ori a dispărut. Pictura de la Ociu deține prin desen, culoare și tematică, multe asemănări cu ansamblurile semnate de Nicolae Bădău, cel mai apropiat fiind la Șteia, din 1823-1824. Un argument în plus vine în sprijinul ipotezei formulate mai sus, acesta fiind zapisul unei cărți pe care l-a scris în 1824, numitul zugrav, confirmându-i-se astfel prezența la Ociu. Programul picturii este bogat. În pronaos, sunt zugrăvite chipuri de mucenițe, inclusiv peretele despărțitor, pe cel nordic fiind reprezentată și Duminica Floriilor. Suprafața bolții naosului este împărțită în trei registre, pe cel superior fiind zugrăviți: Maria Orantă, Sf. Duh. Programul iconografic al altarului îl alcătuiesc temele: Sfânta Troiță; cete îngerești; Maria cu Pruncul, redată în întregime, zdrobind un balaur, ajutată de Is. Hs.; Jertfa lui Avram; arhierei și arhidiaconi; „Când s-au pogorât Is. Hs. în pustie 40 de zile”; proorocul Ilie. Pictura tâmplei (pe peretele despărțitor) este dispusă pe două frize: Răstignirea și medalioane cu prooroci, în decor cu viță de struguri; apostolii cu Deisis. Icoanele împărătești prezintă asemănări cu multe altele din zonă, prin chenarele în stuc pe motiv floral (Sf. Nicolae, în întregime, ține cârja cu cap de dragon). Data pisaniei se repetă pe alocuri, ca și la Șteia. Două icoane împărătești s-au păstrat în pronaos, ele evocând tâmpla din al XVIII-lea veac și înmulțind cele știute despre activitatea lui popa Ioan din Deva, căruia i se atribuie. 

## Imagini din exterior

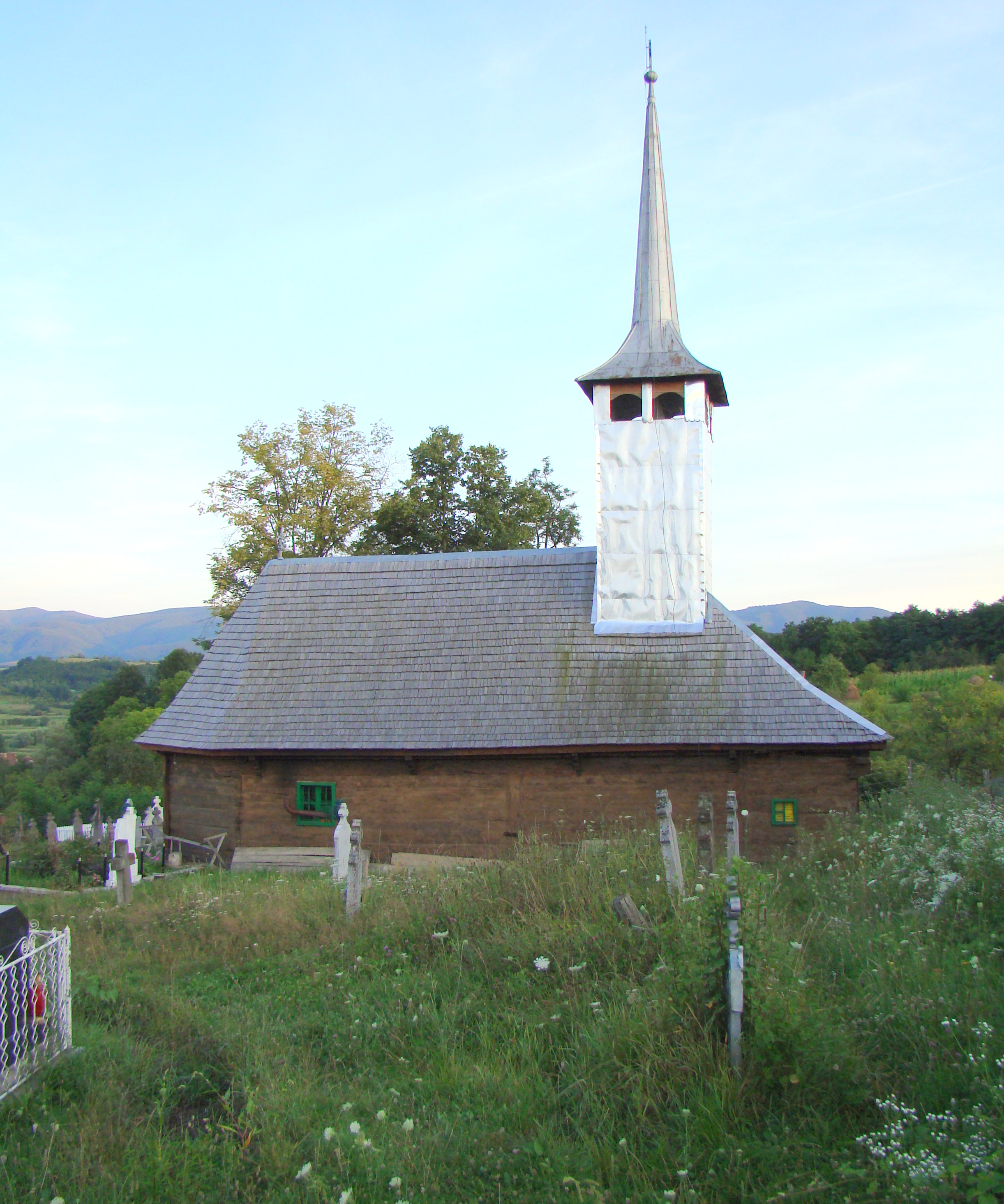
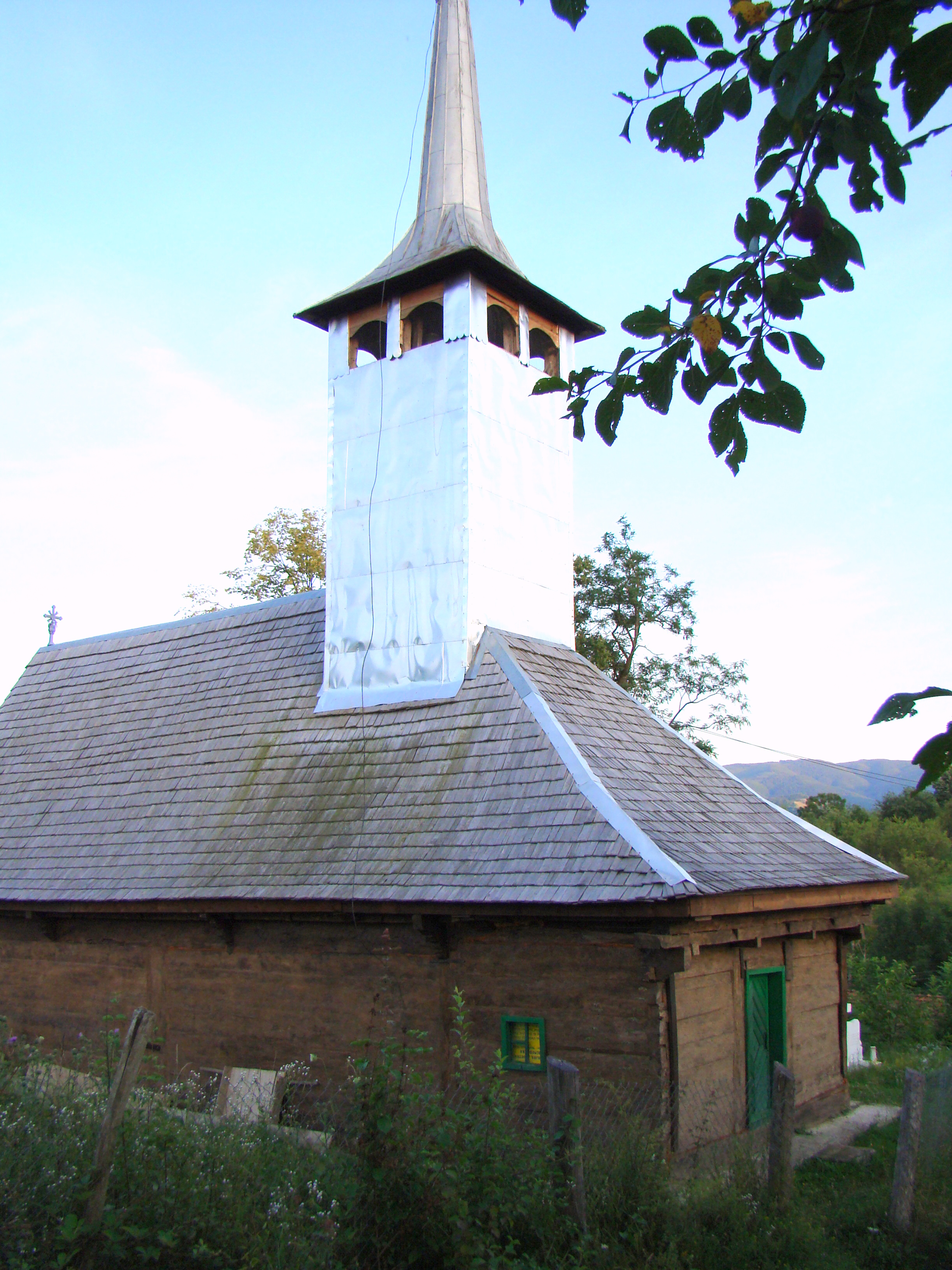
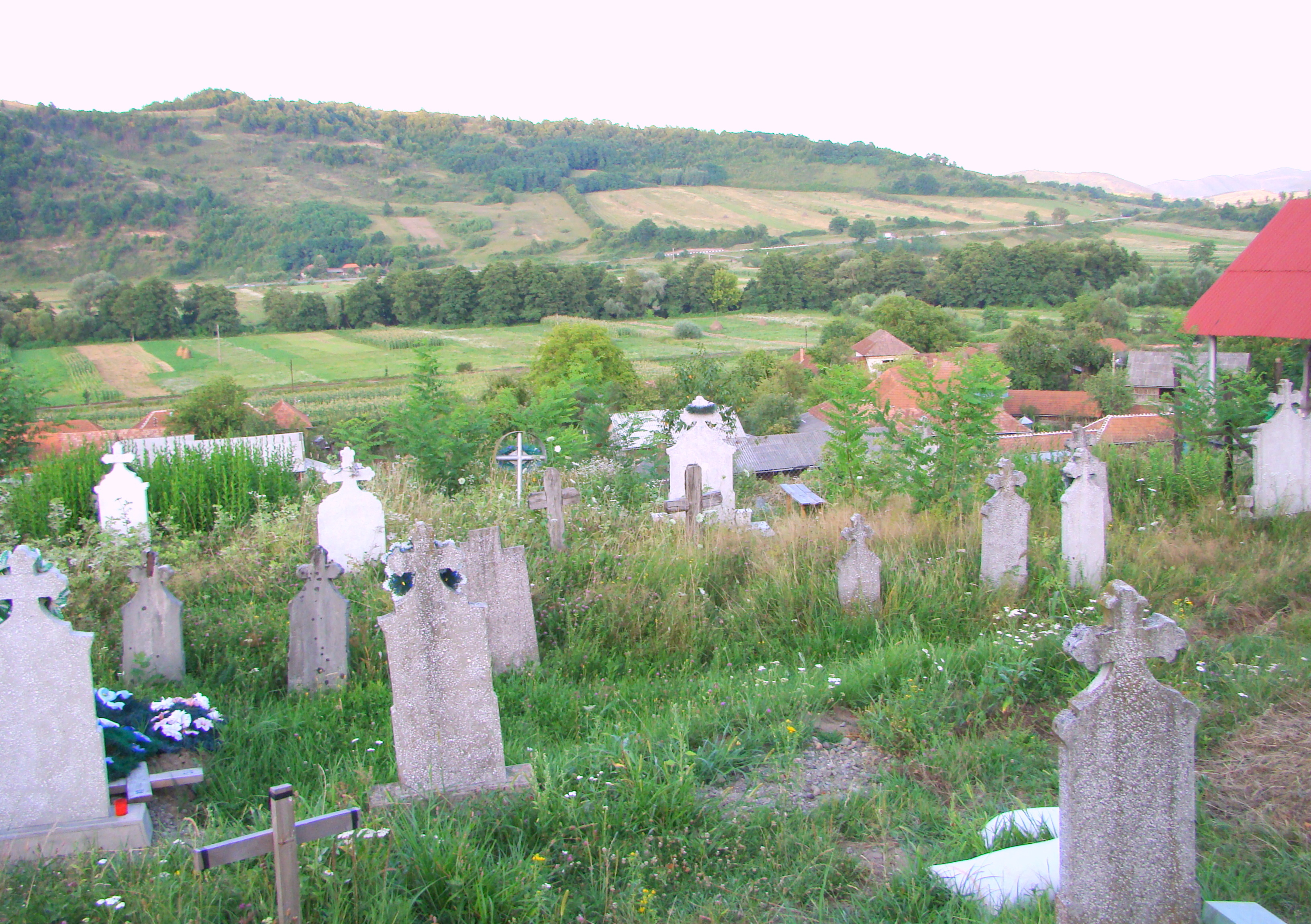
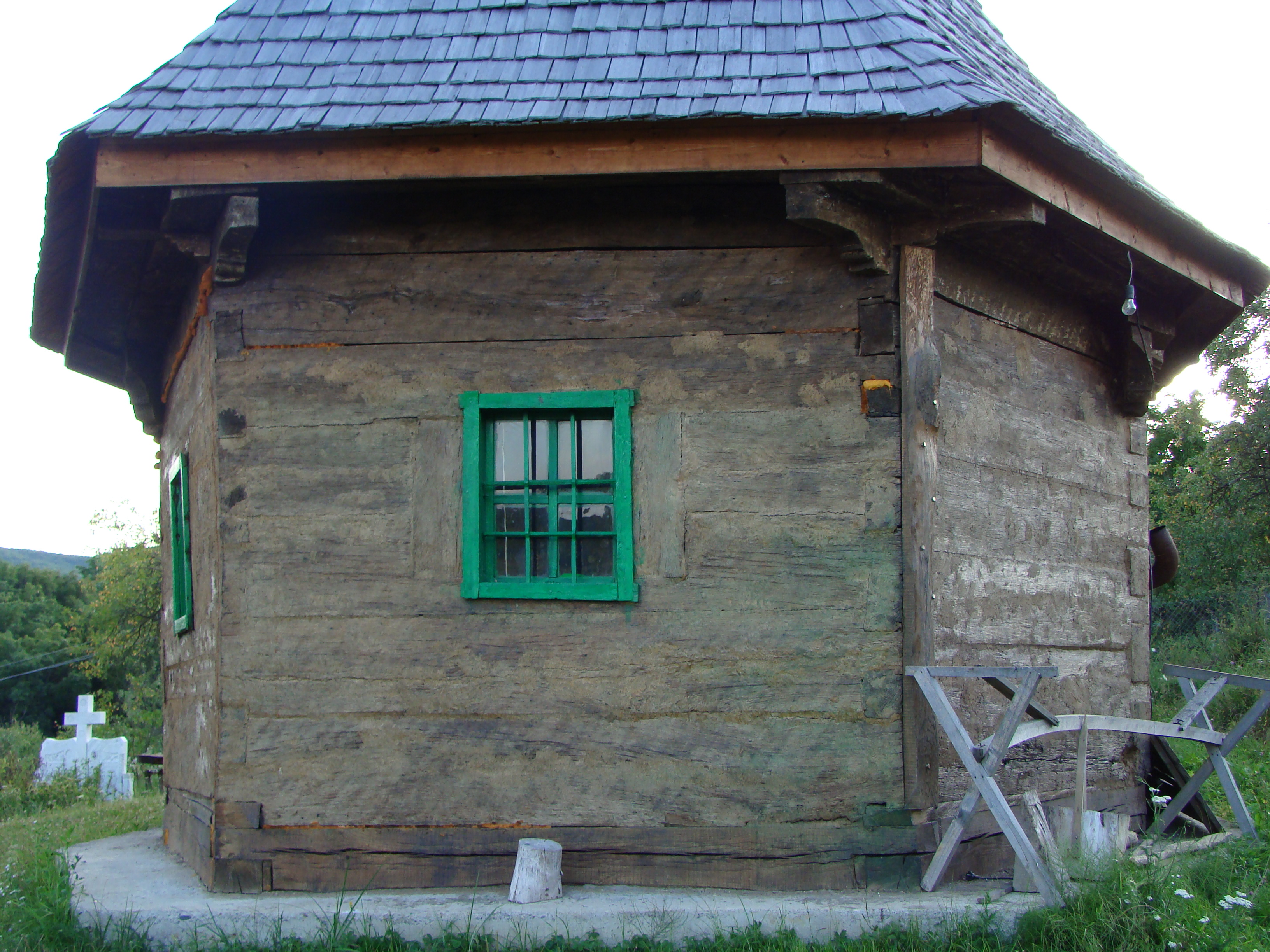
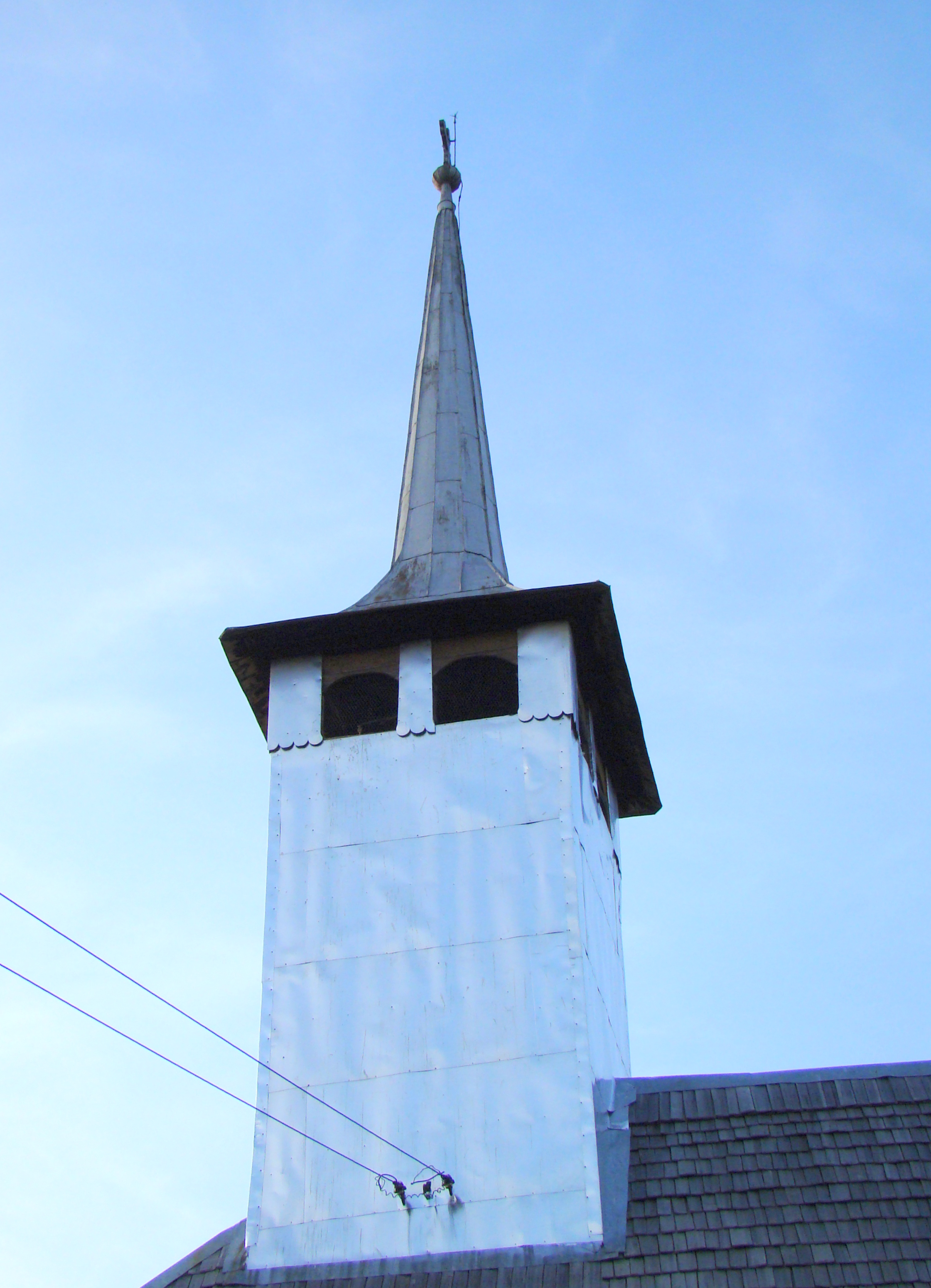
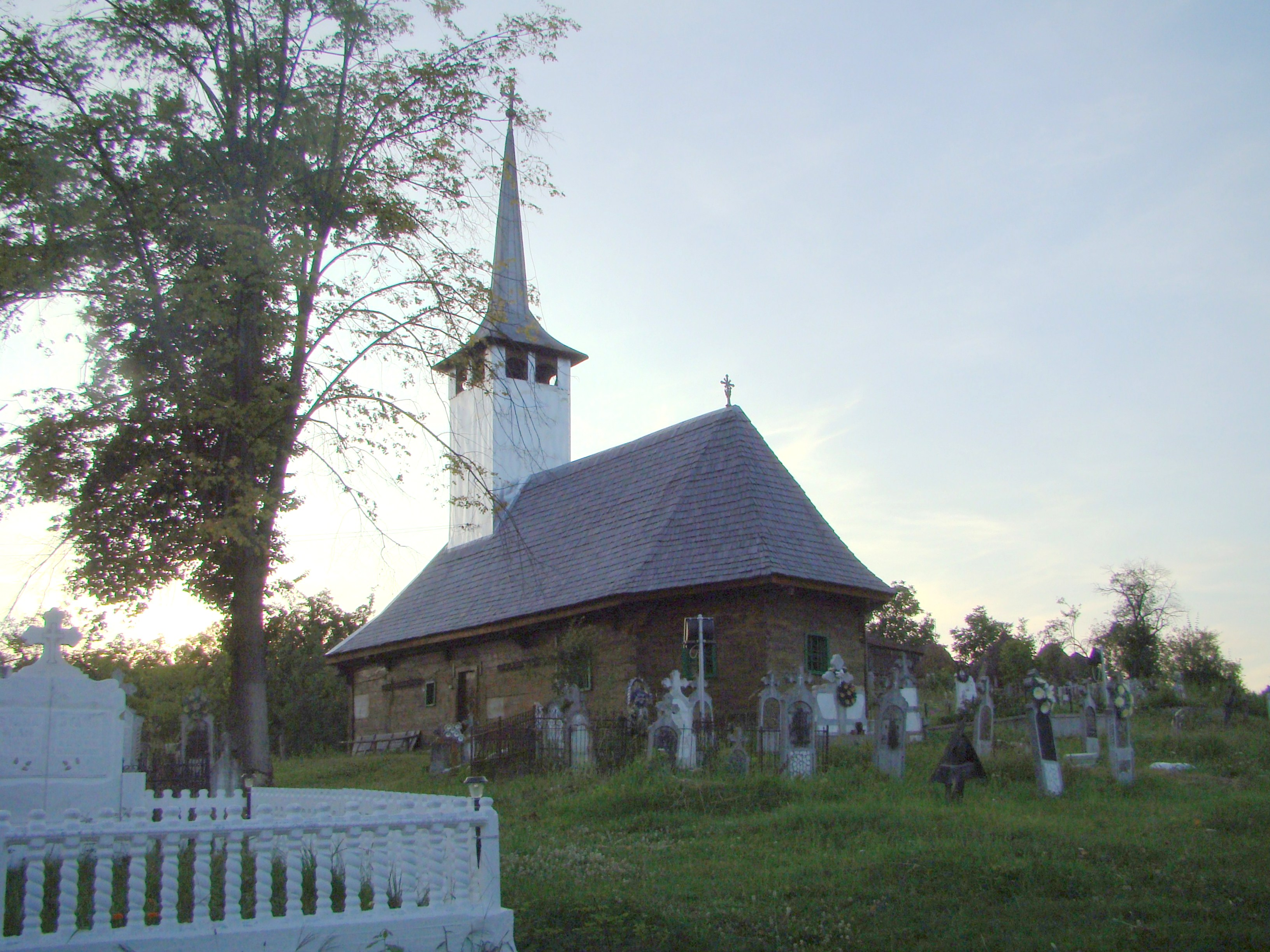

## Imagini din interior

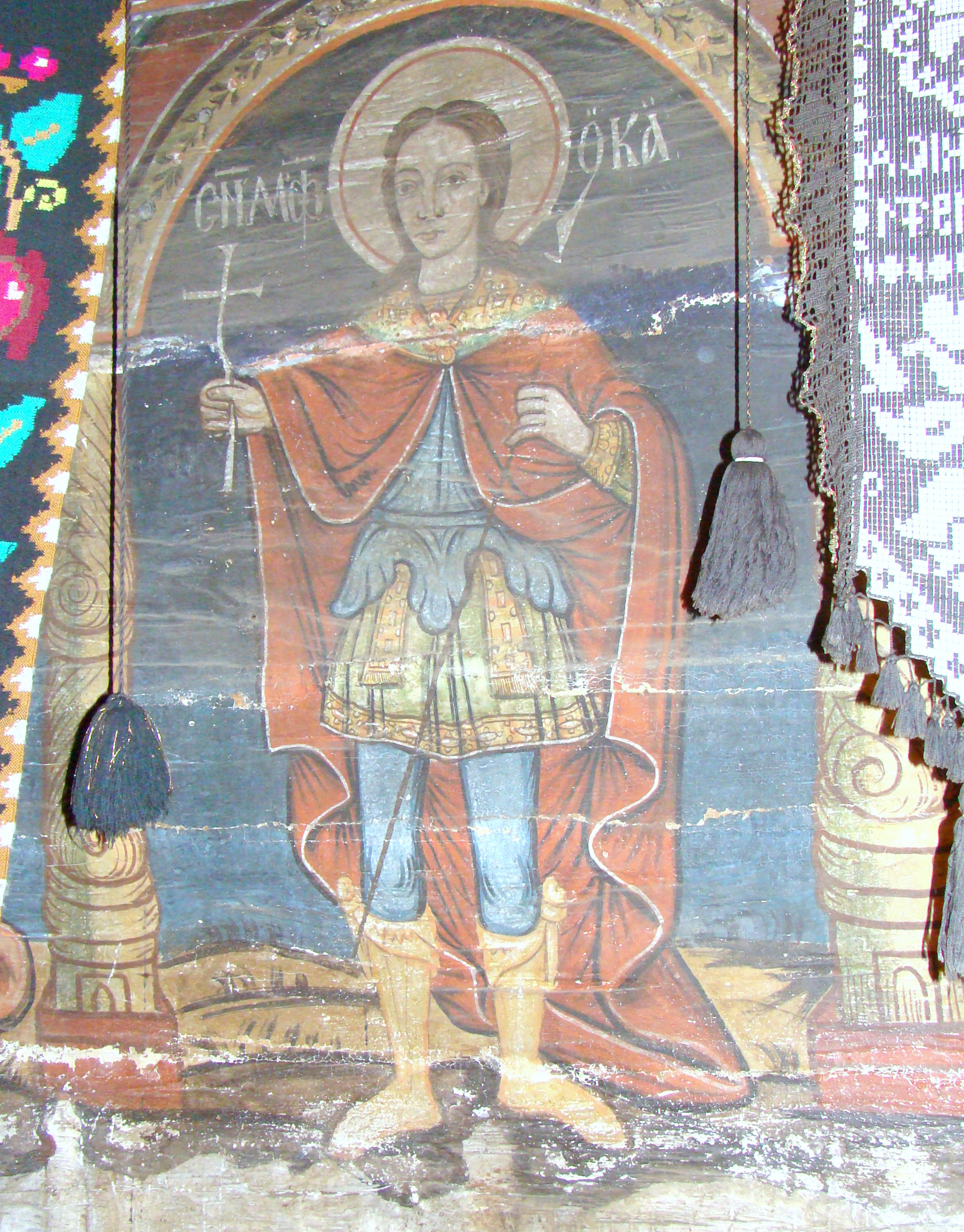
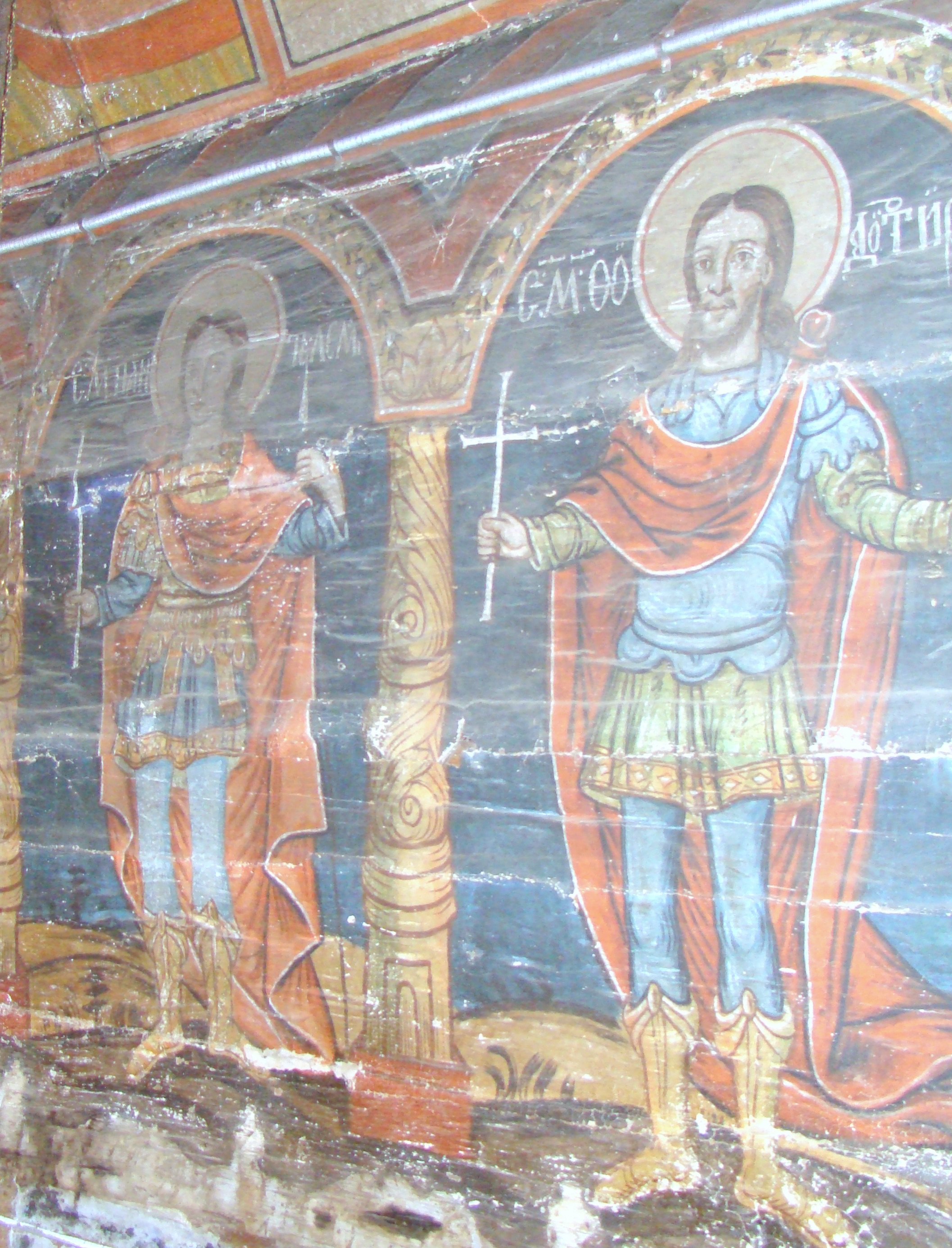
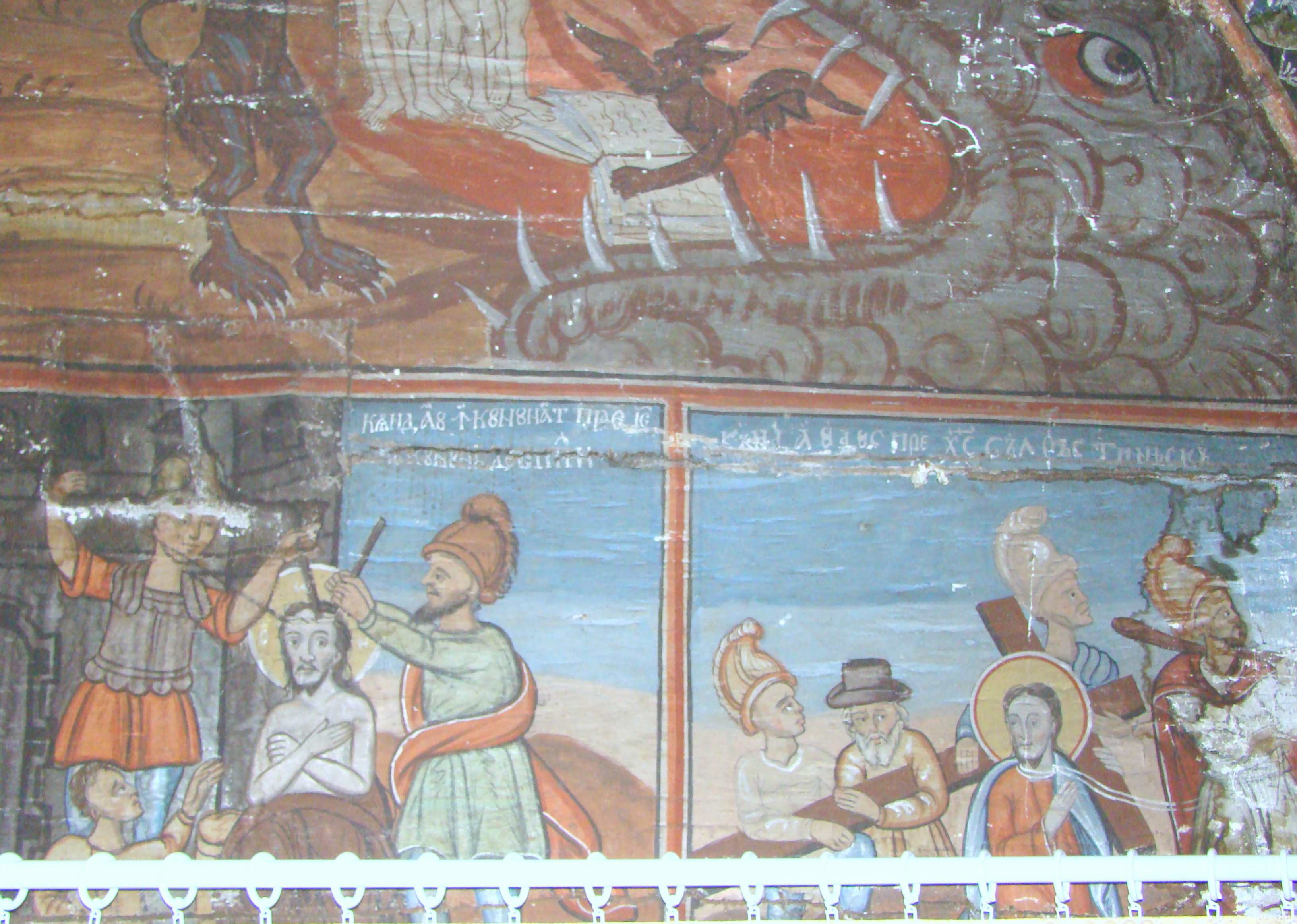
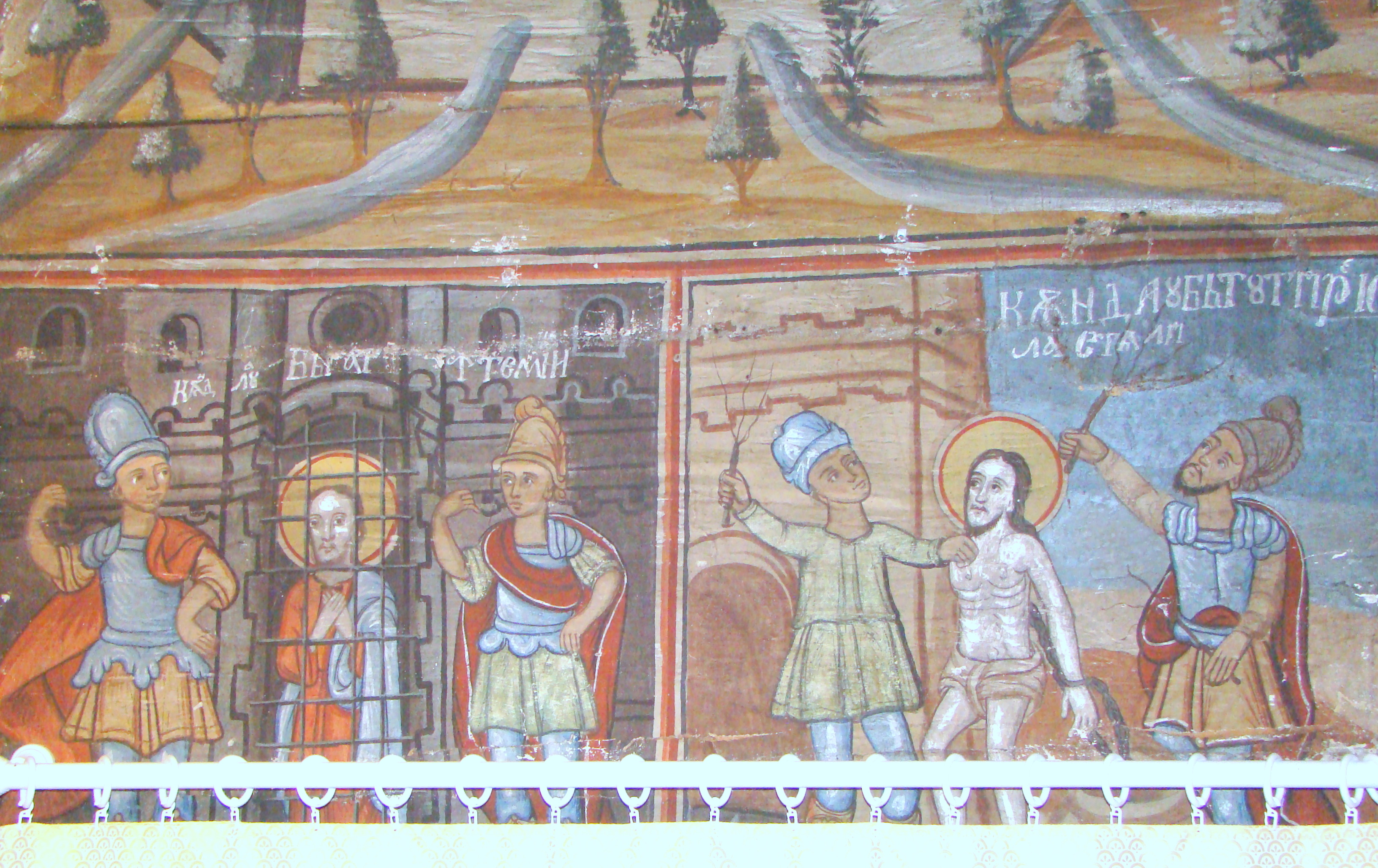
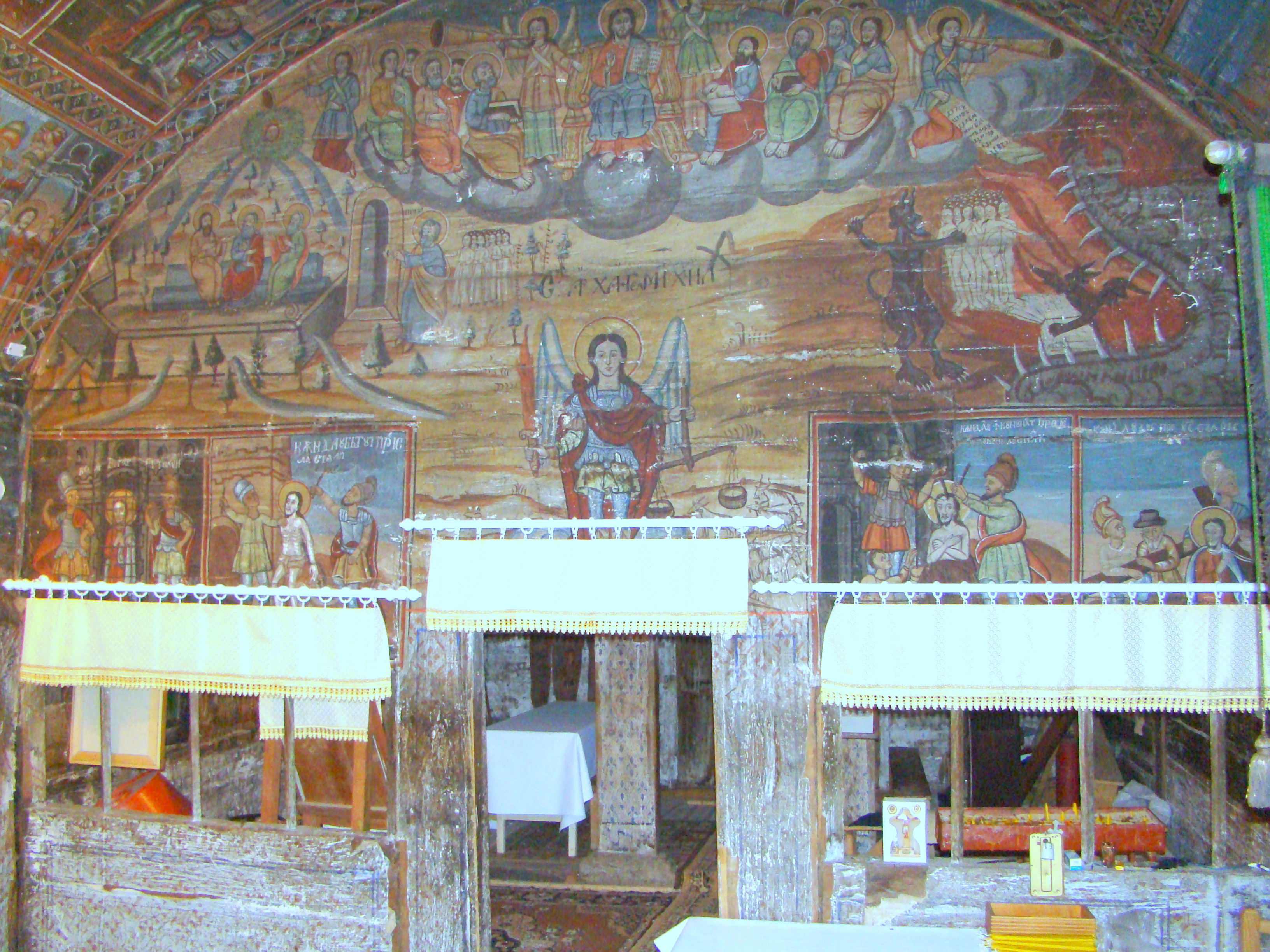
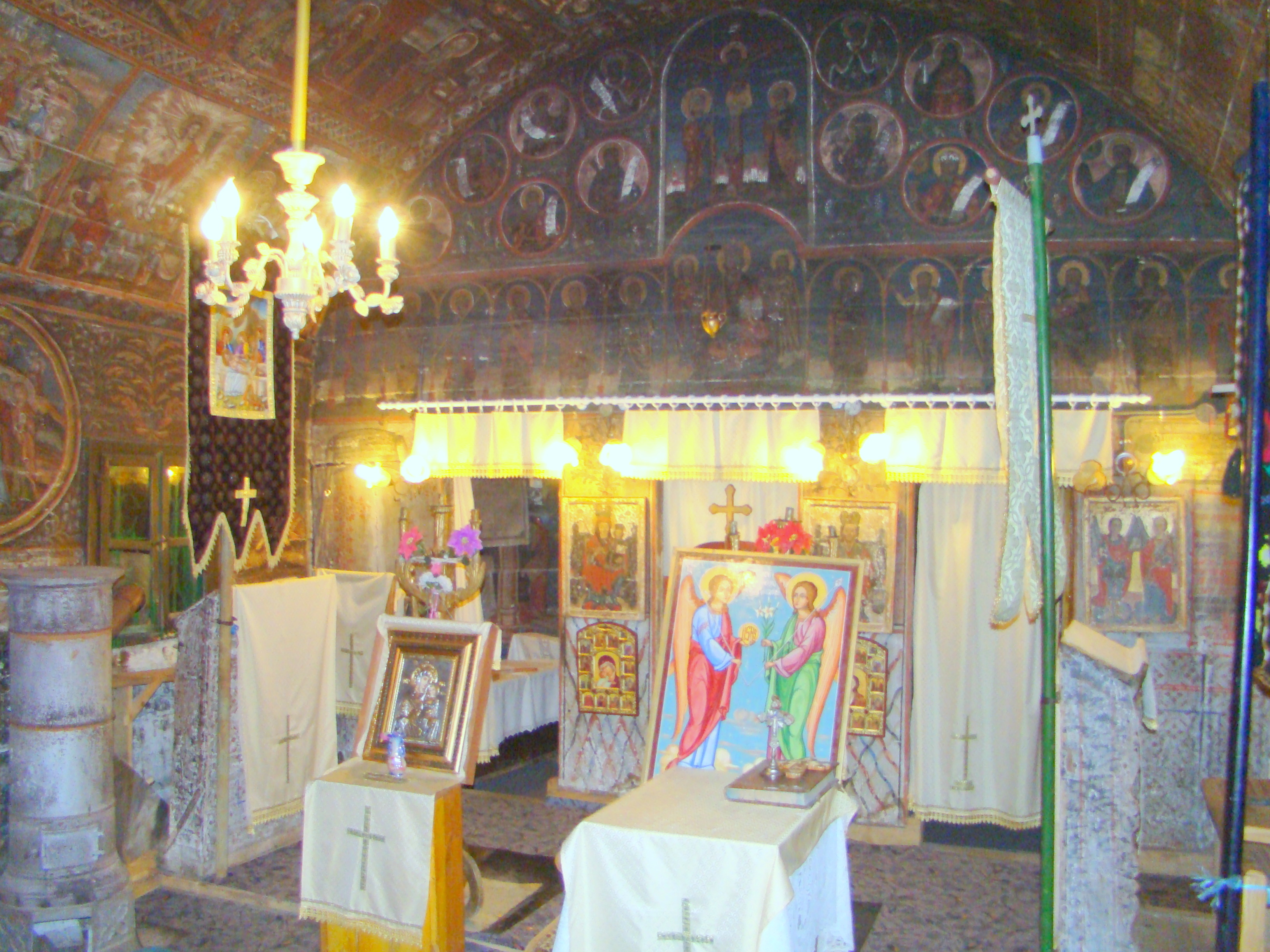
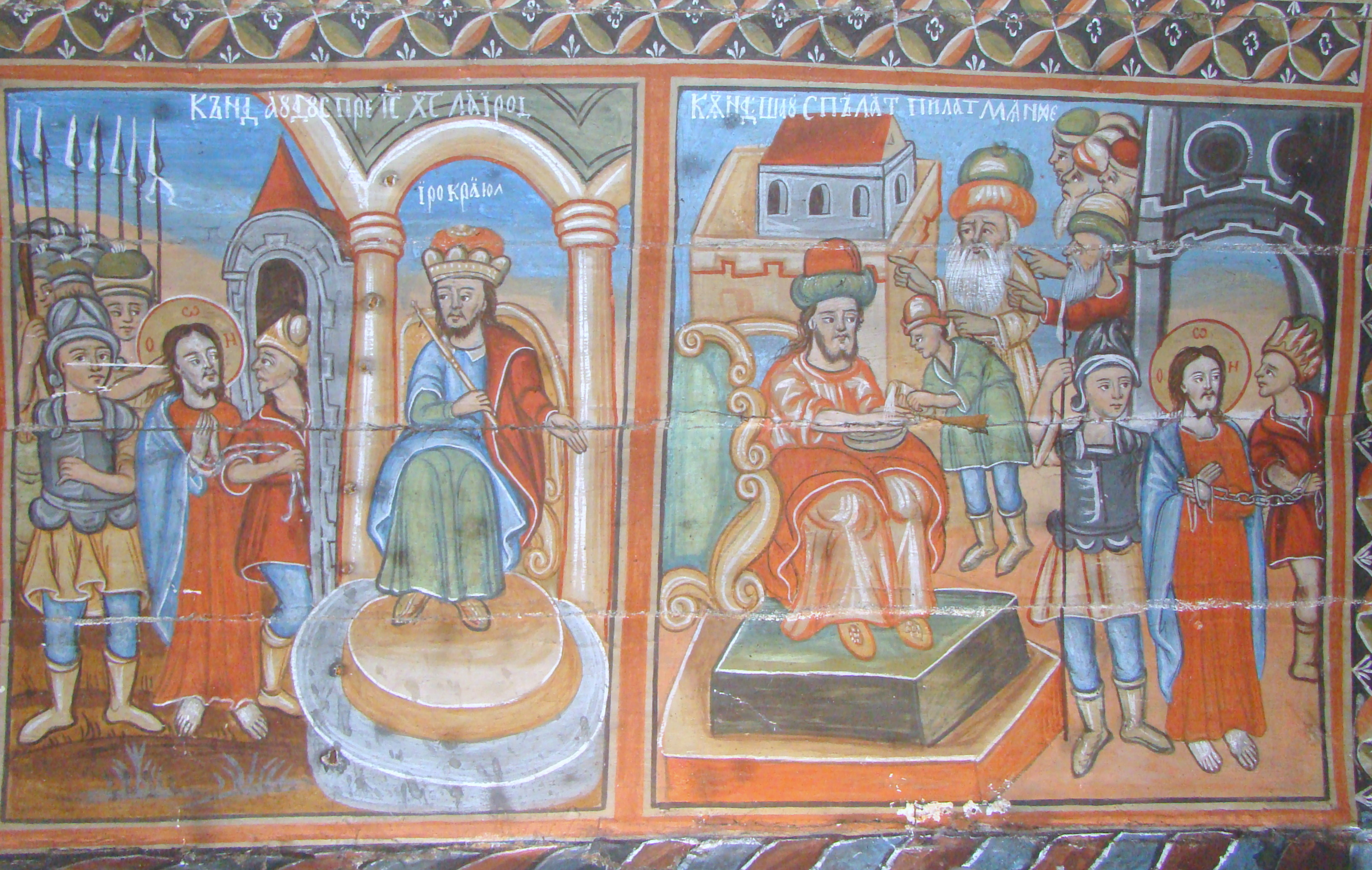
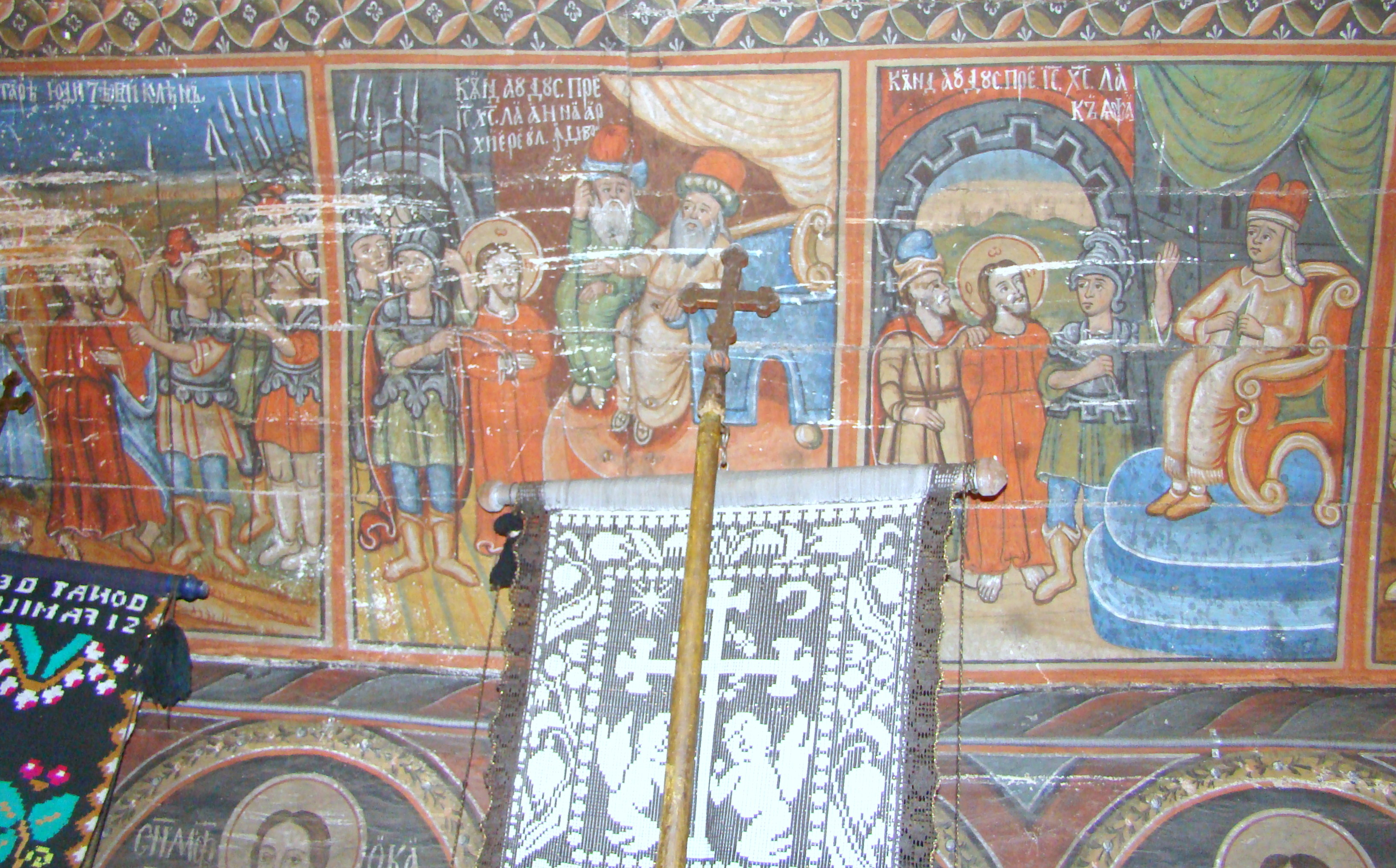
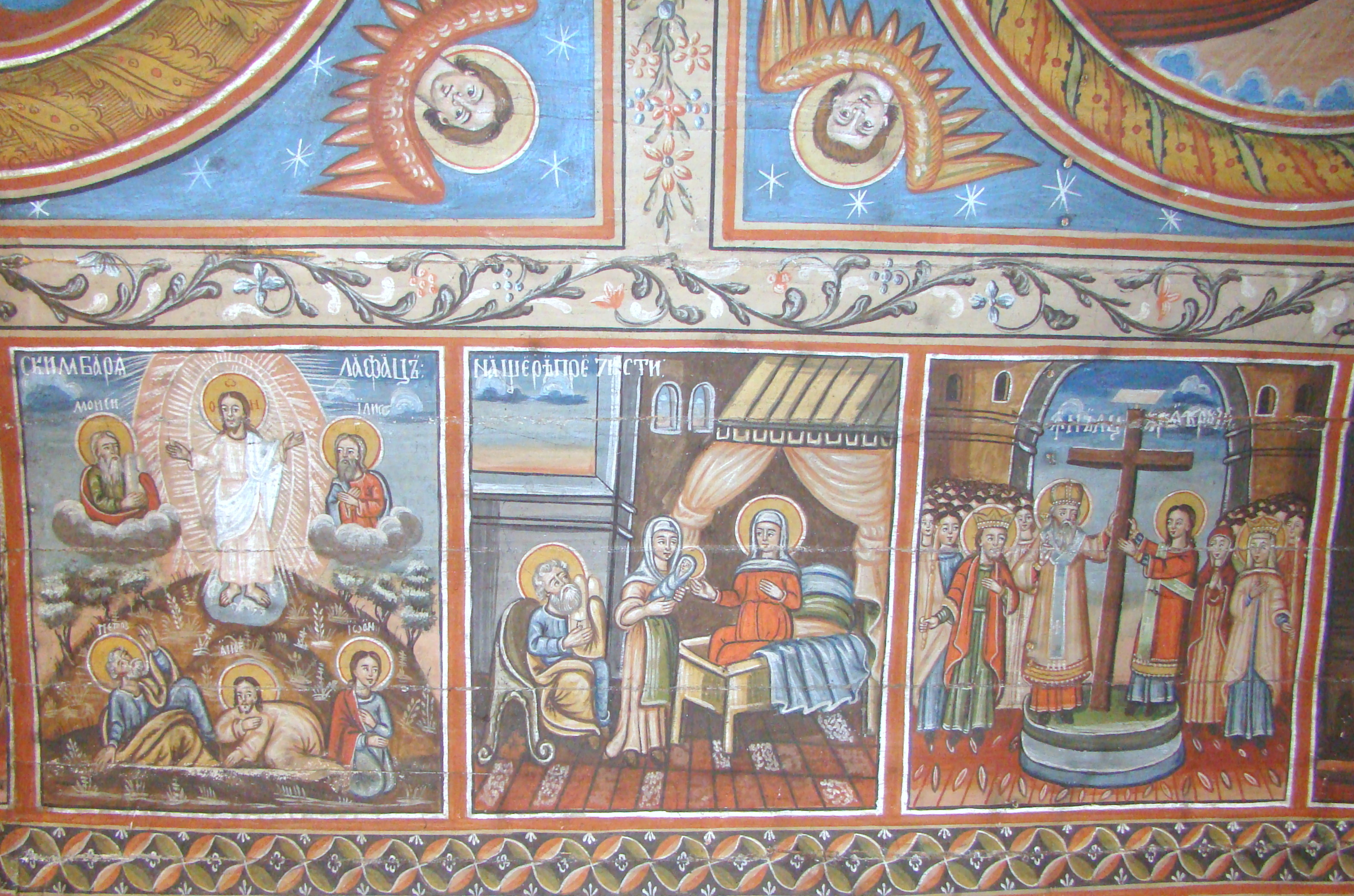
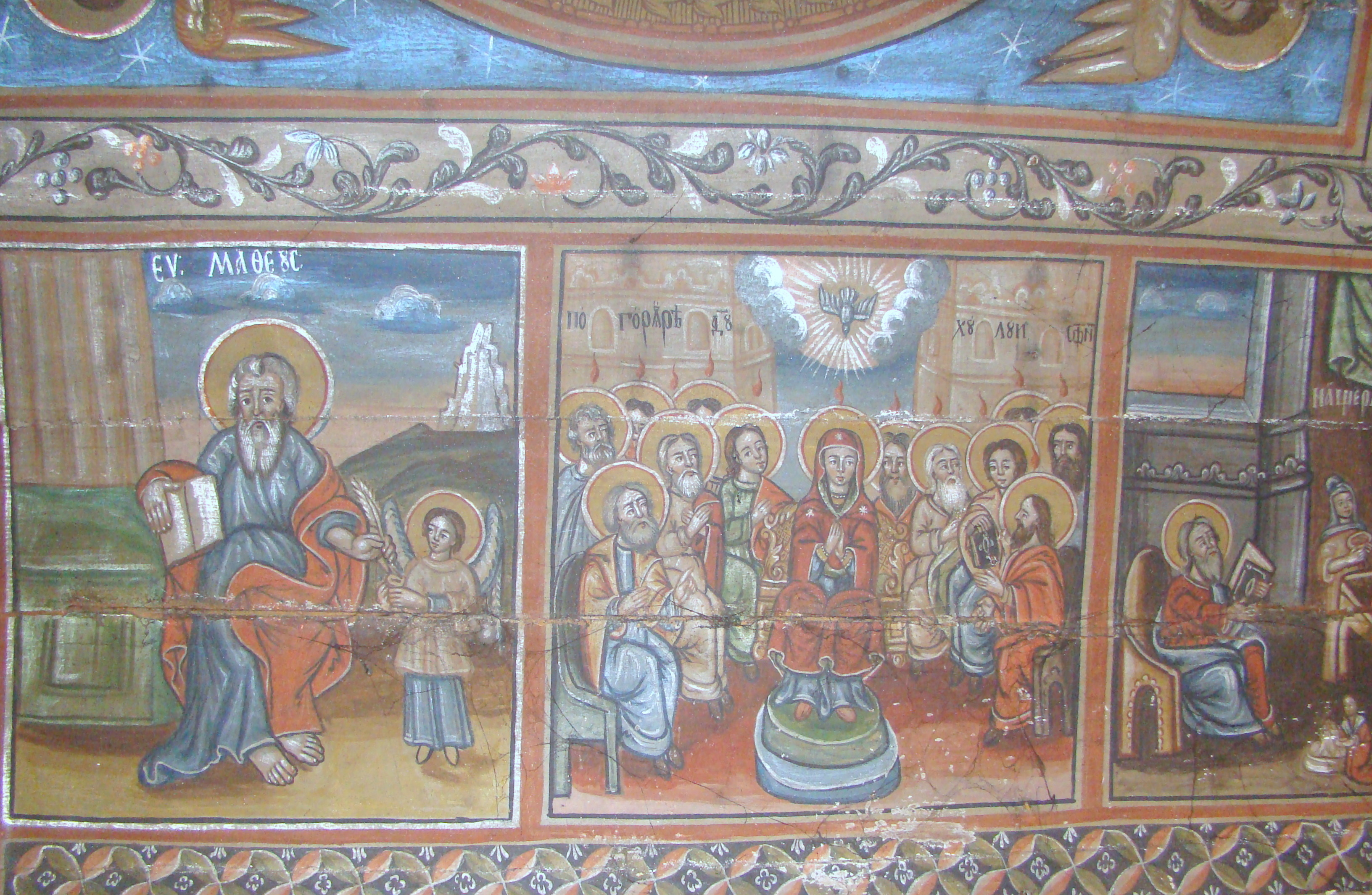
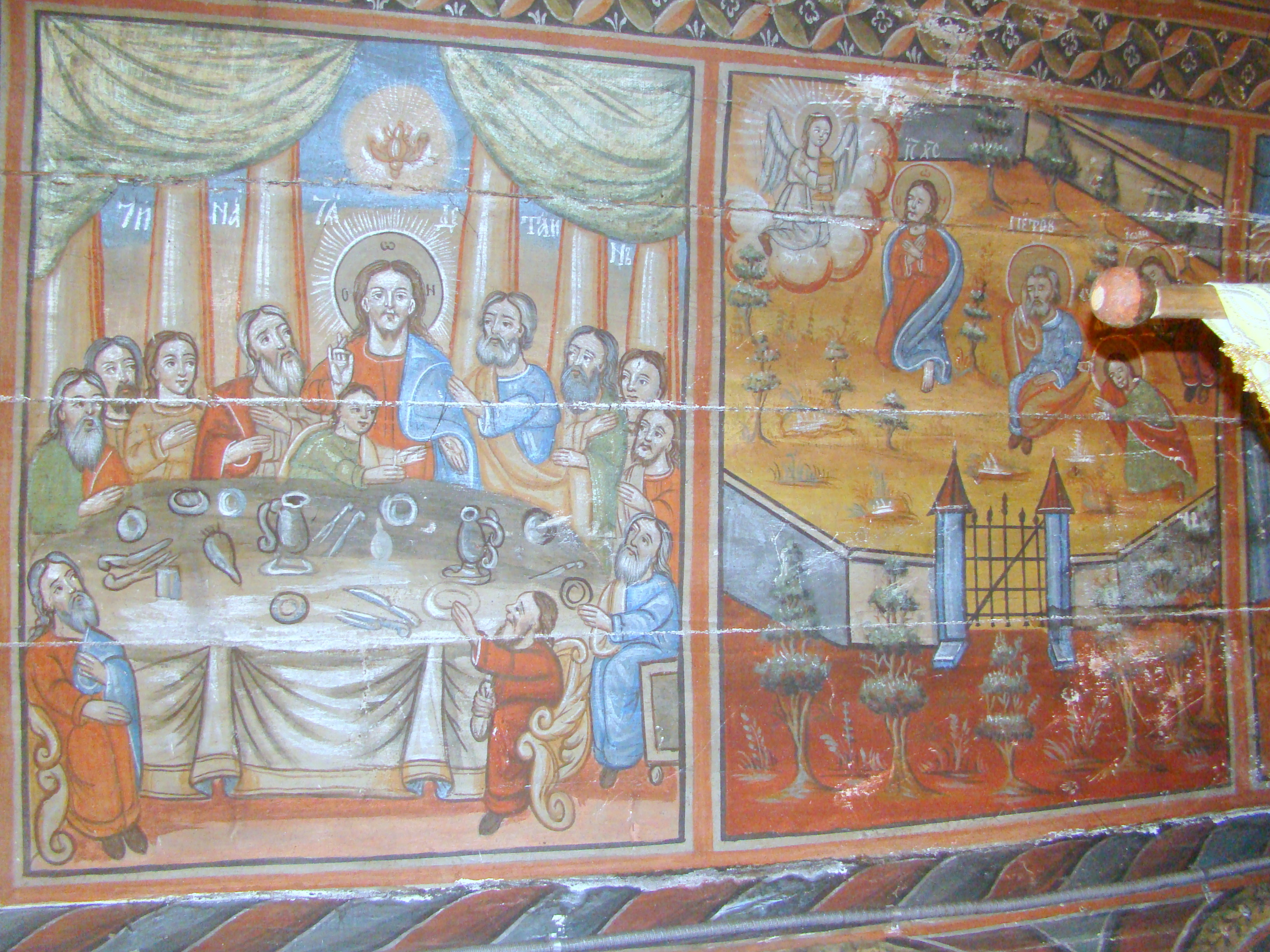
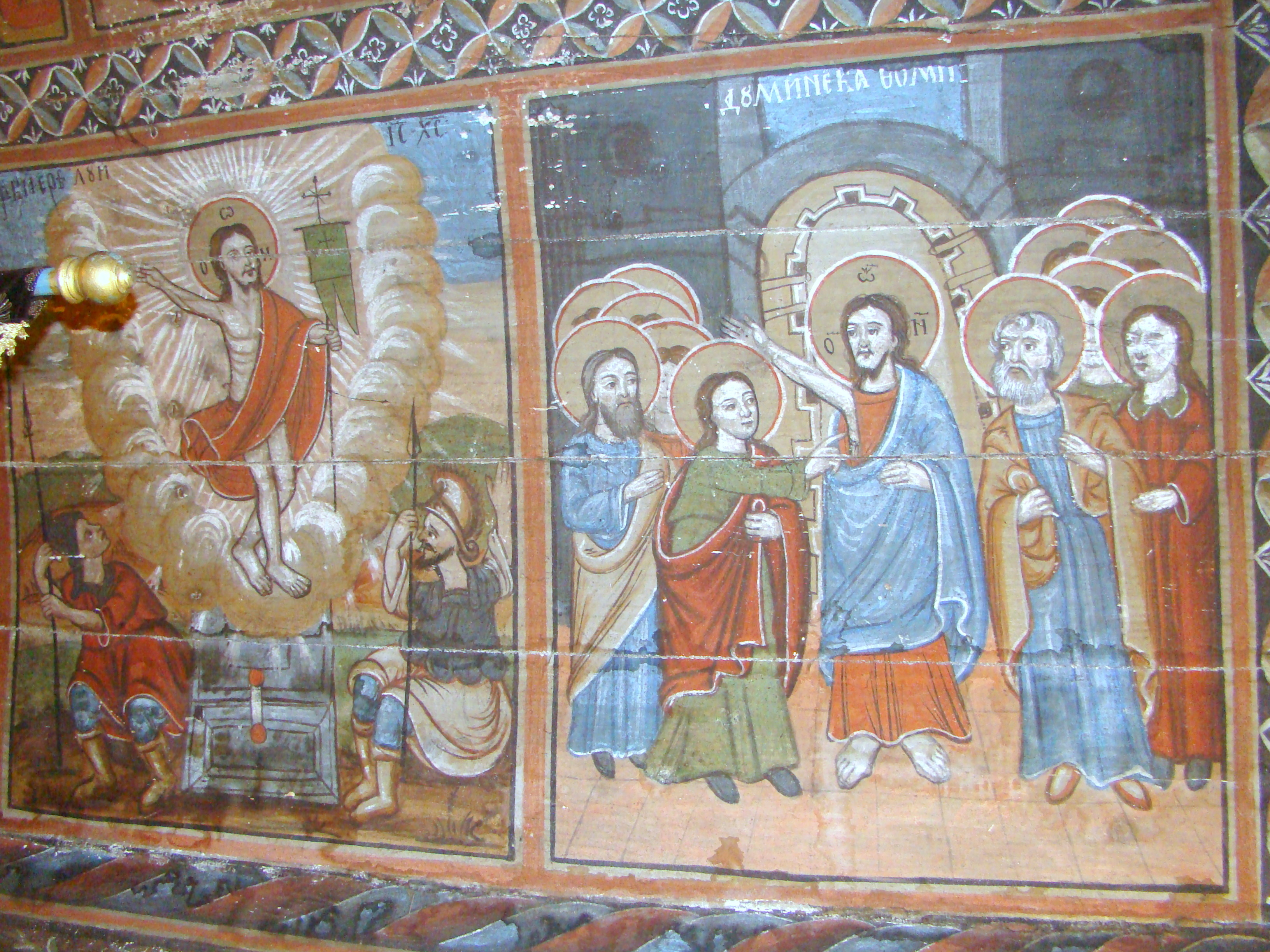
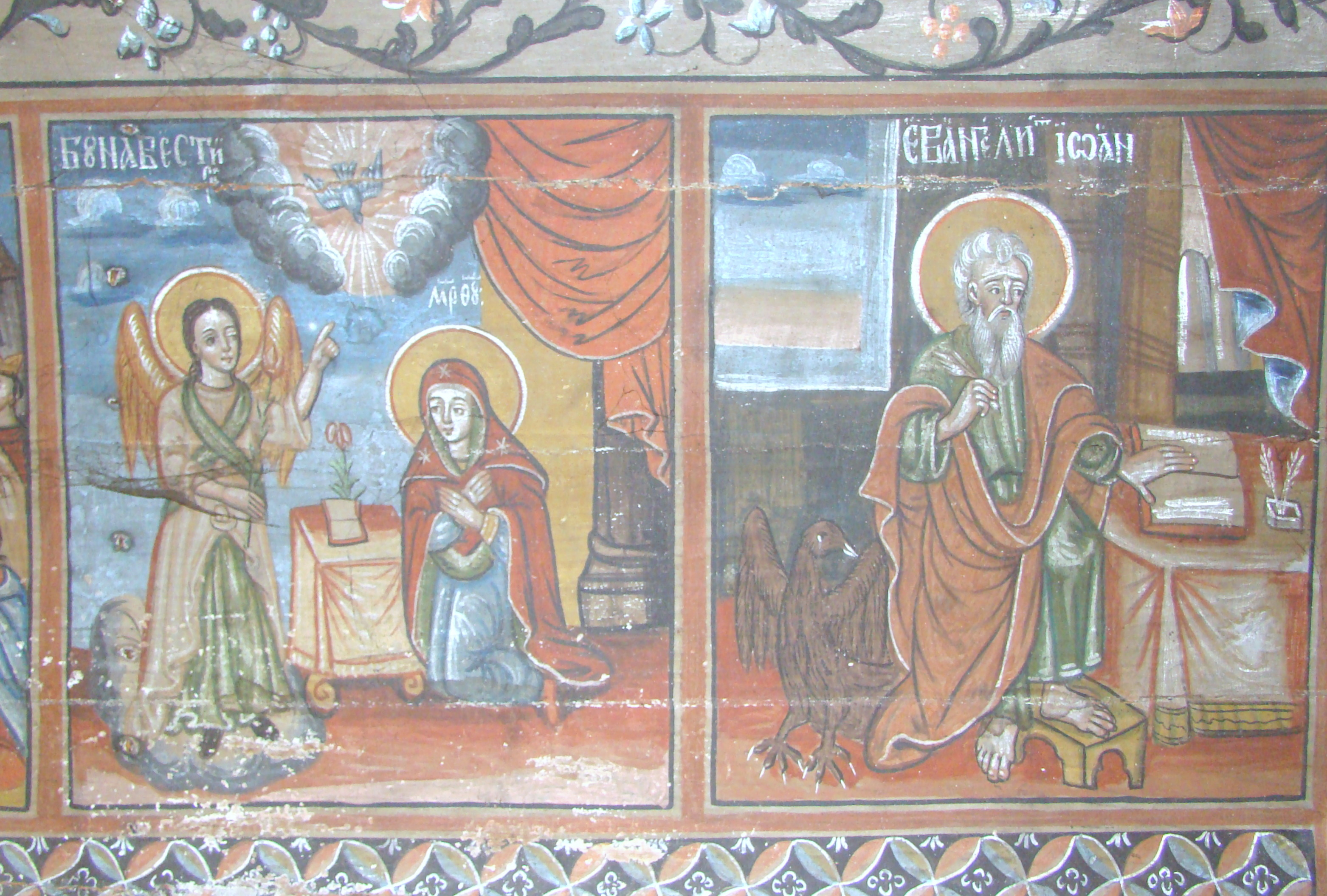
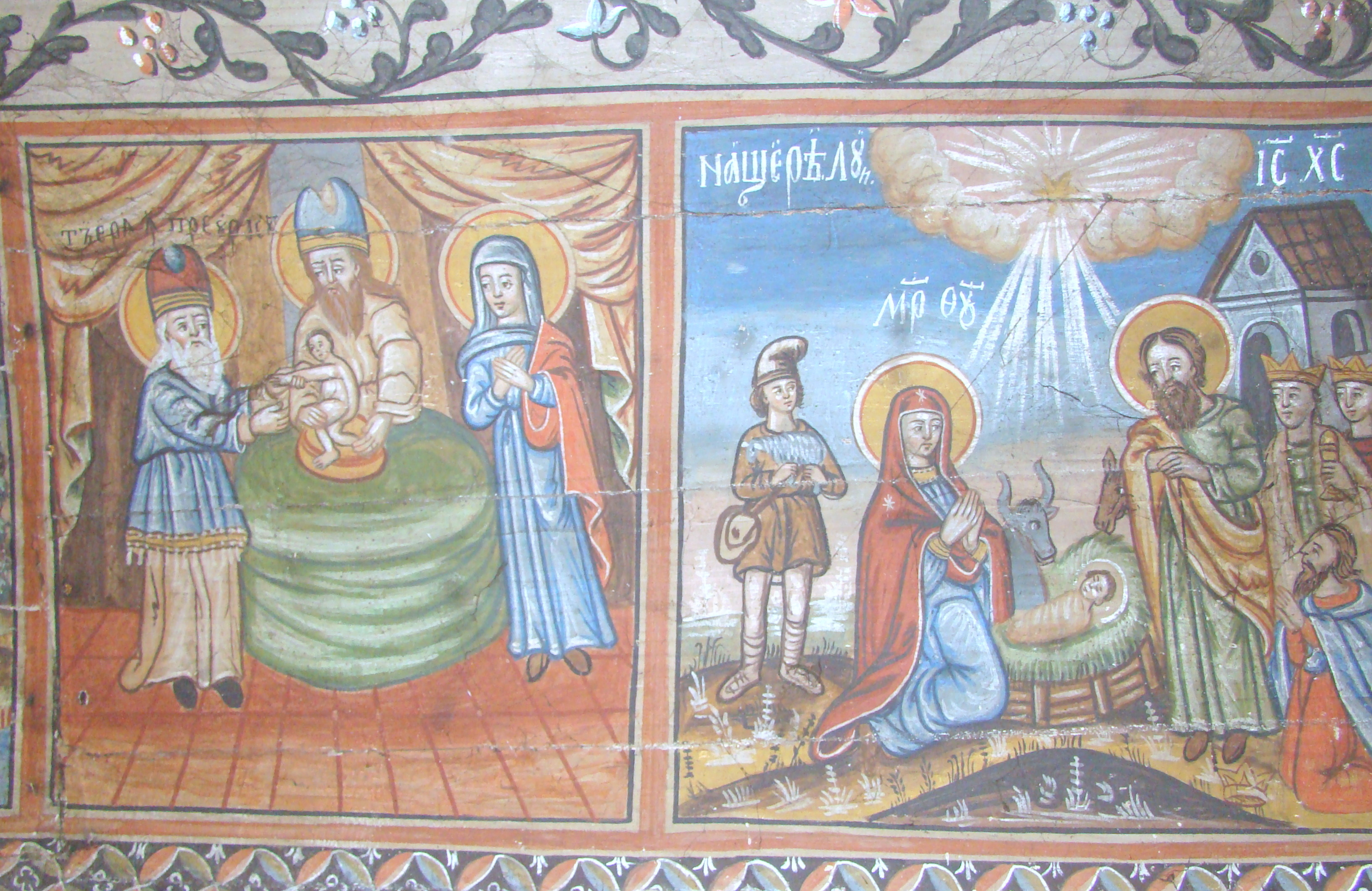
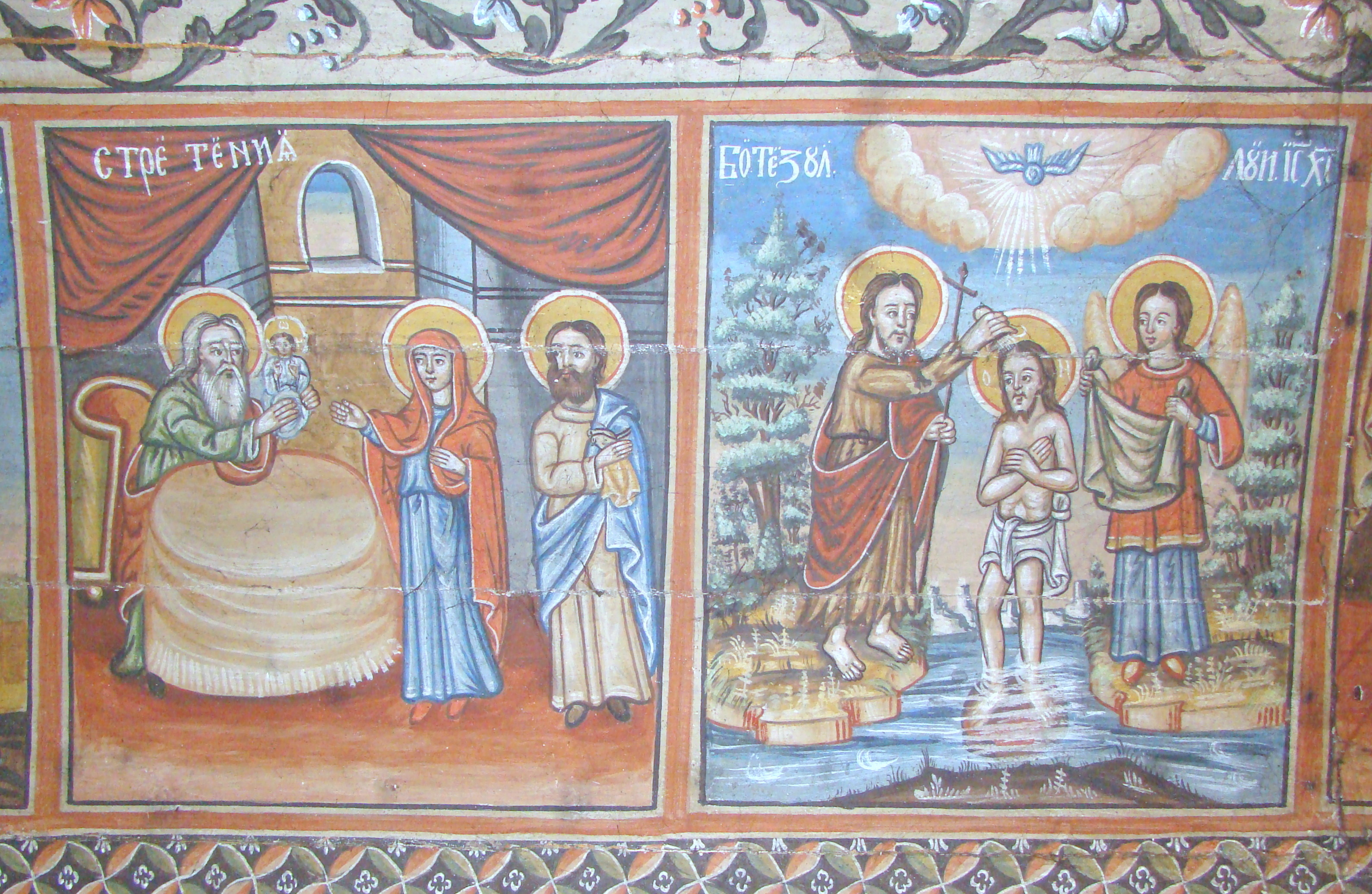
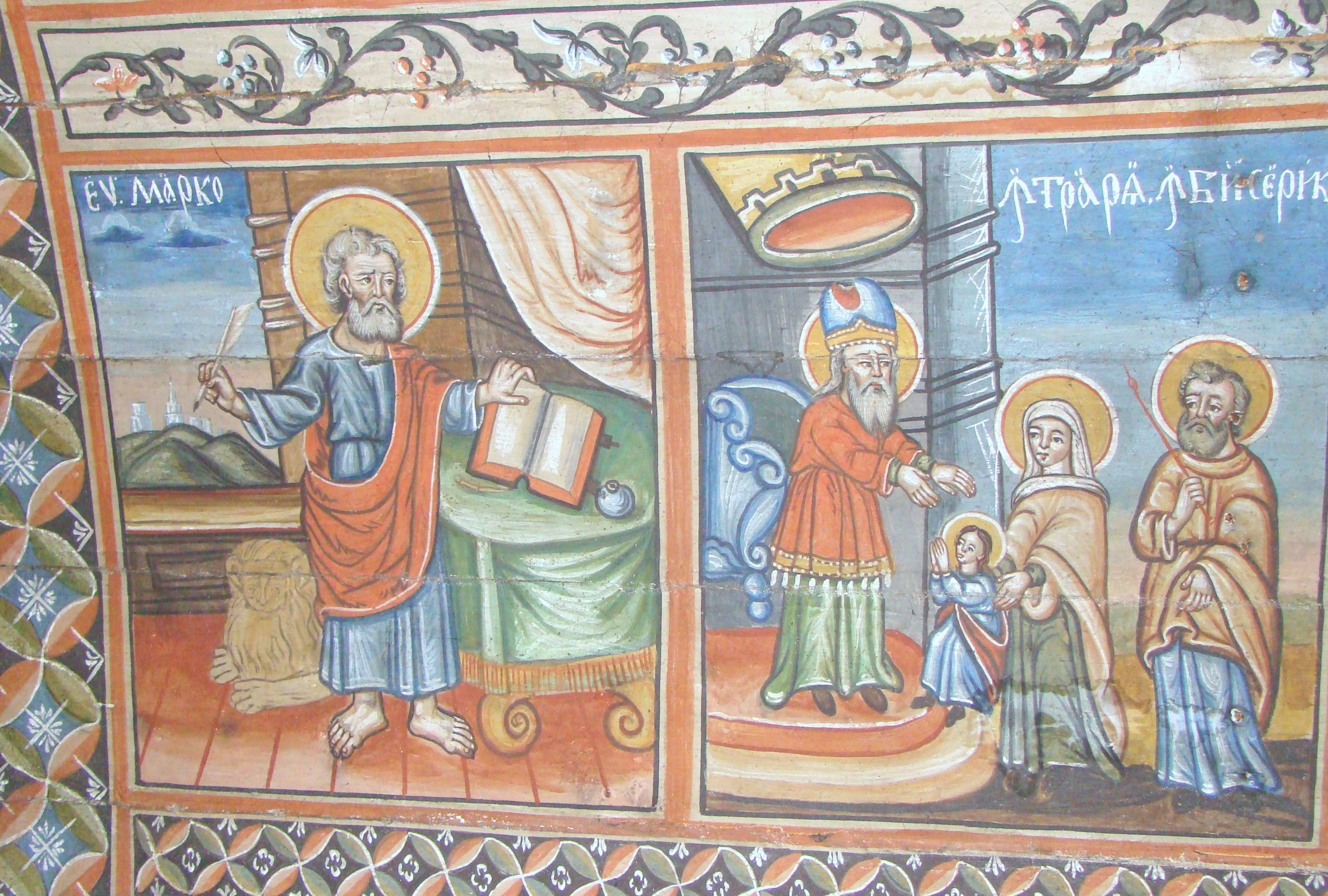
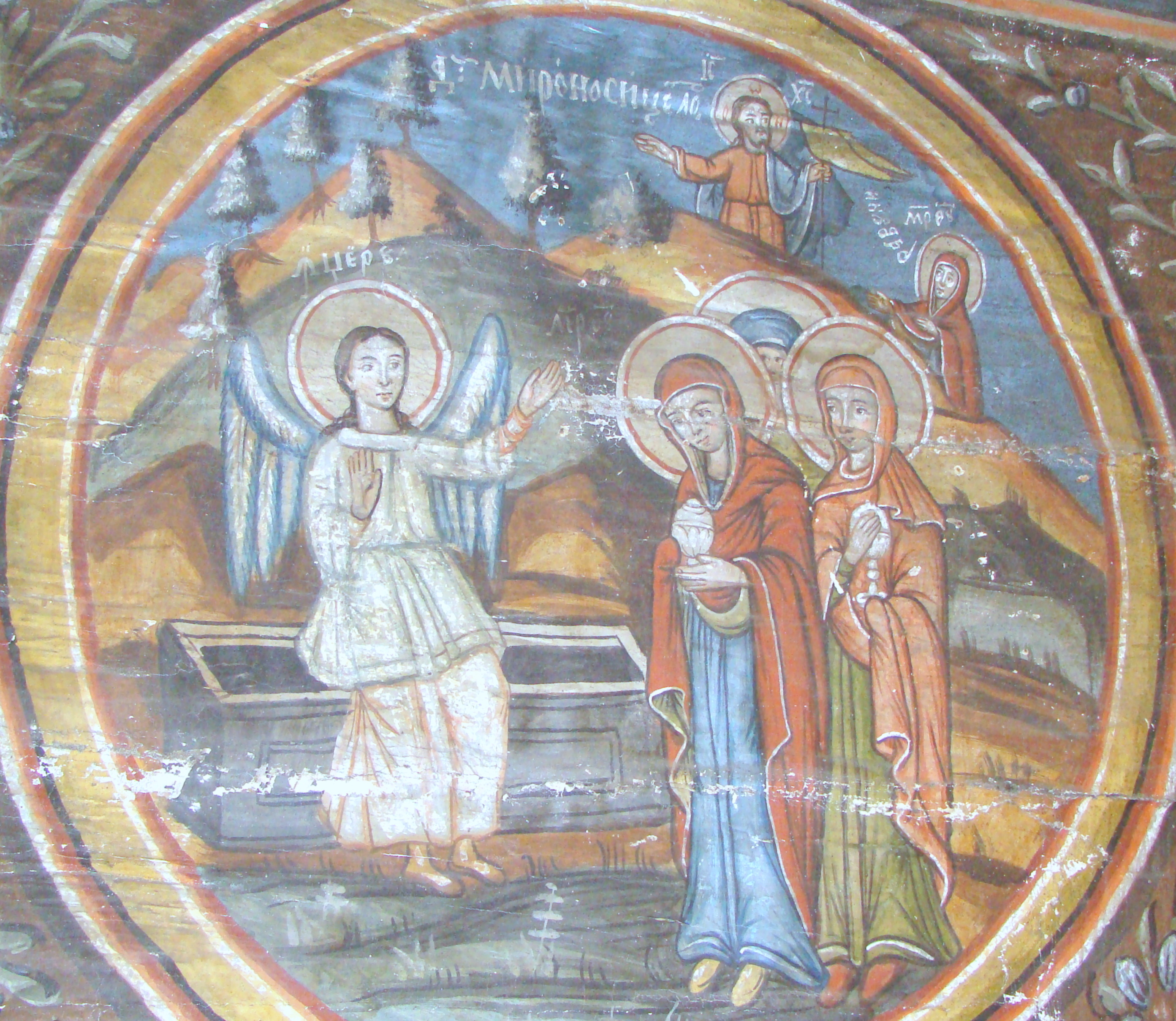
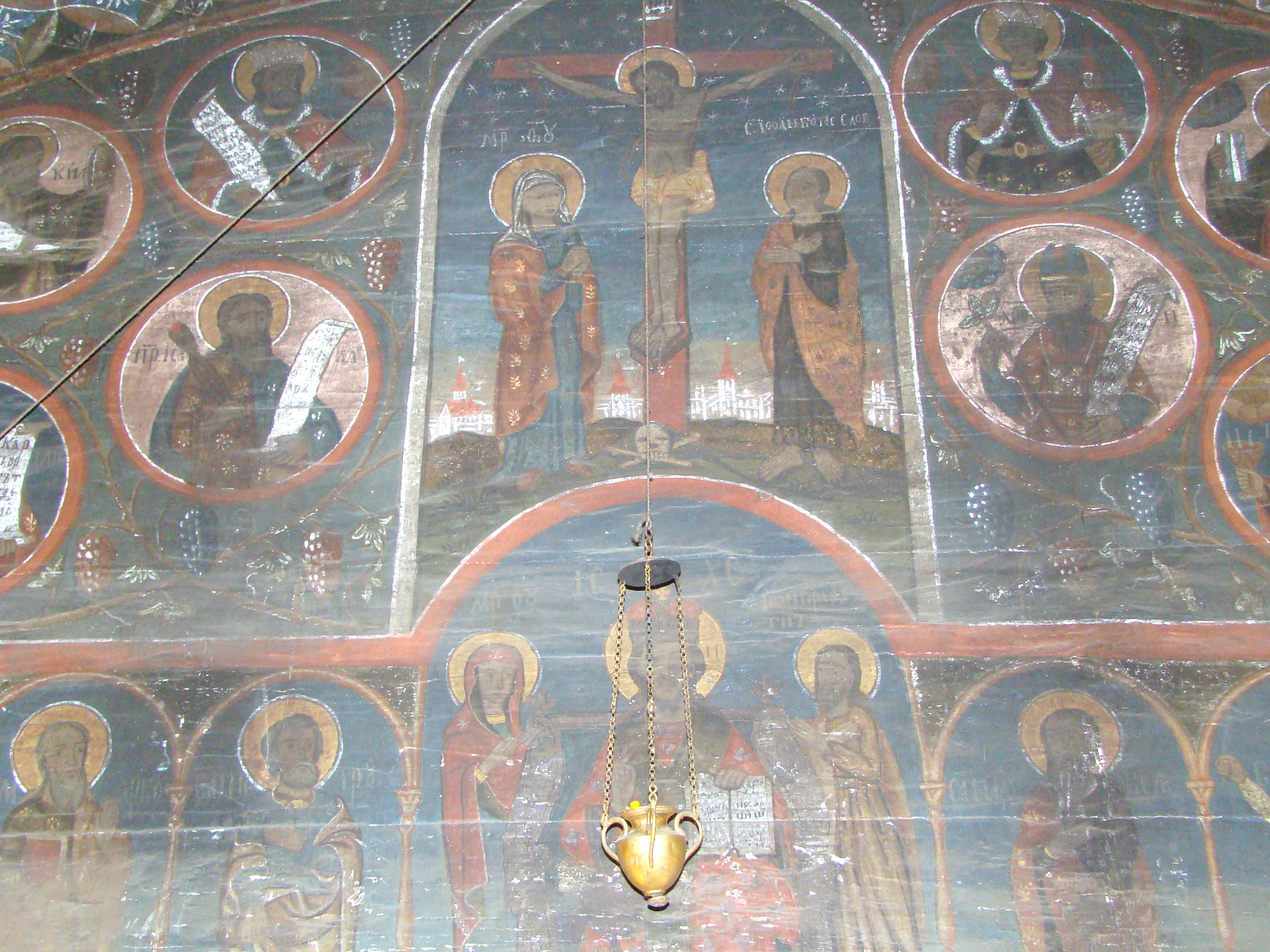
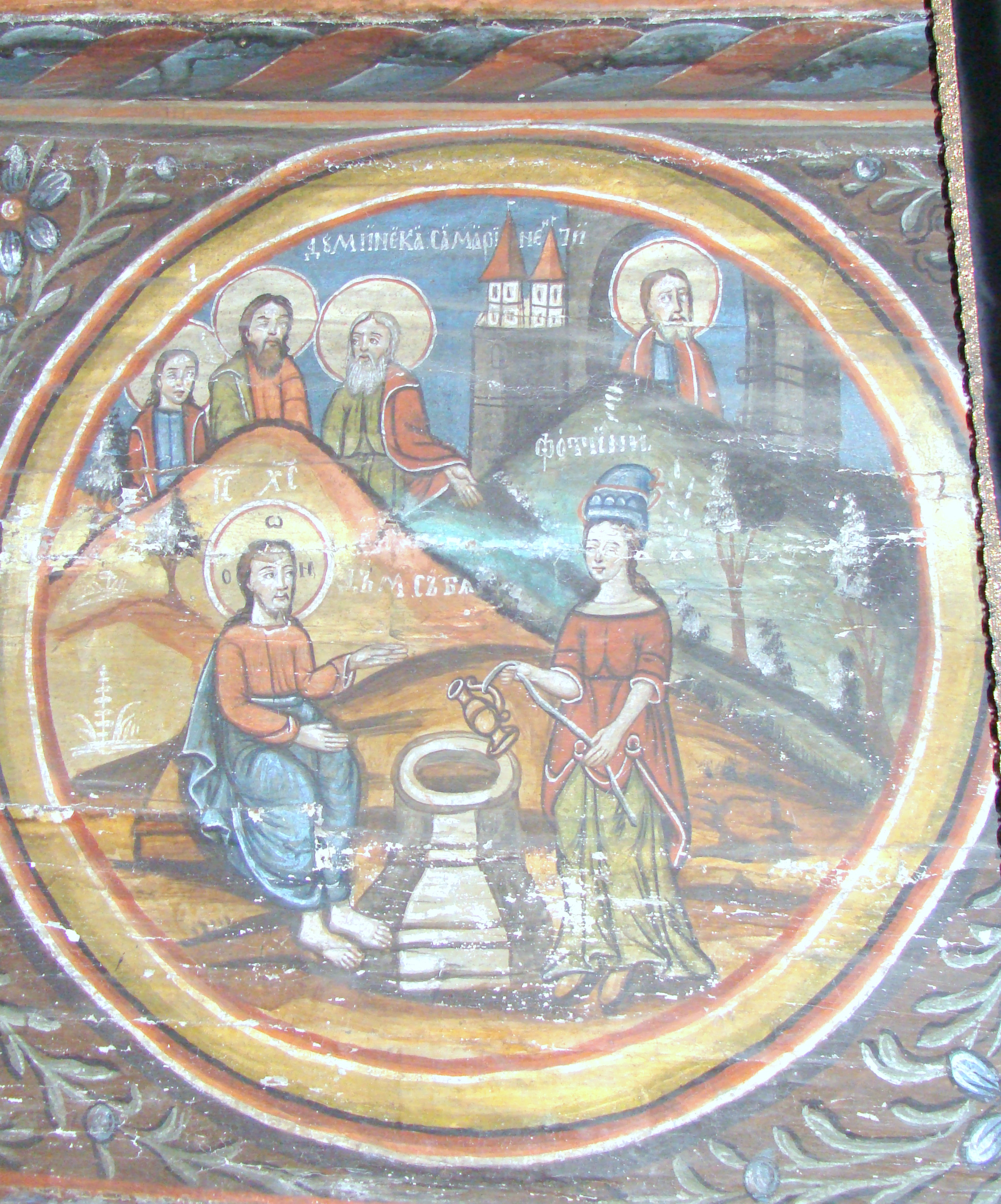
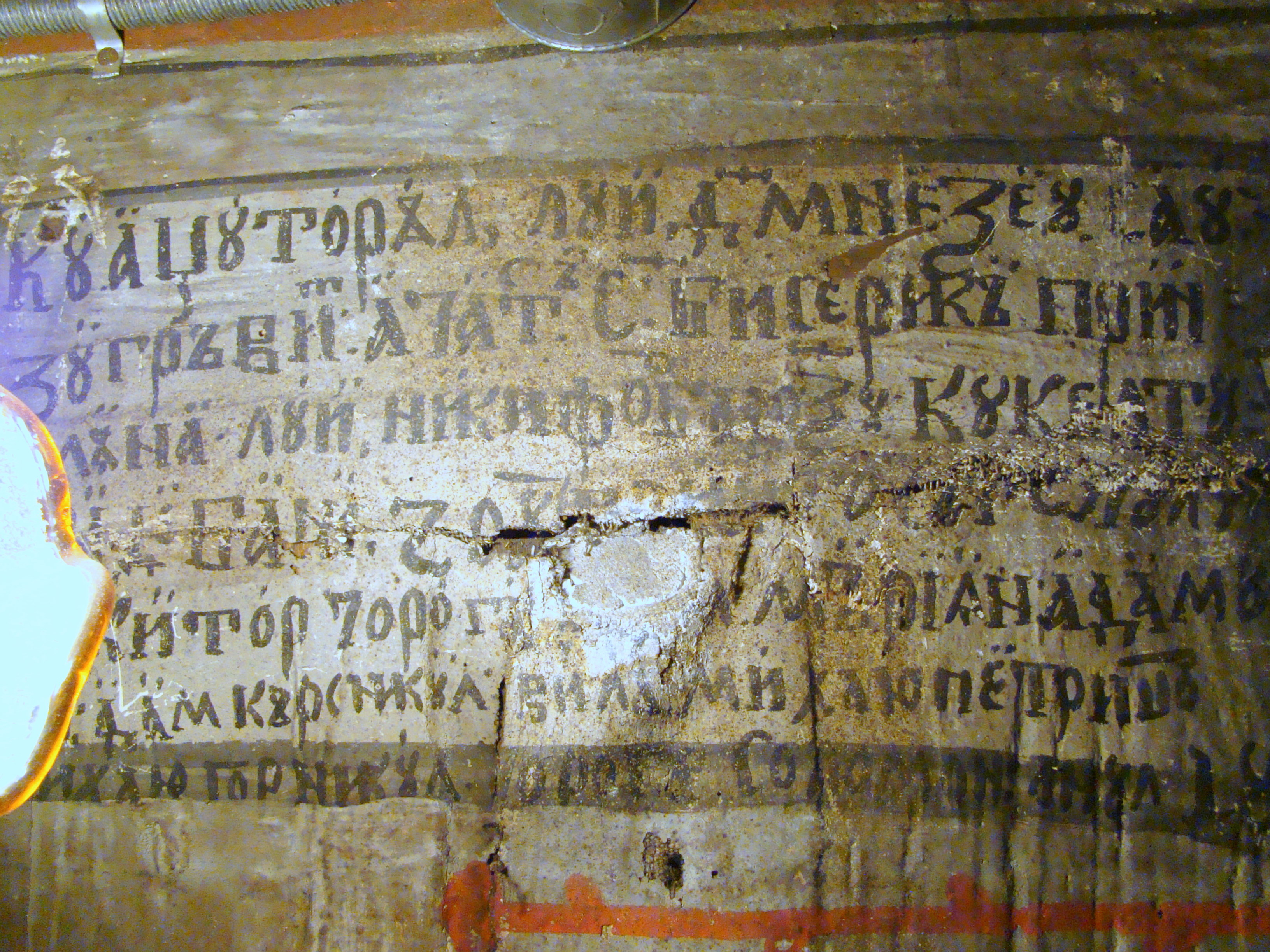
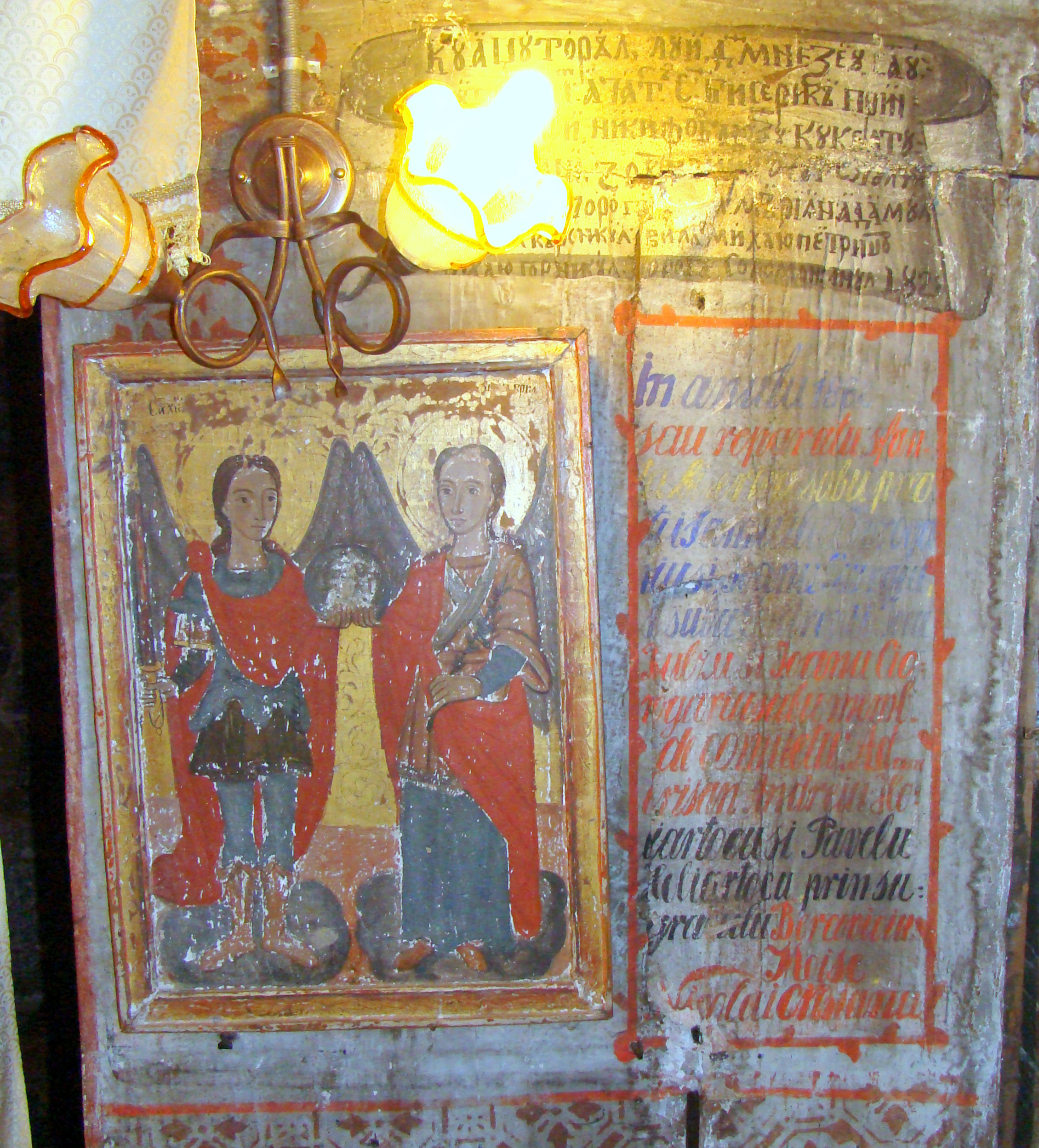
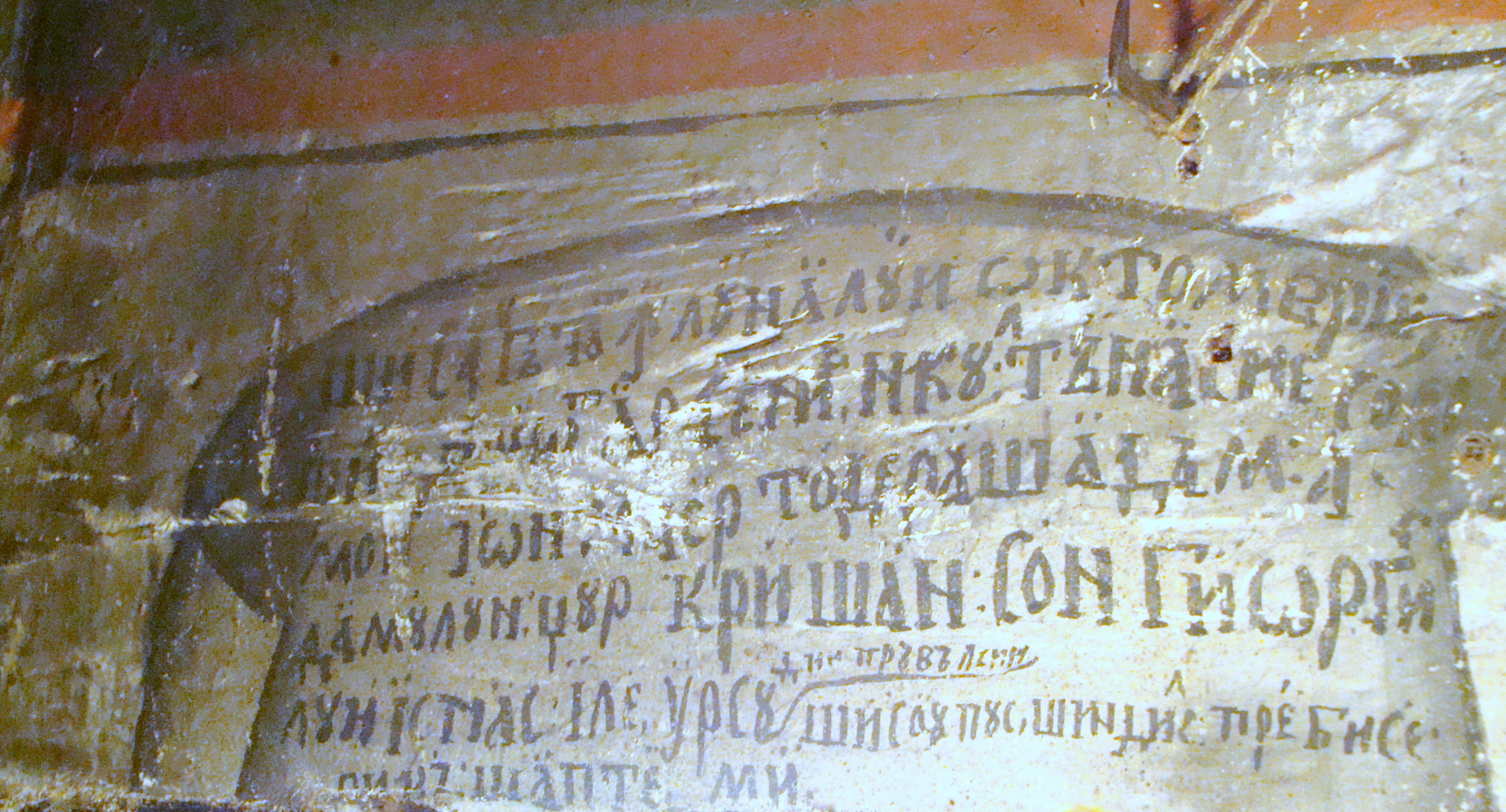
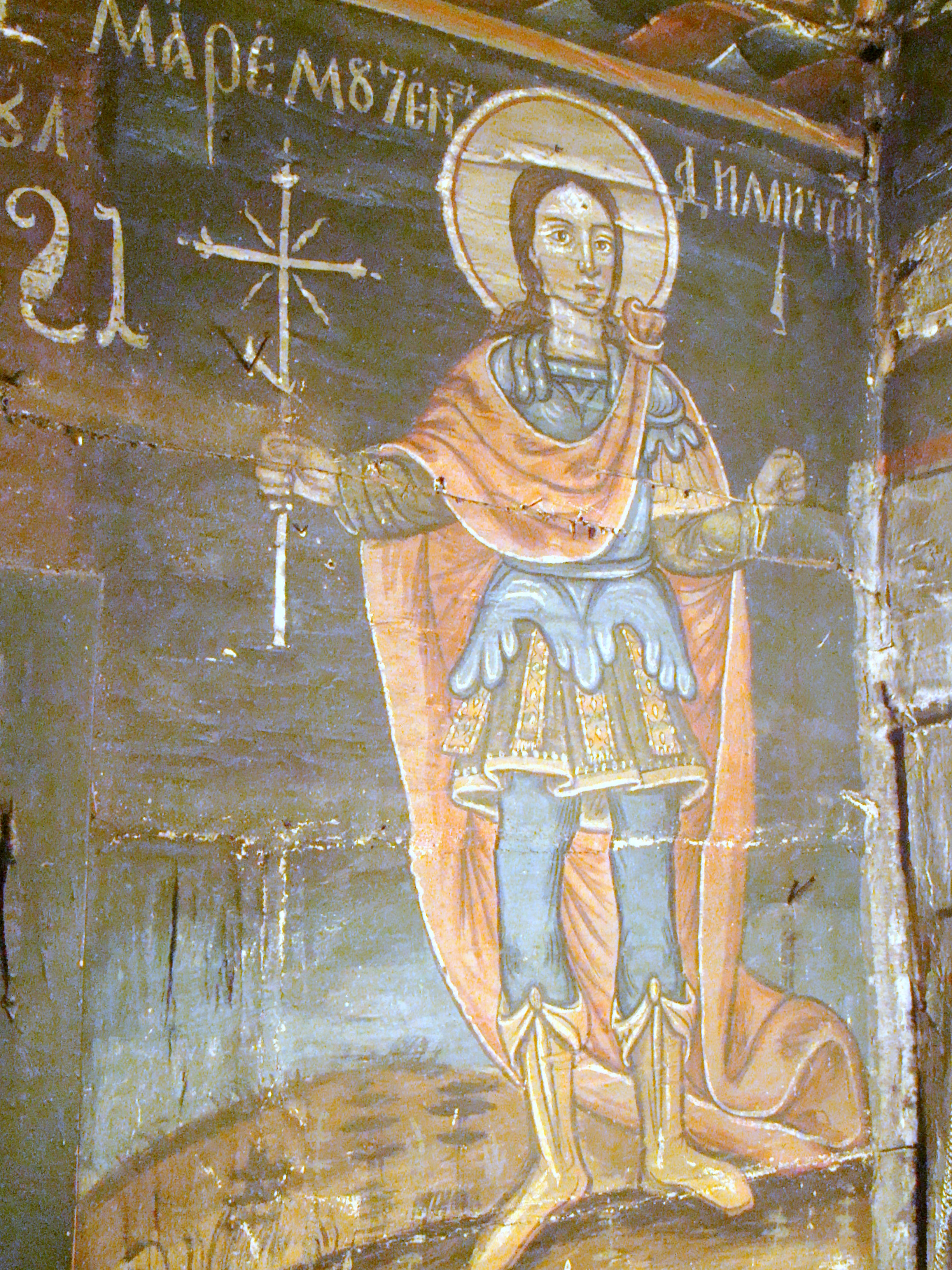
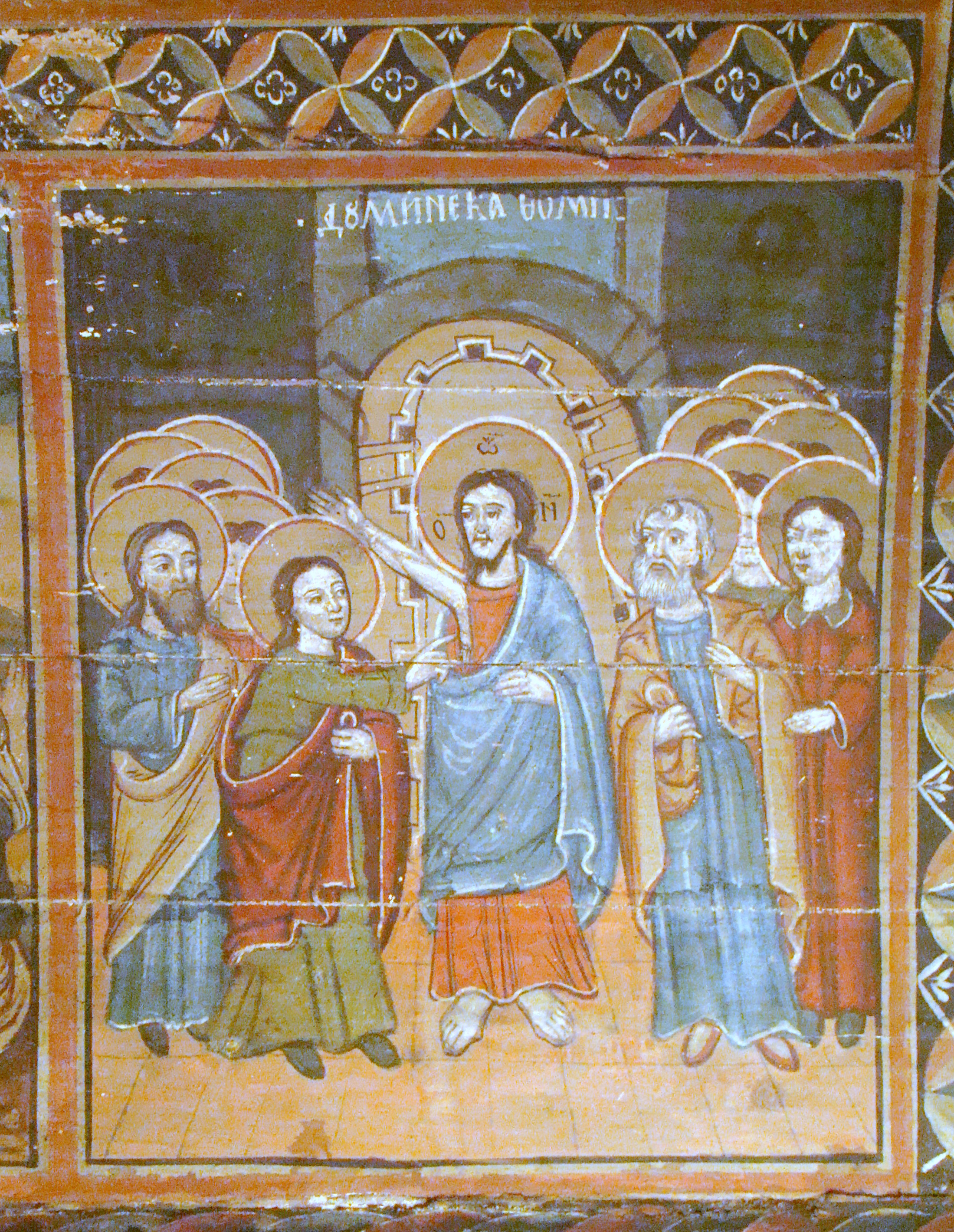
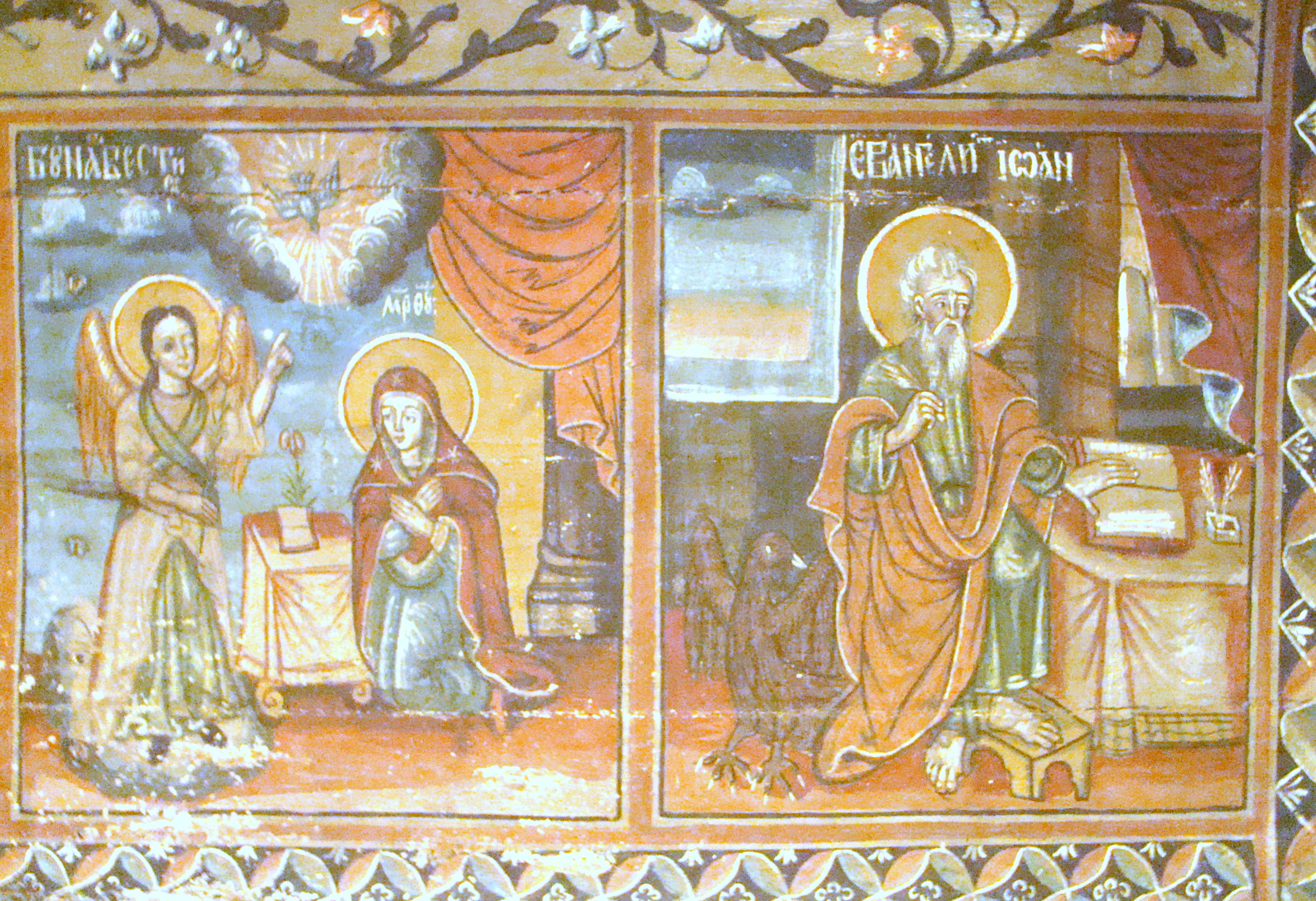
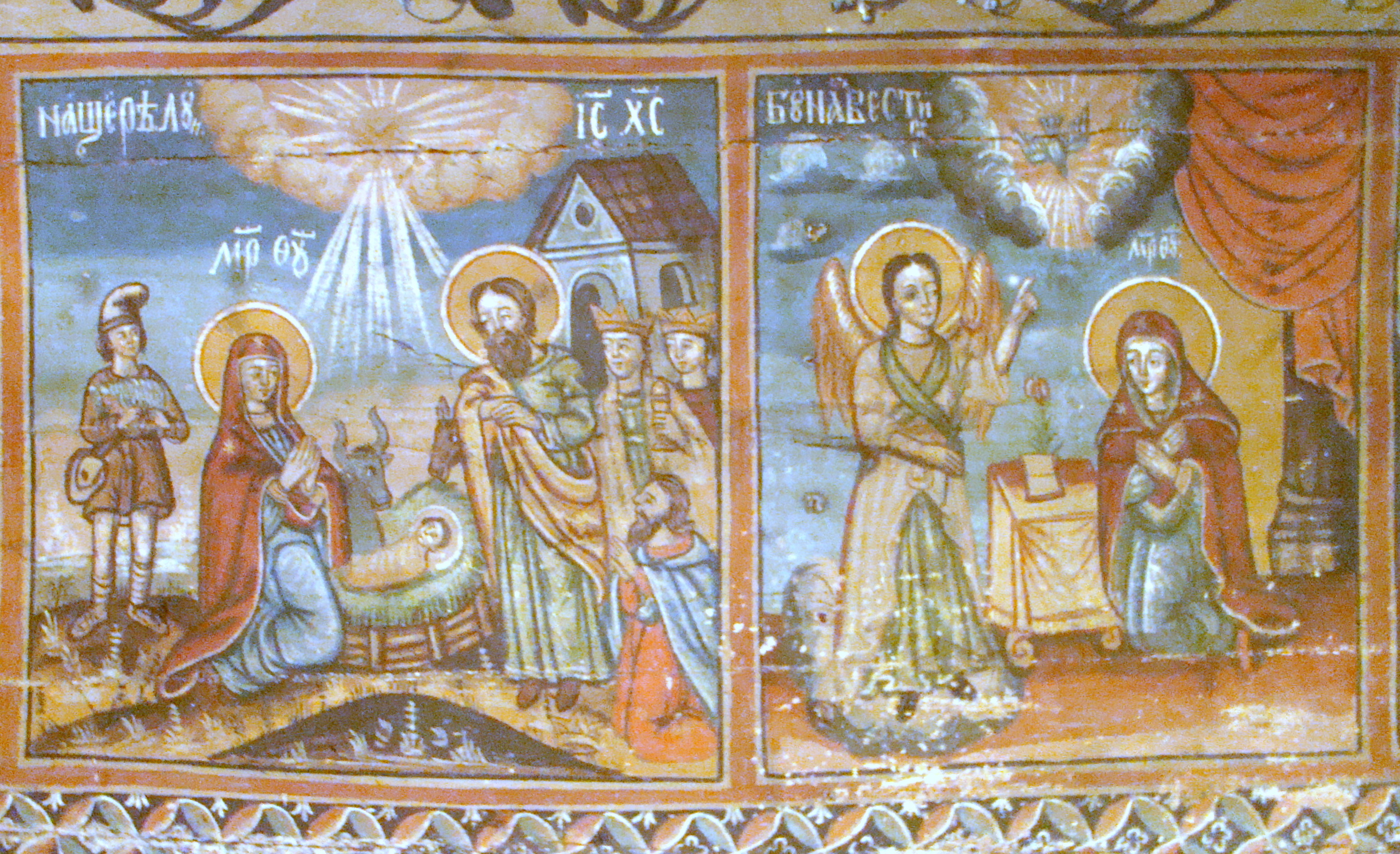
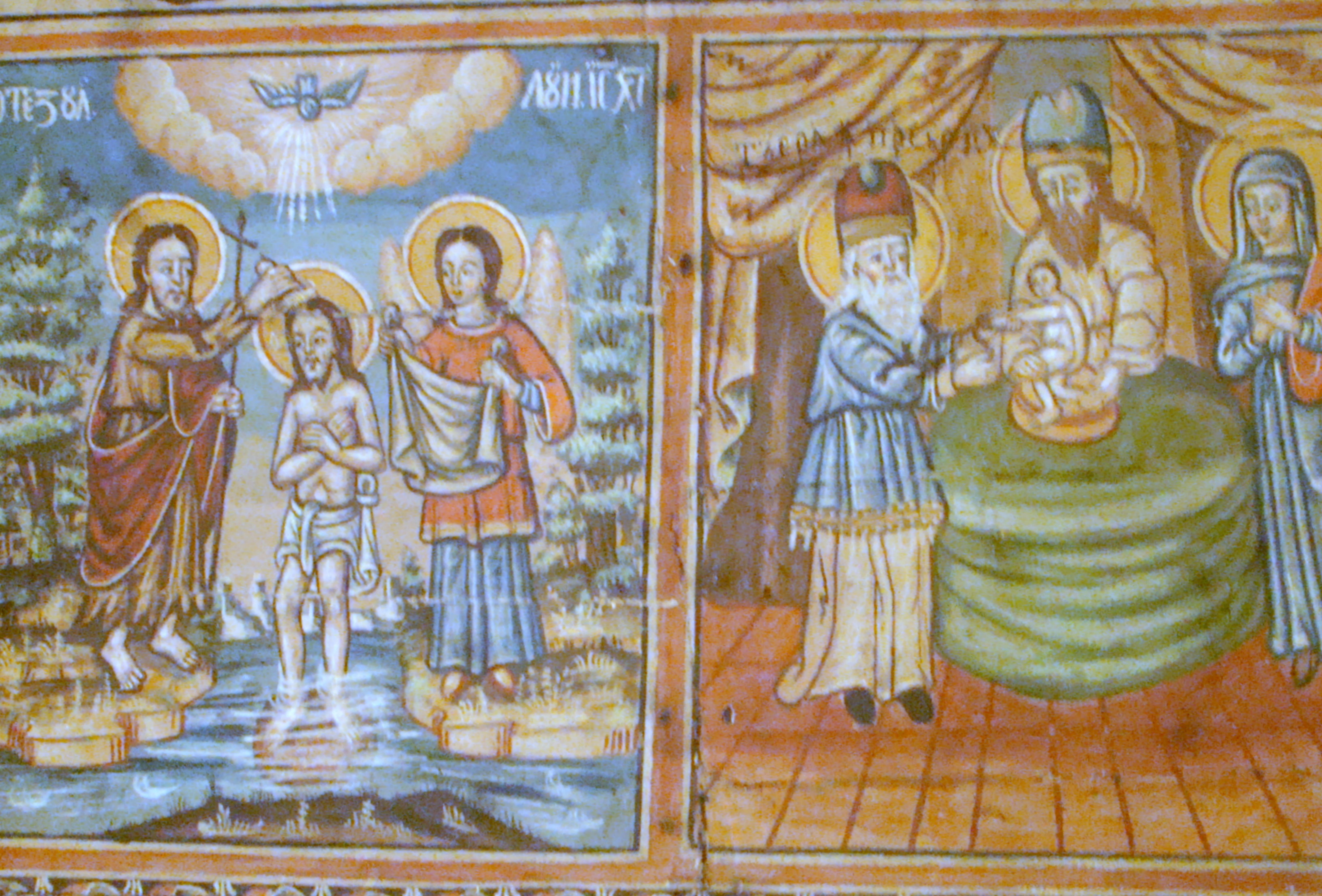
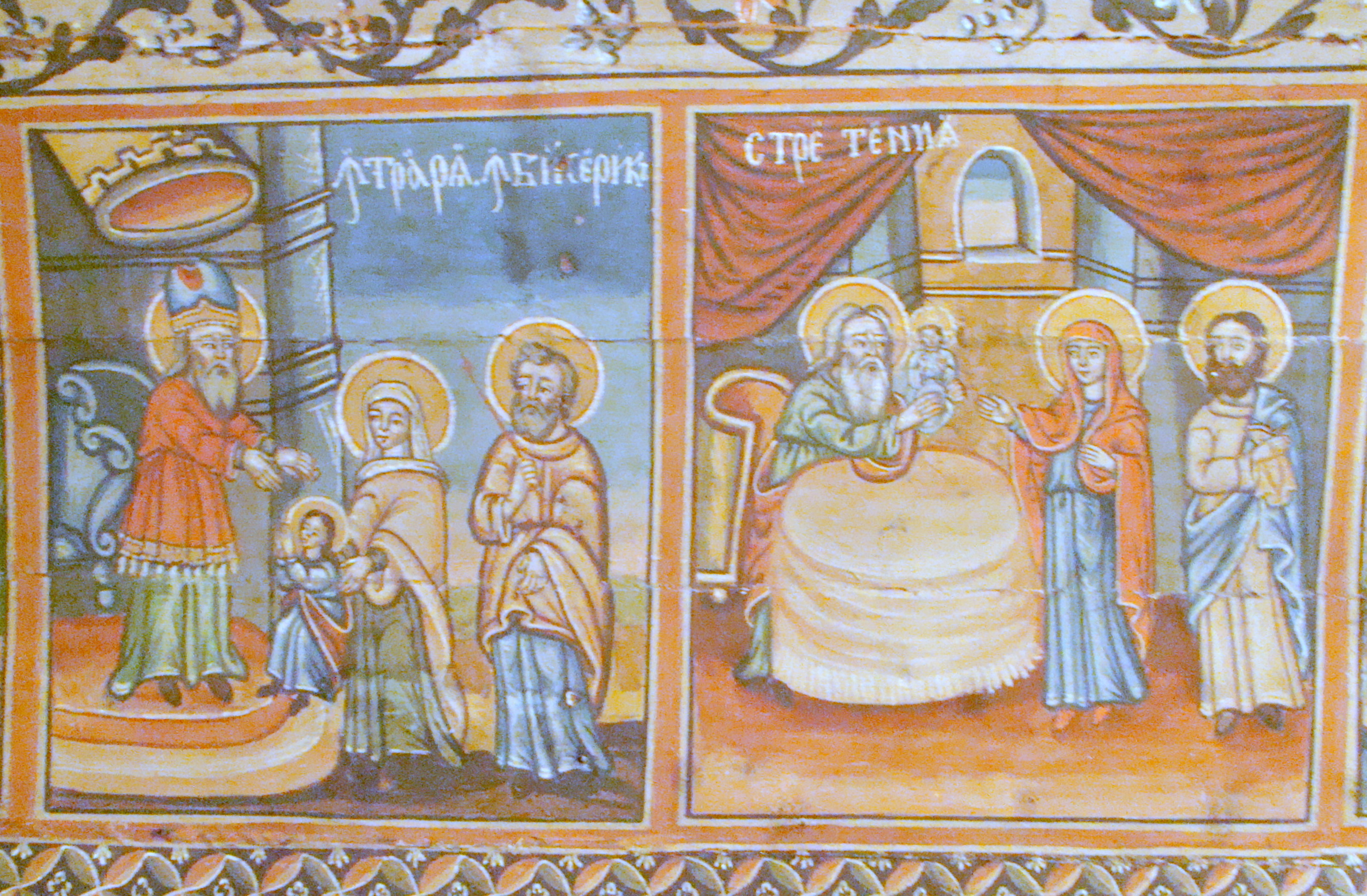
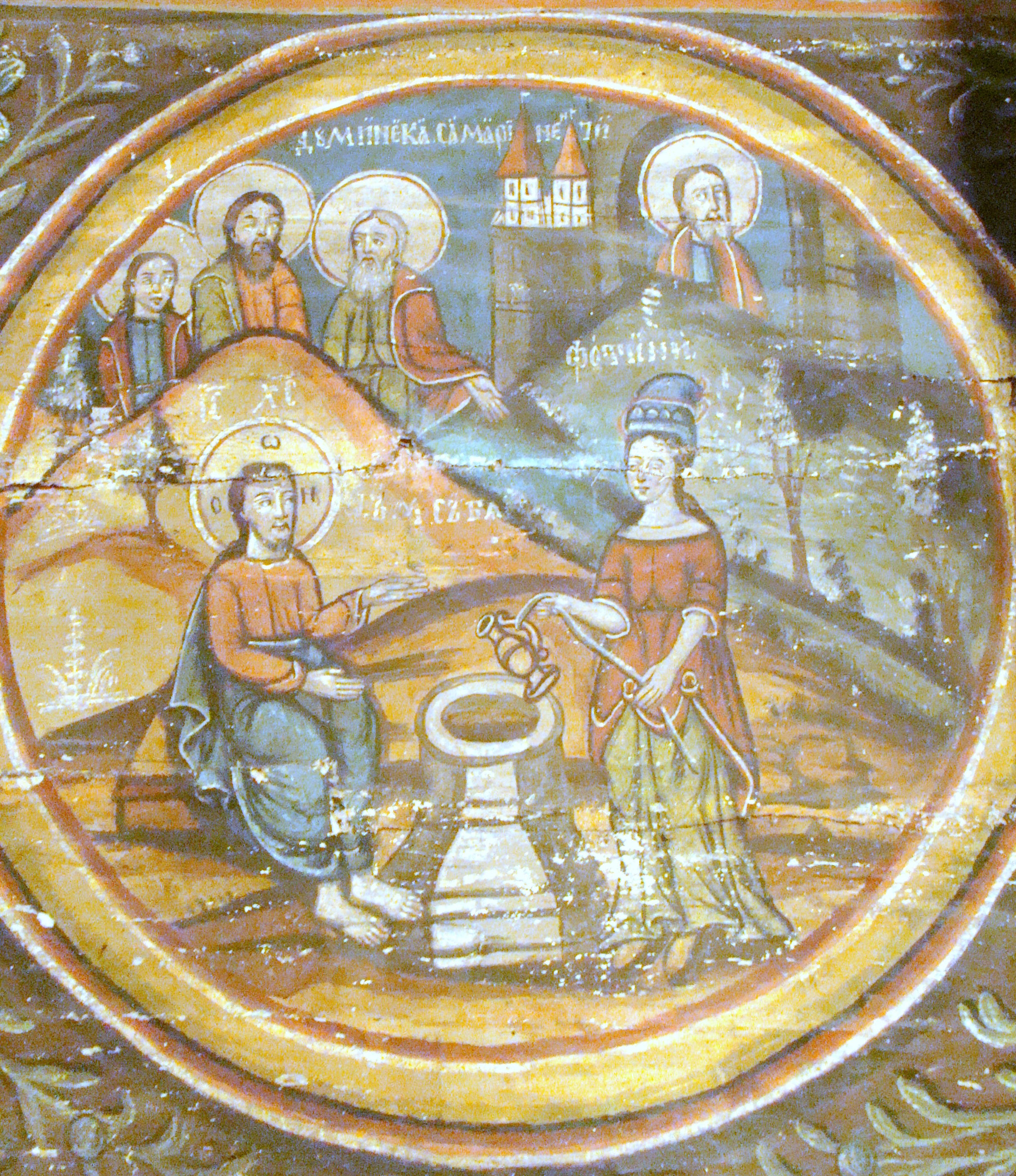
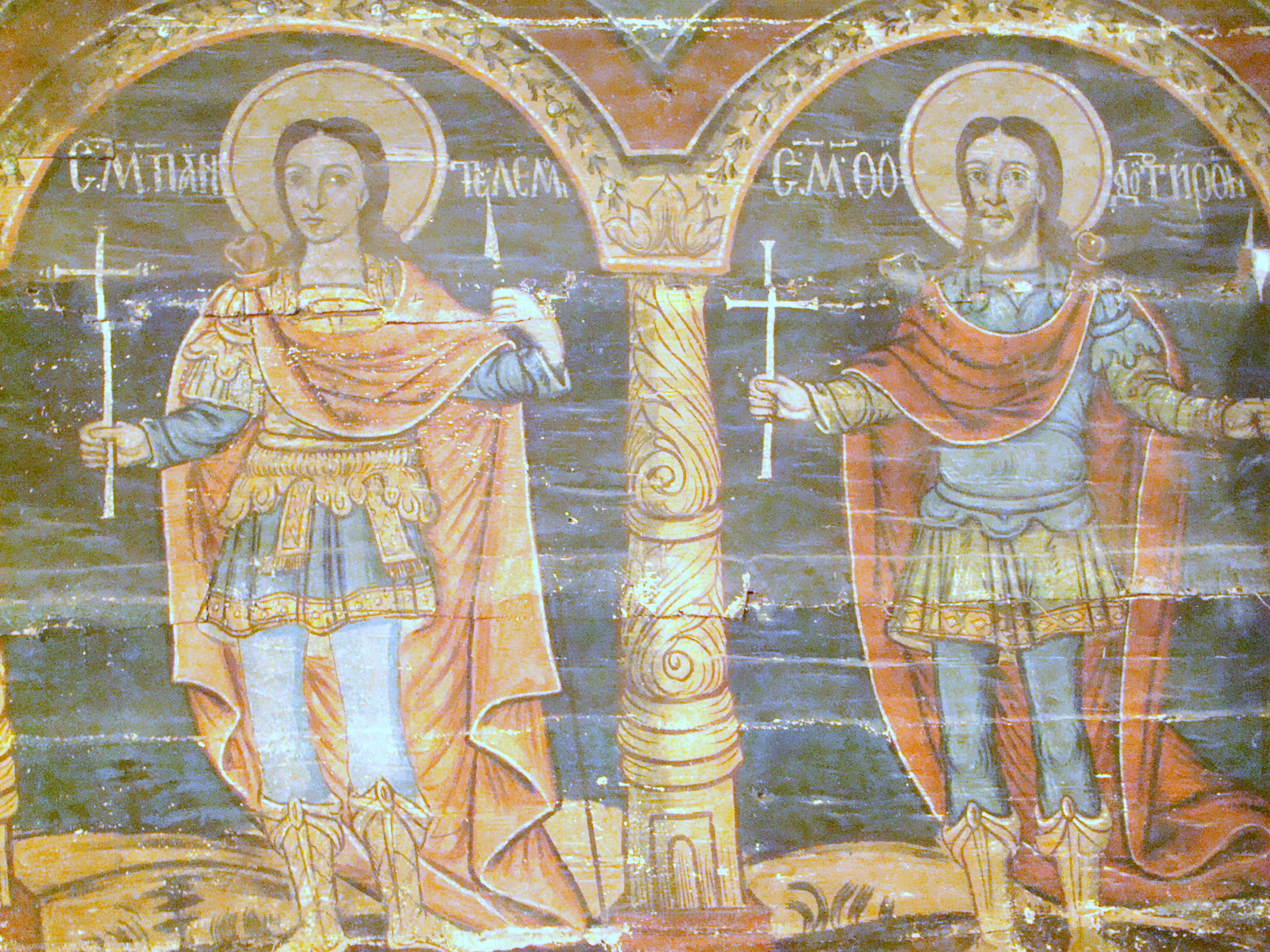
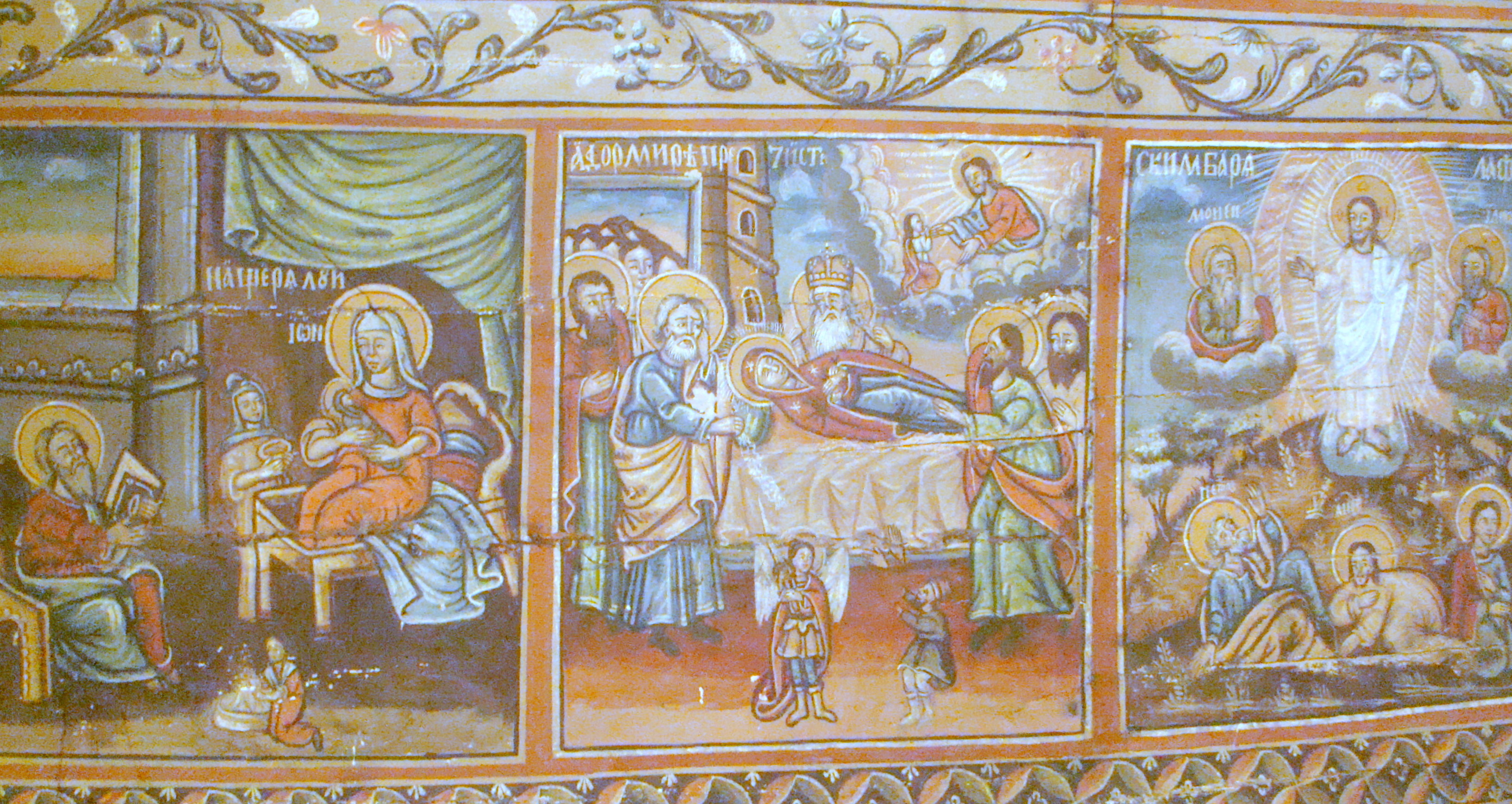
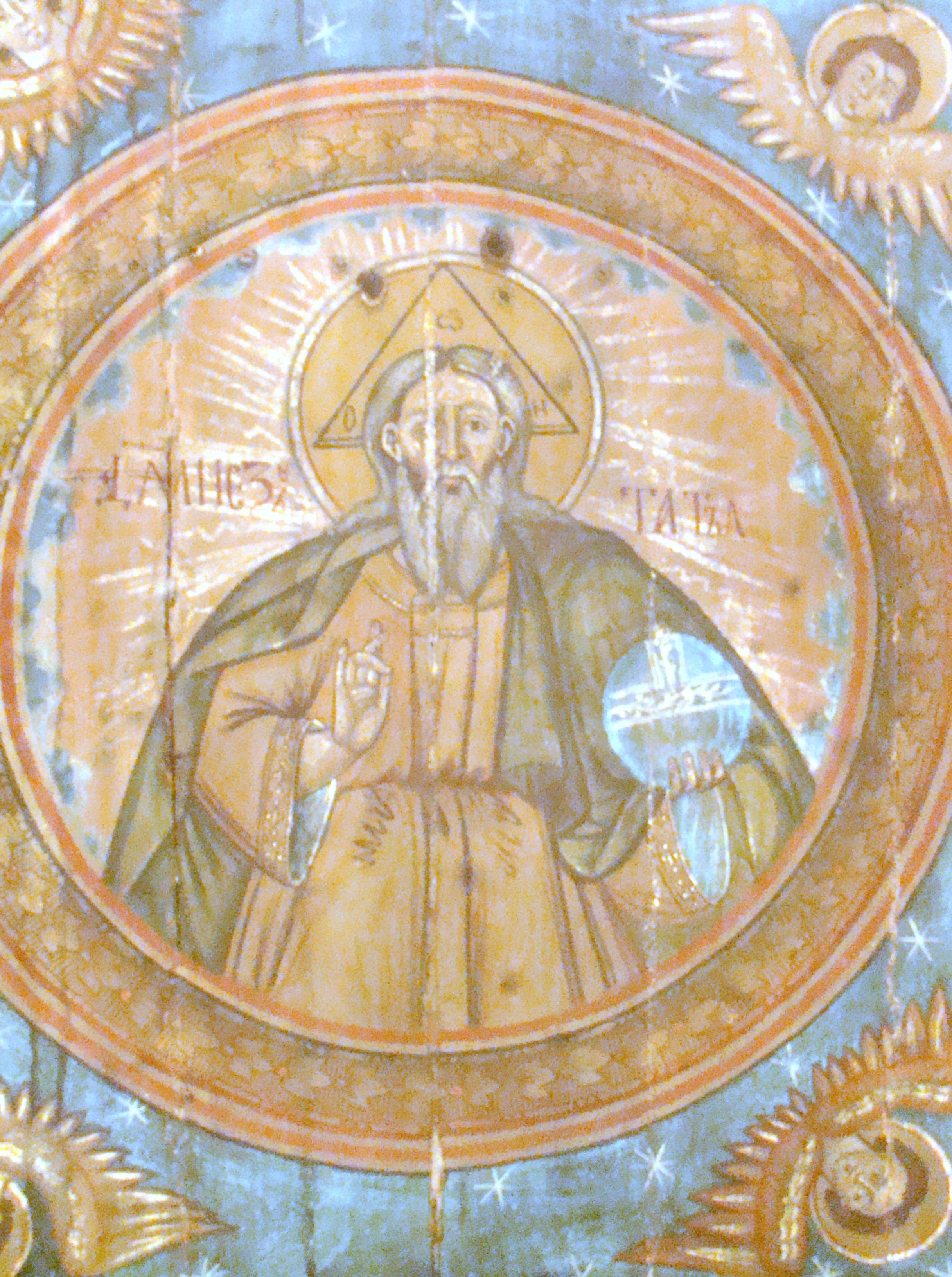
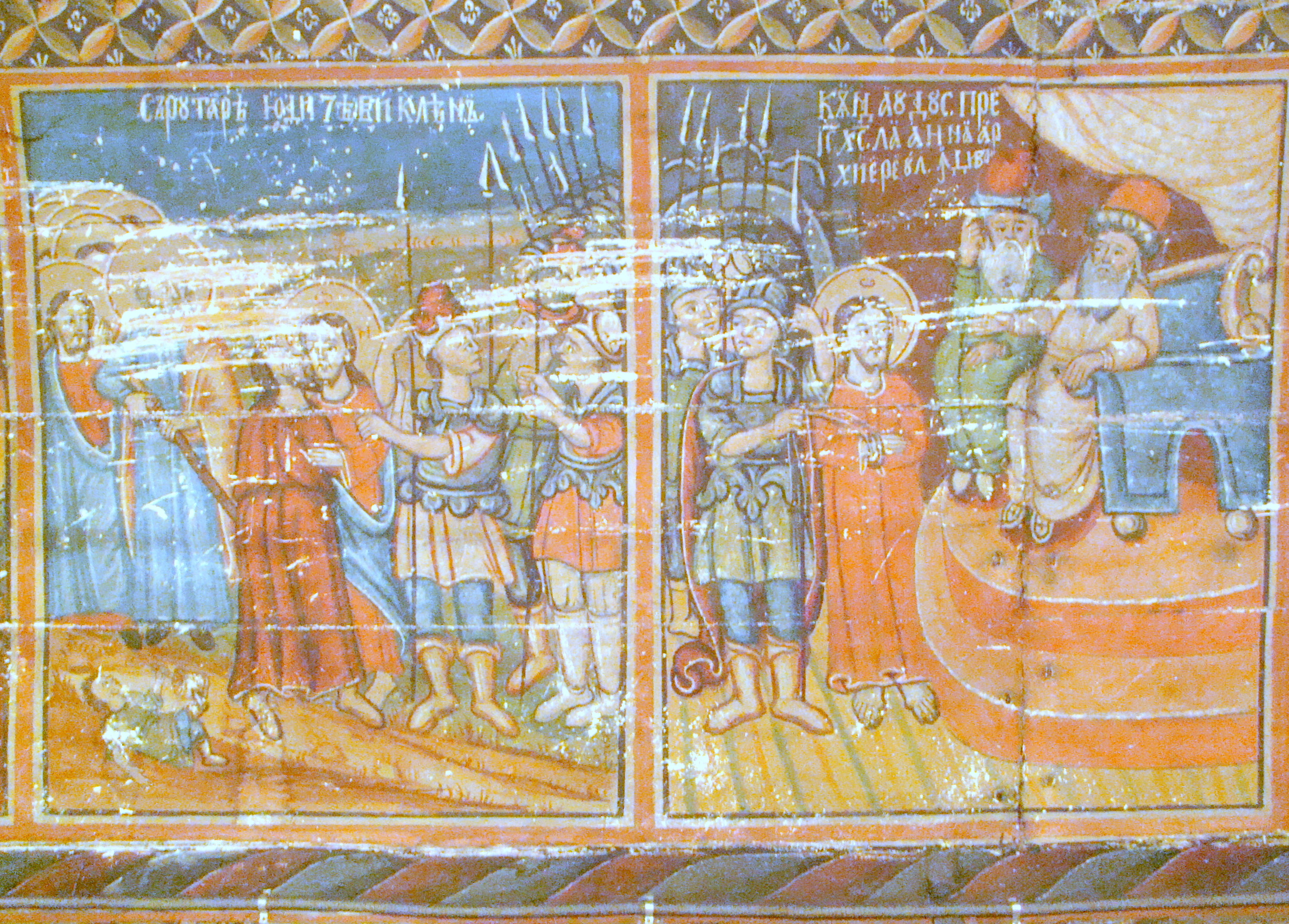
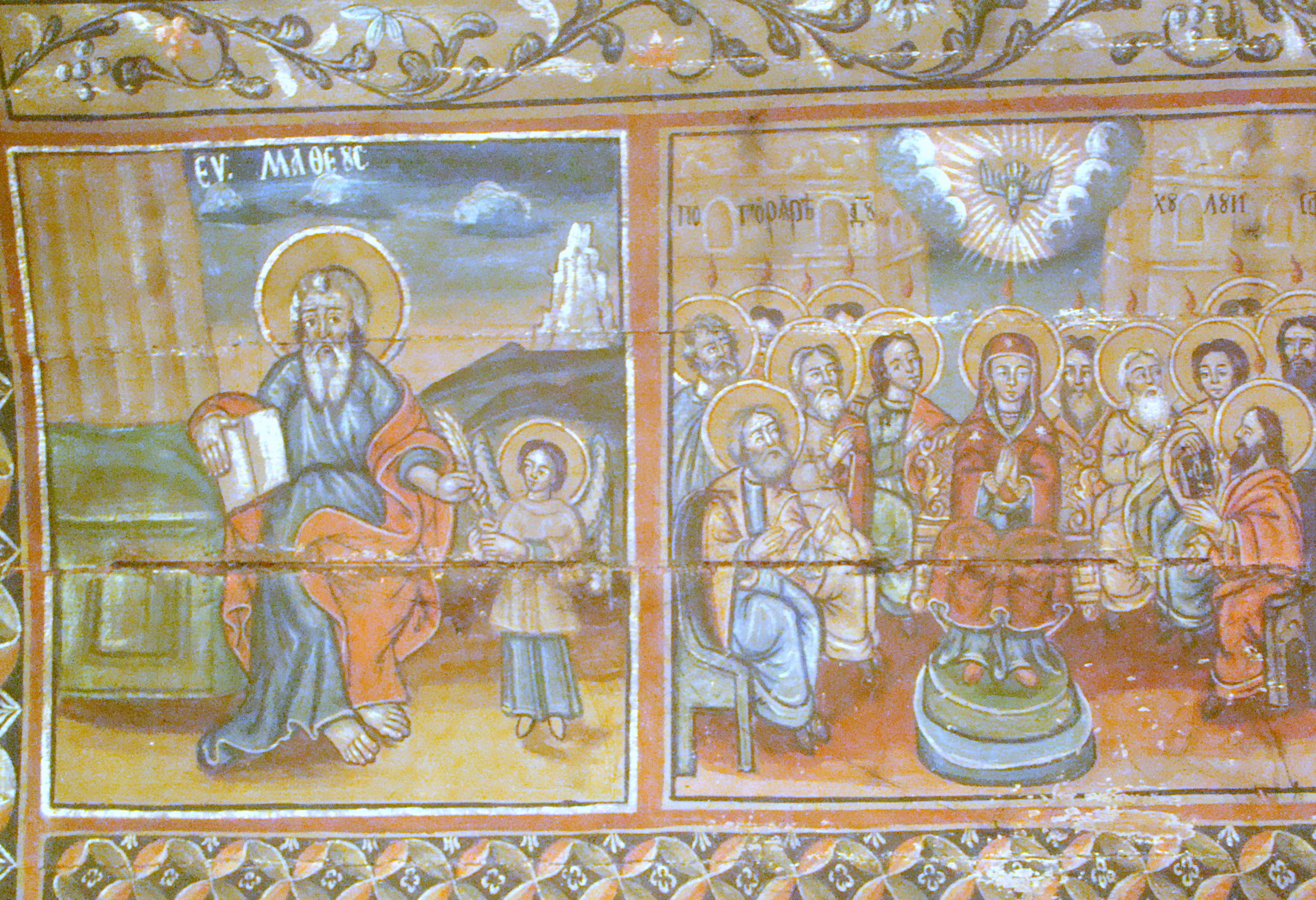
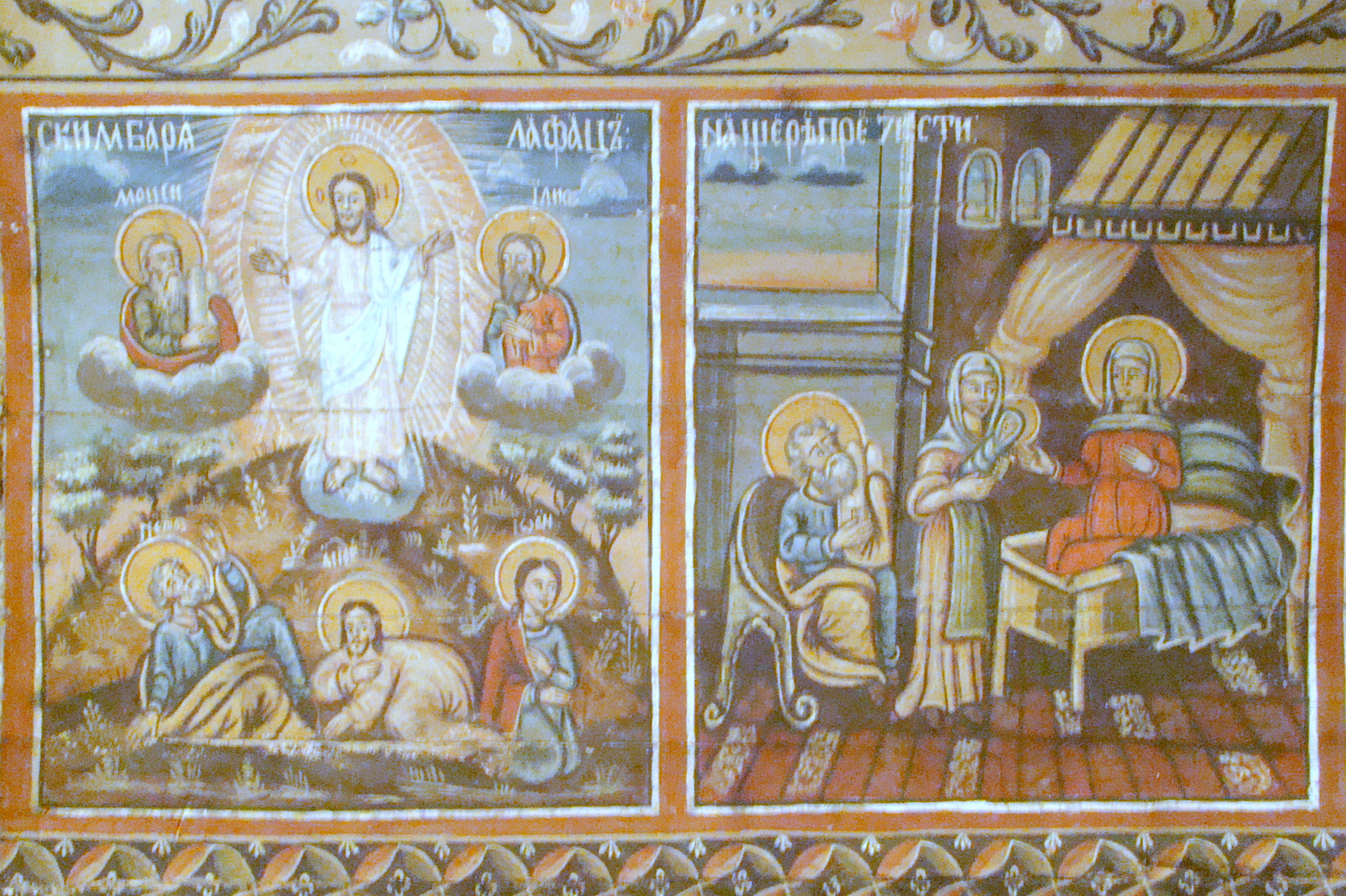
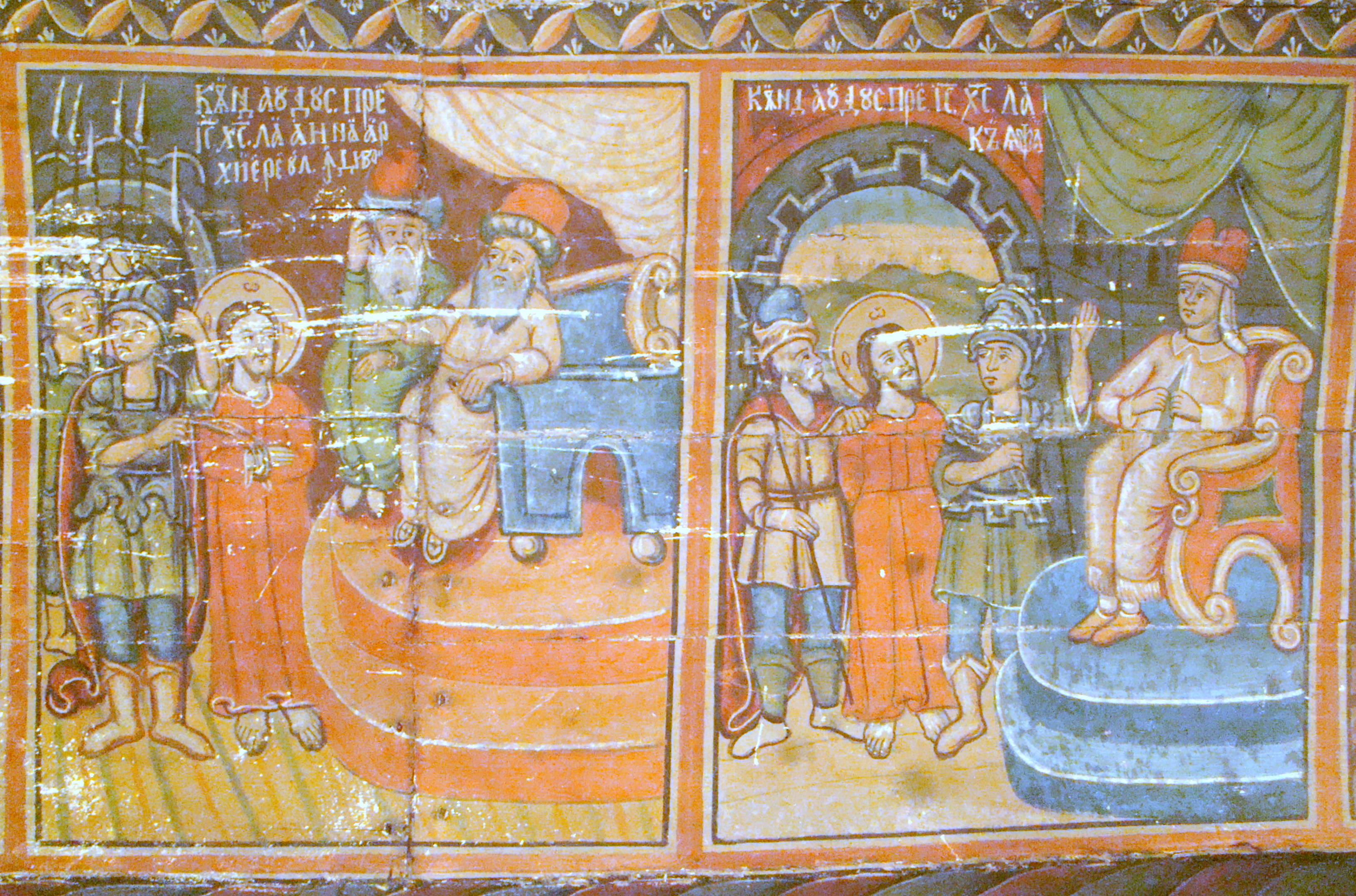
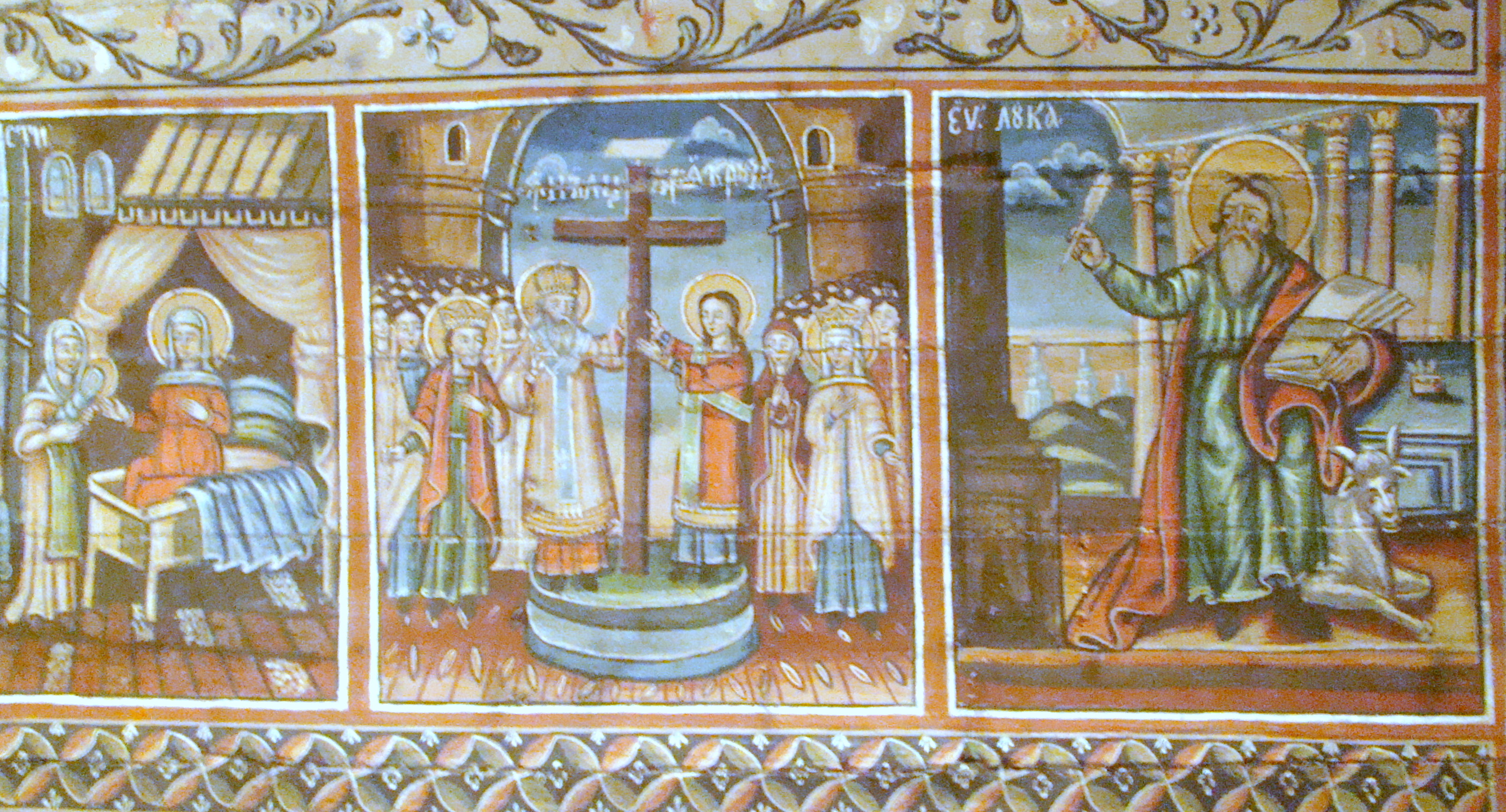
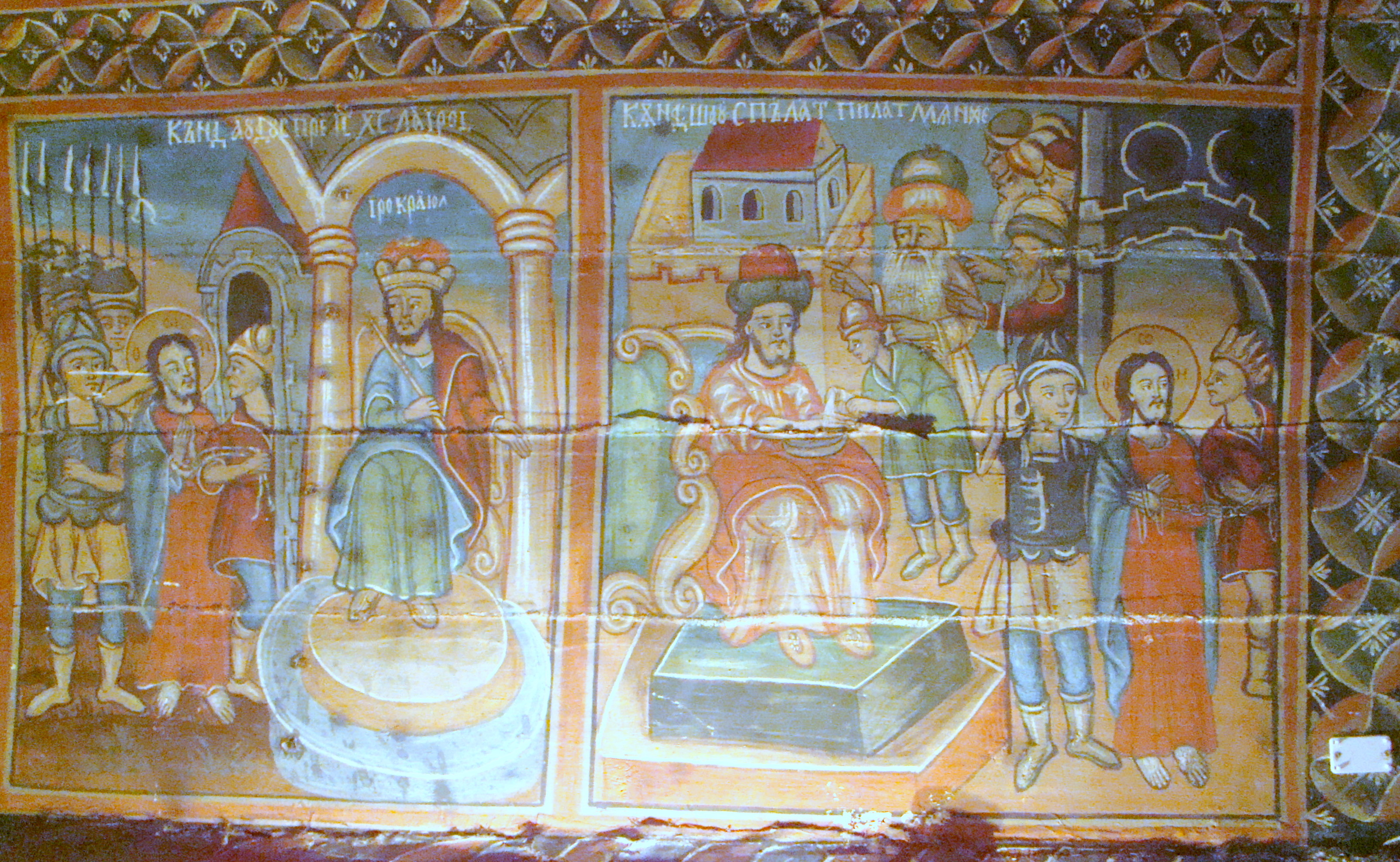
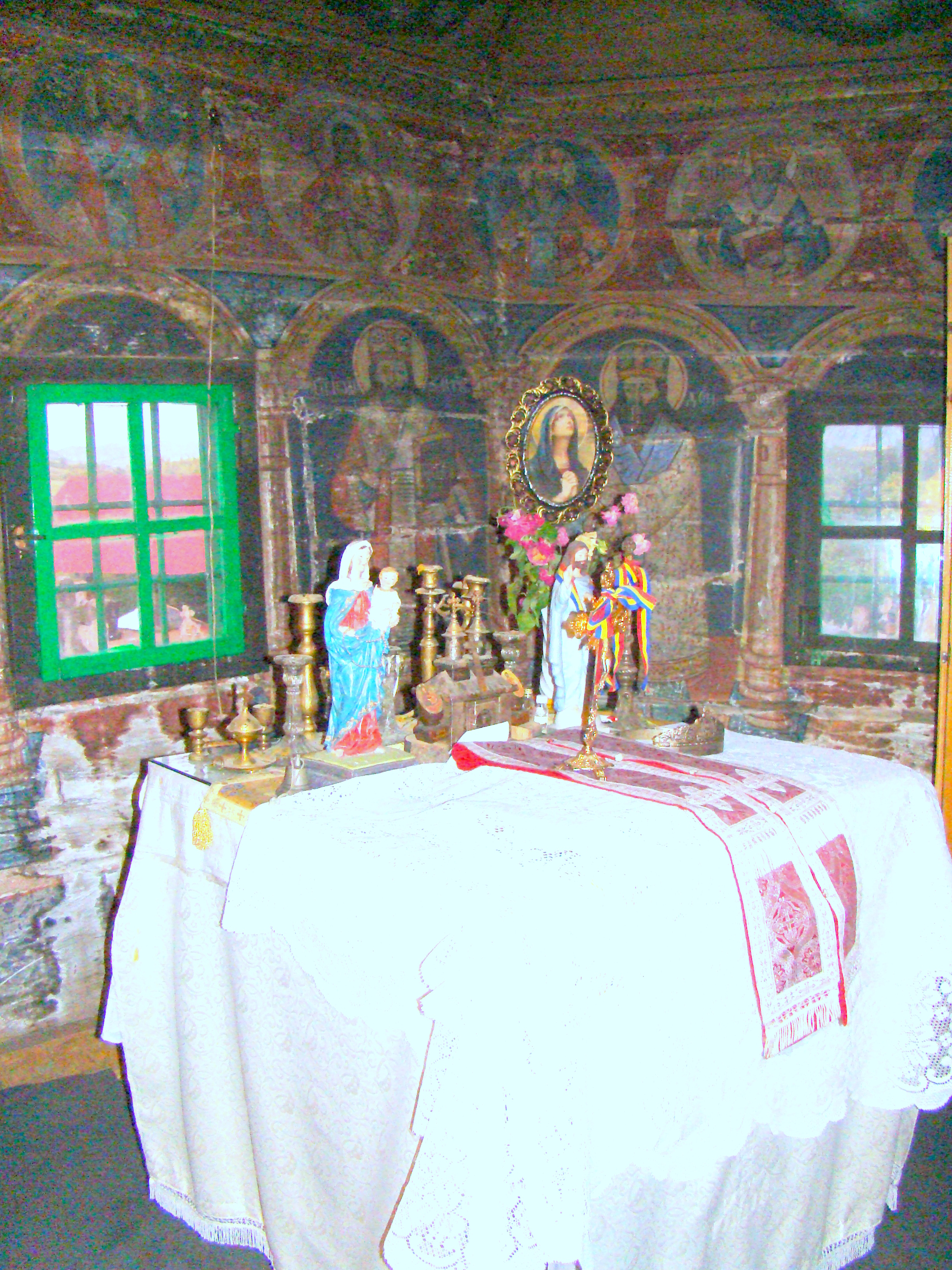
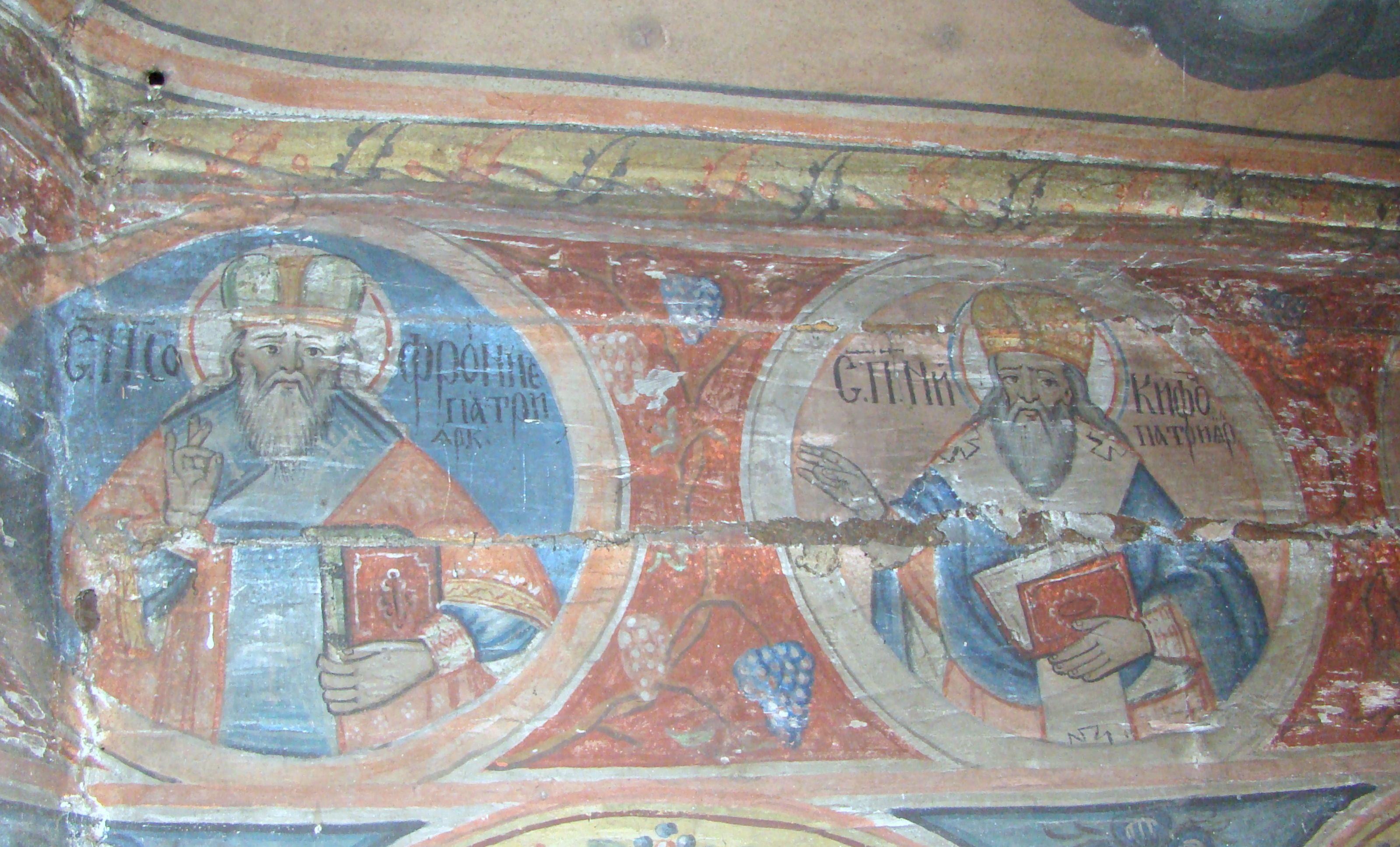
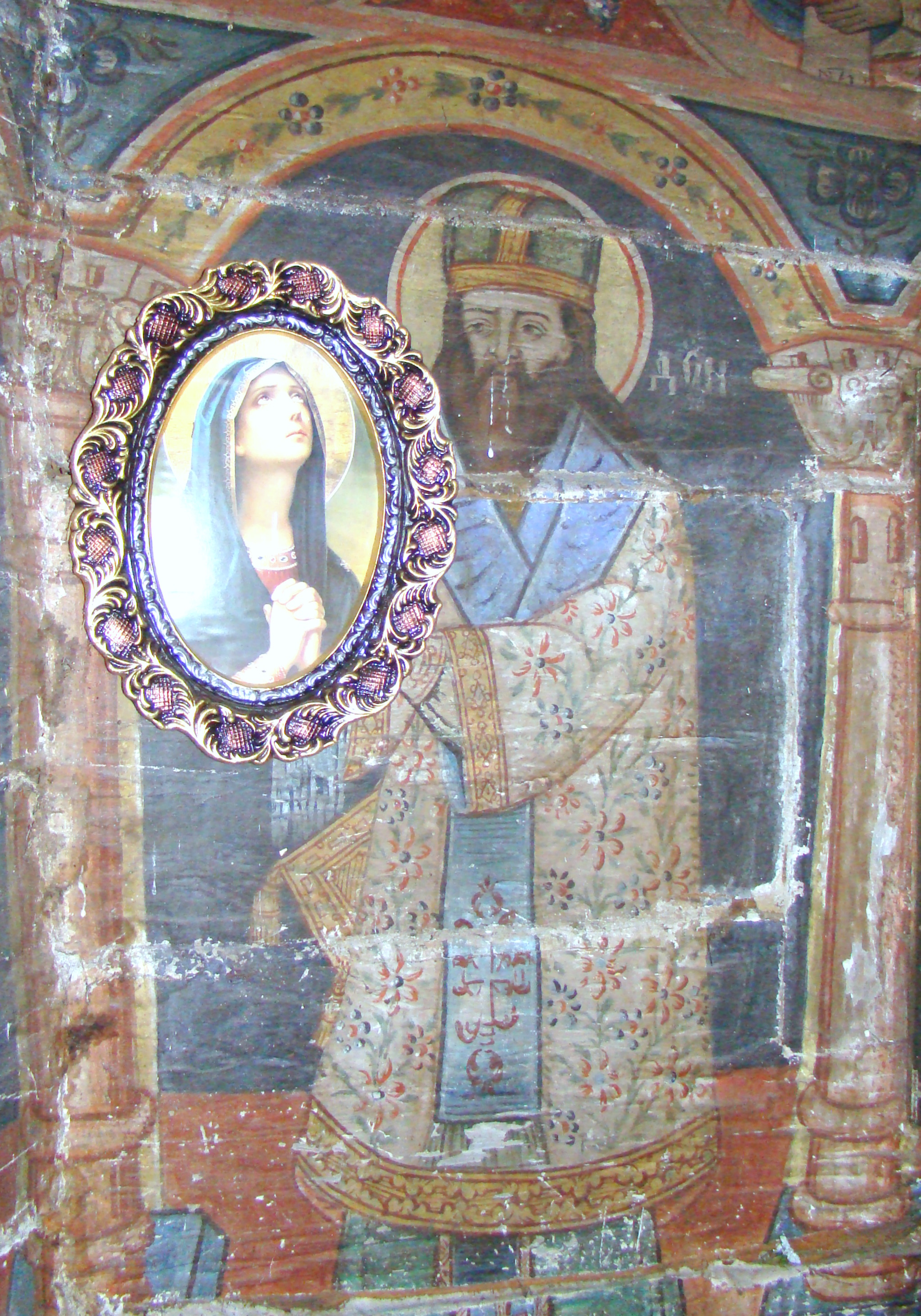
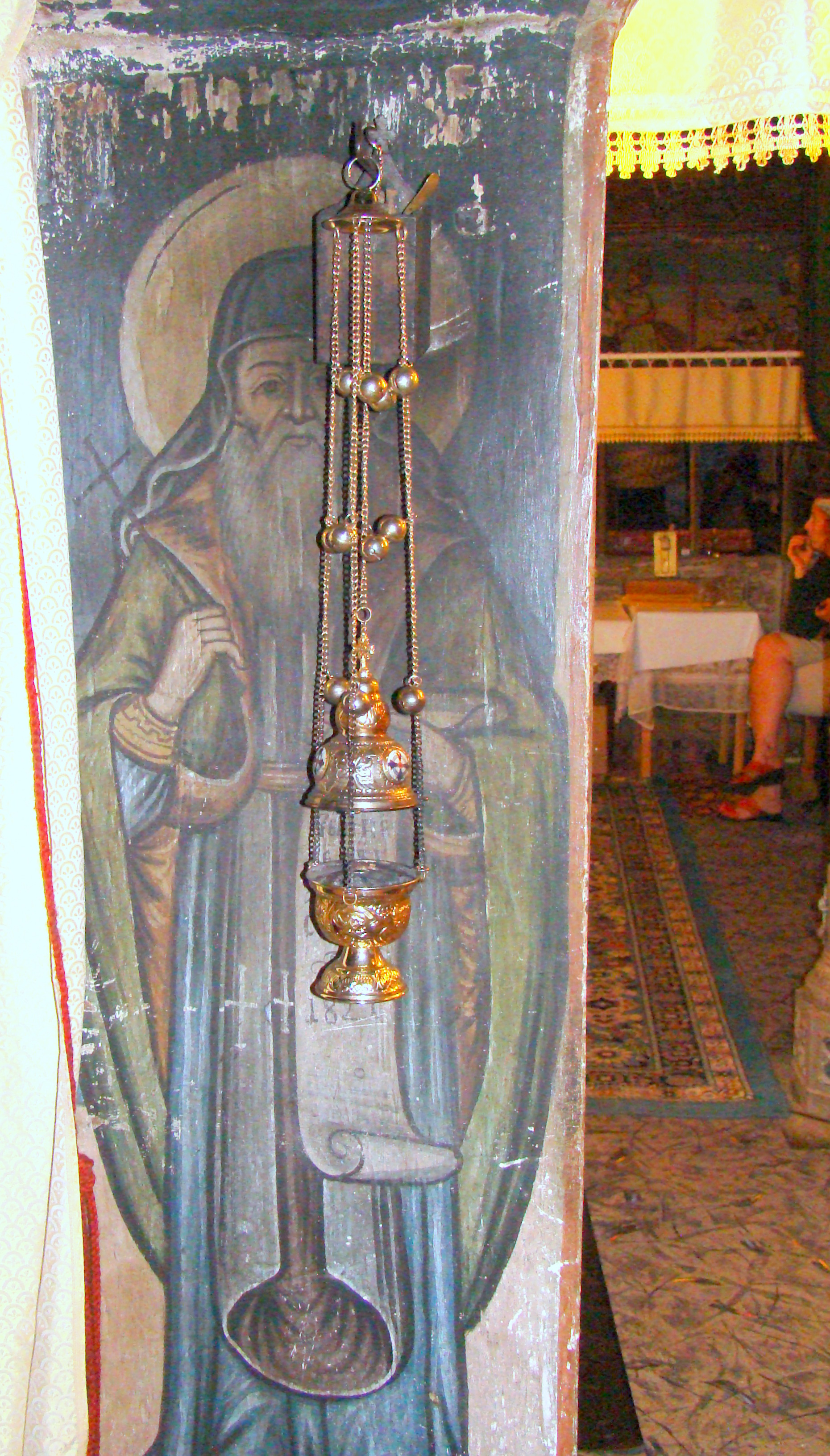
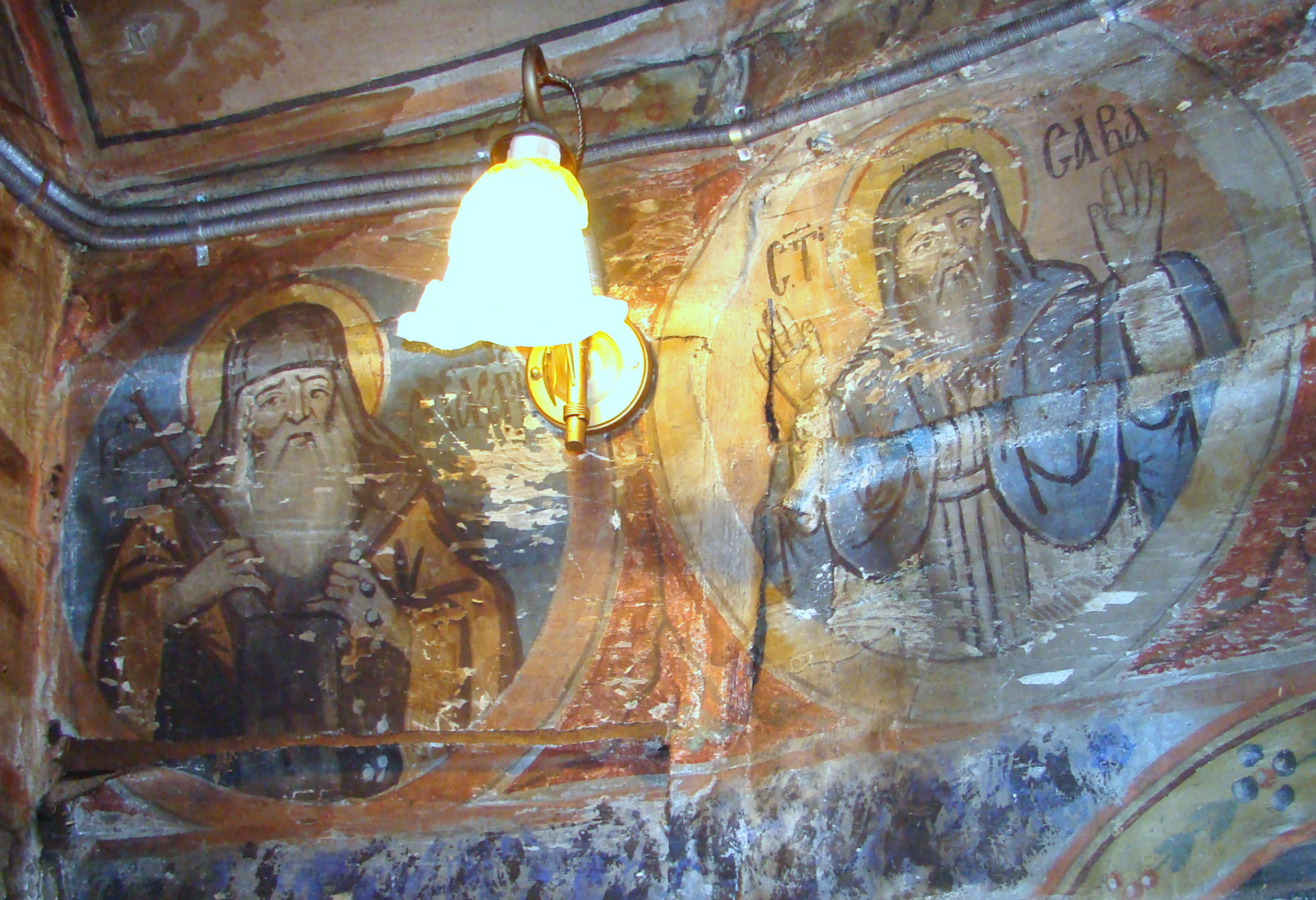
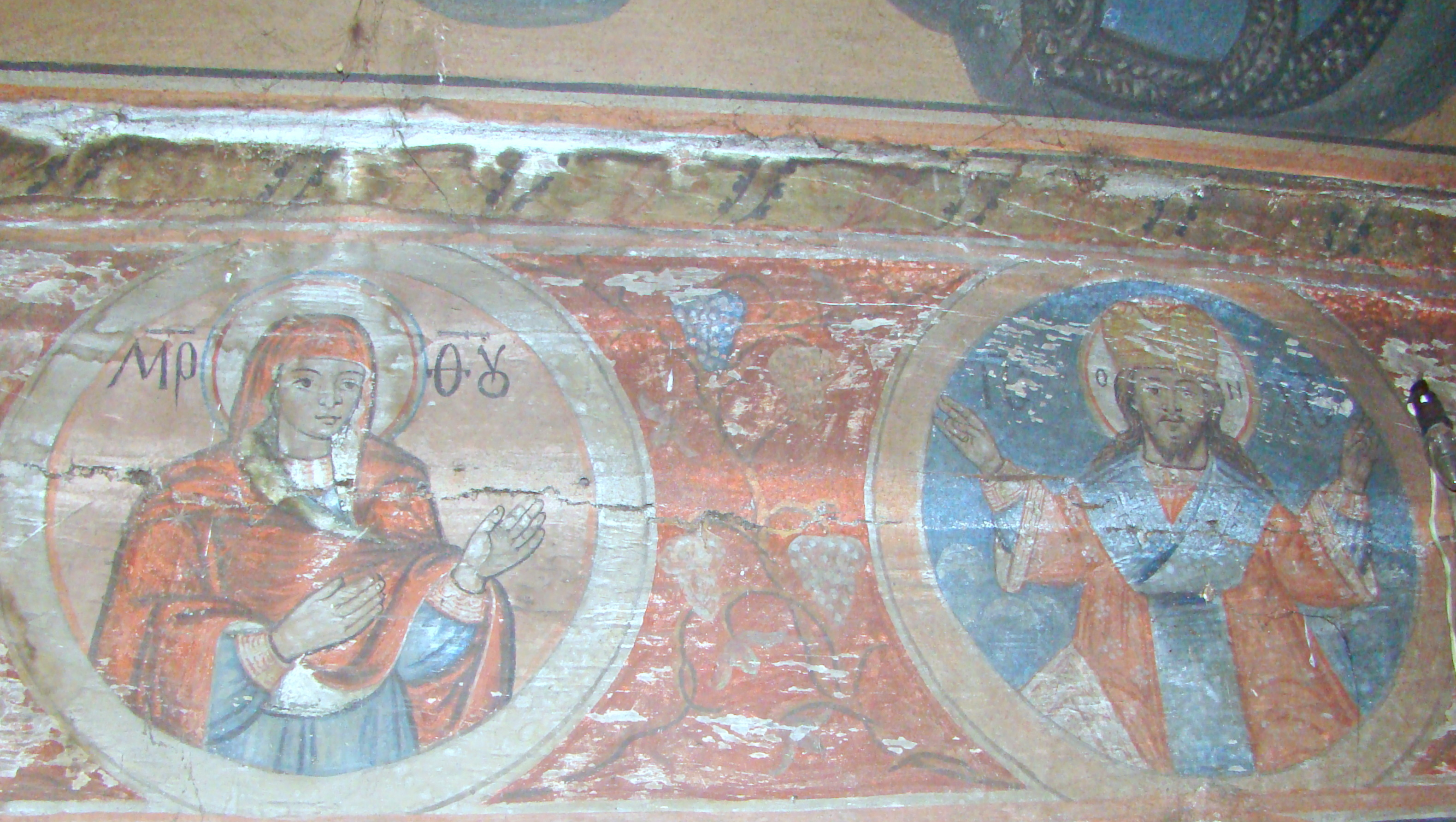
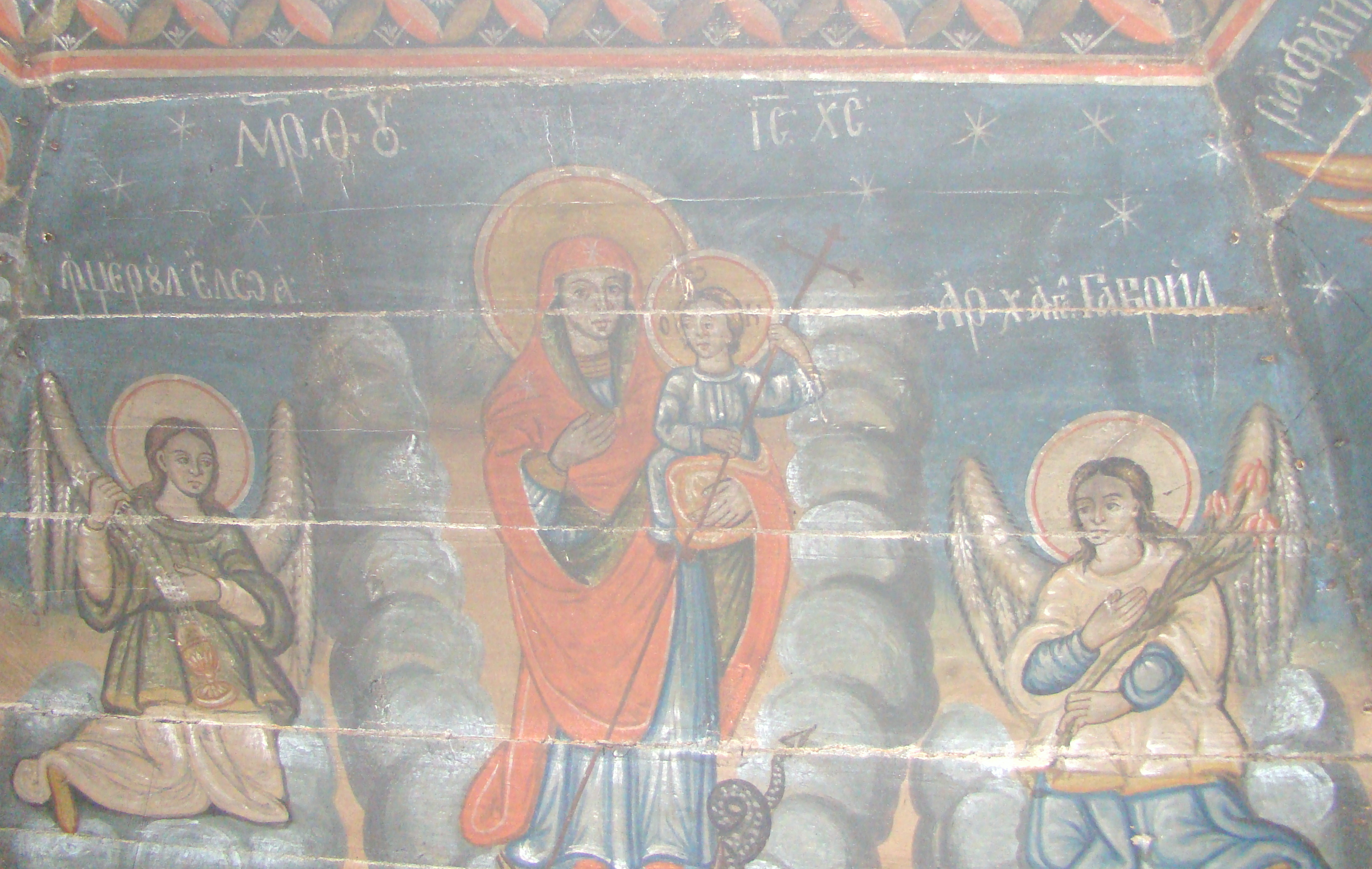
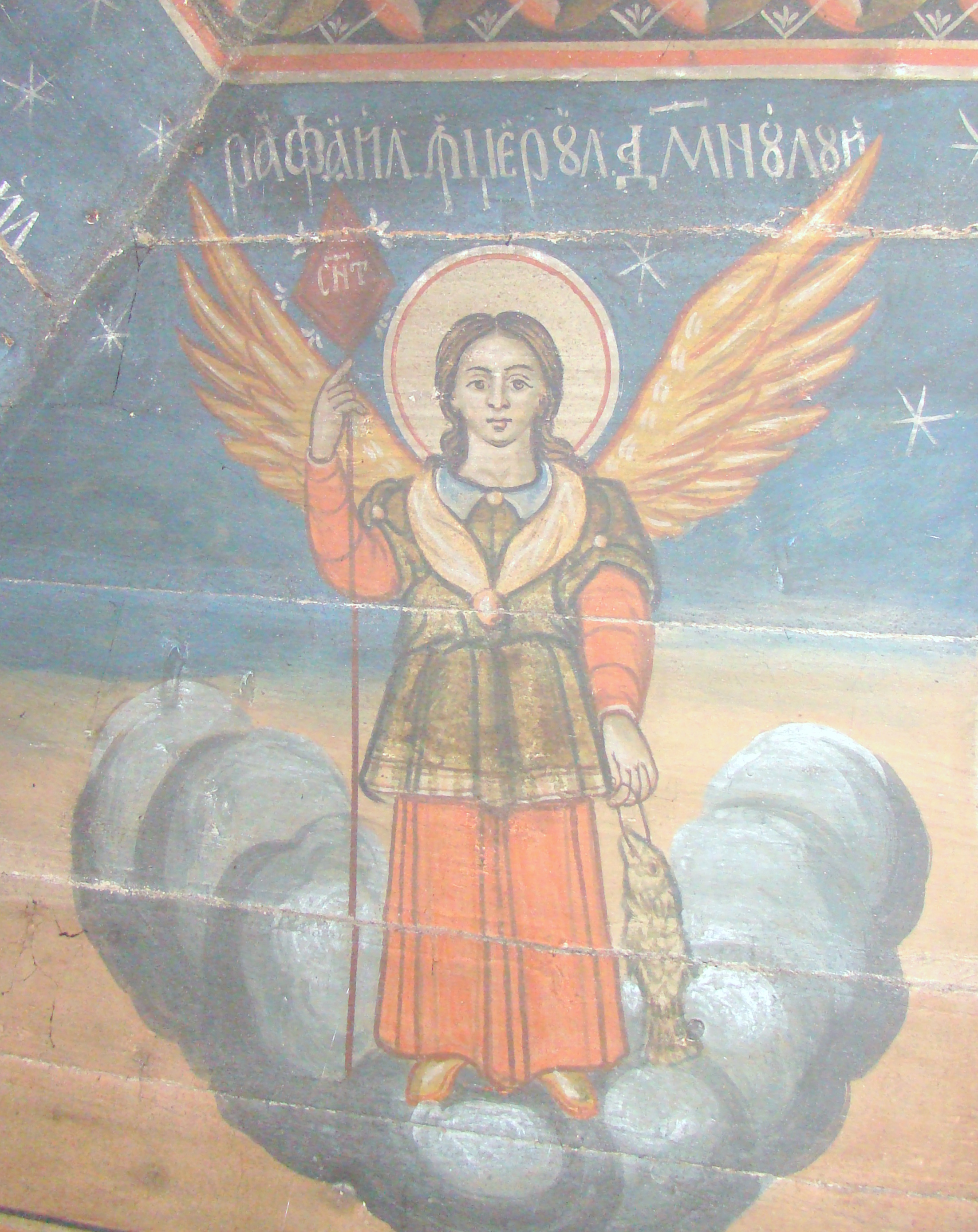
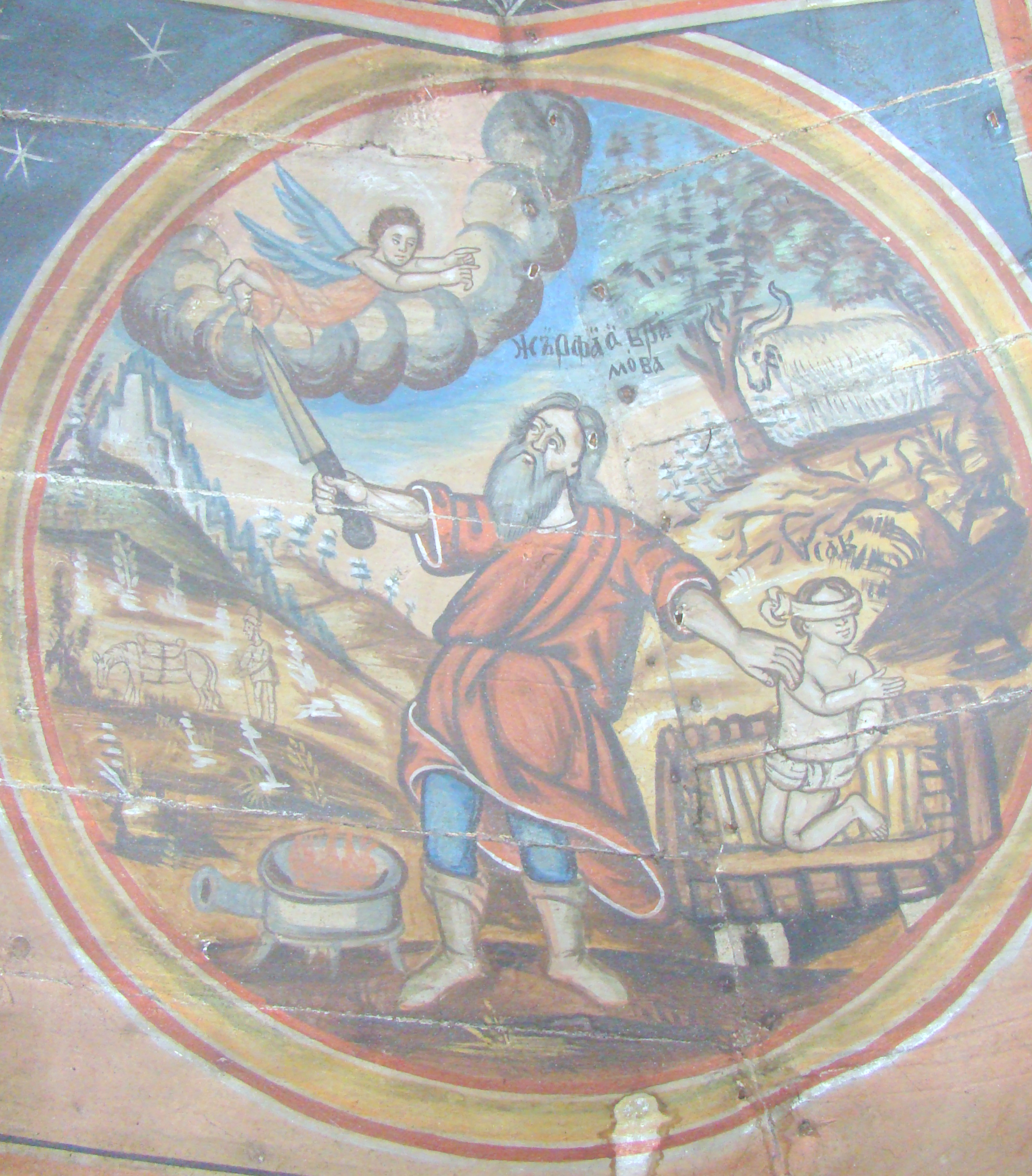
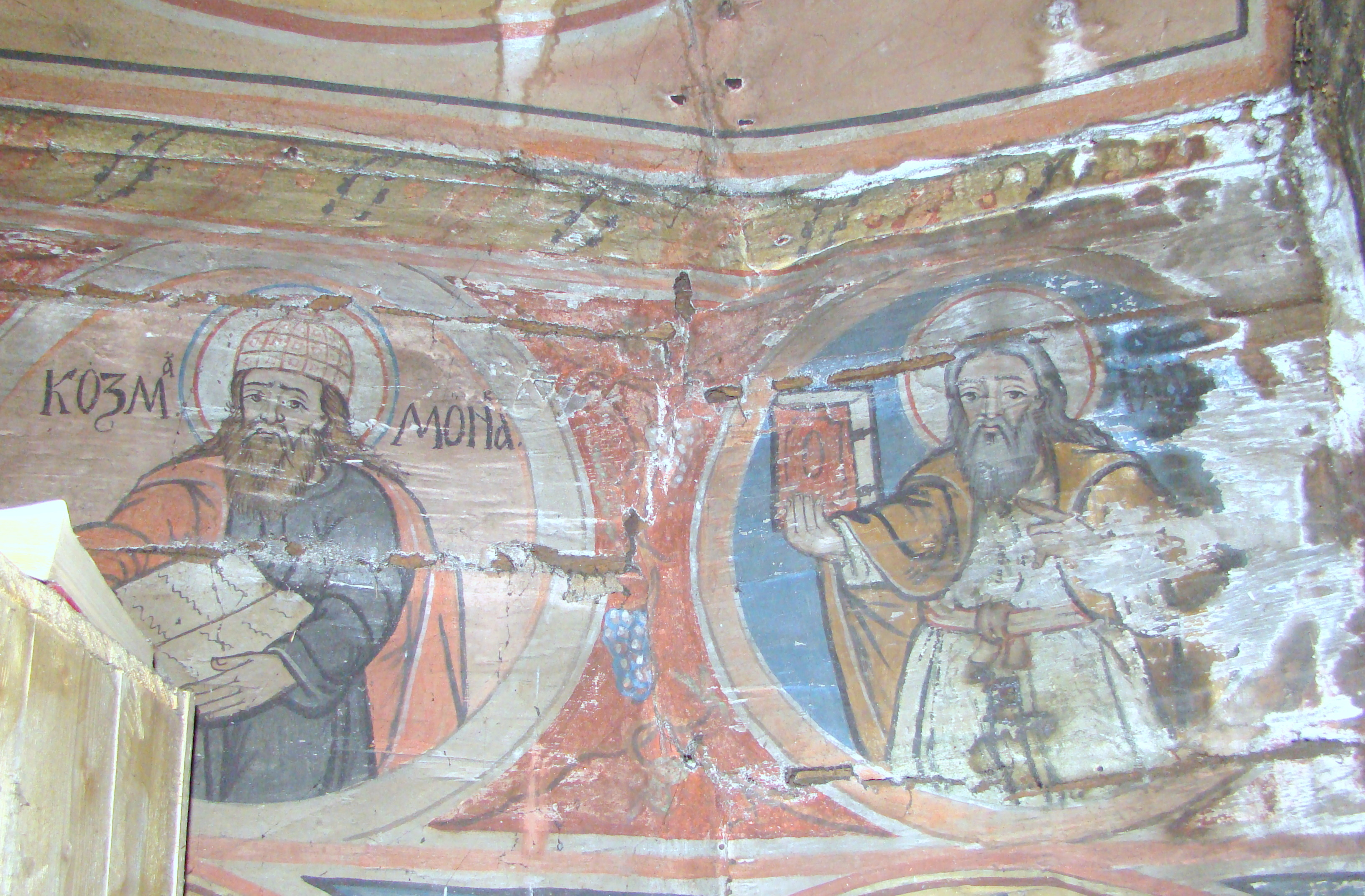
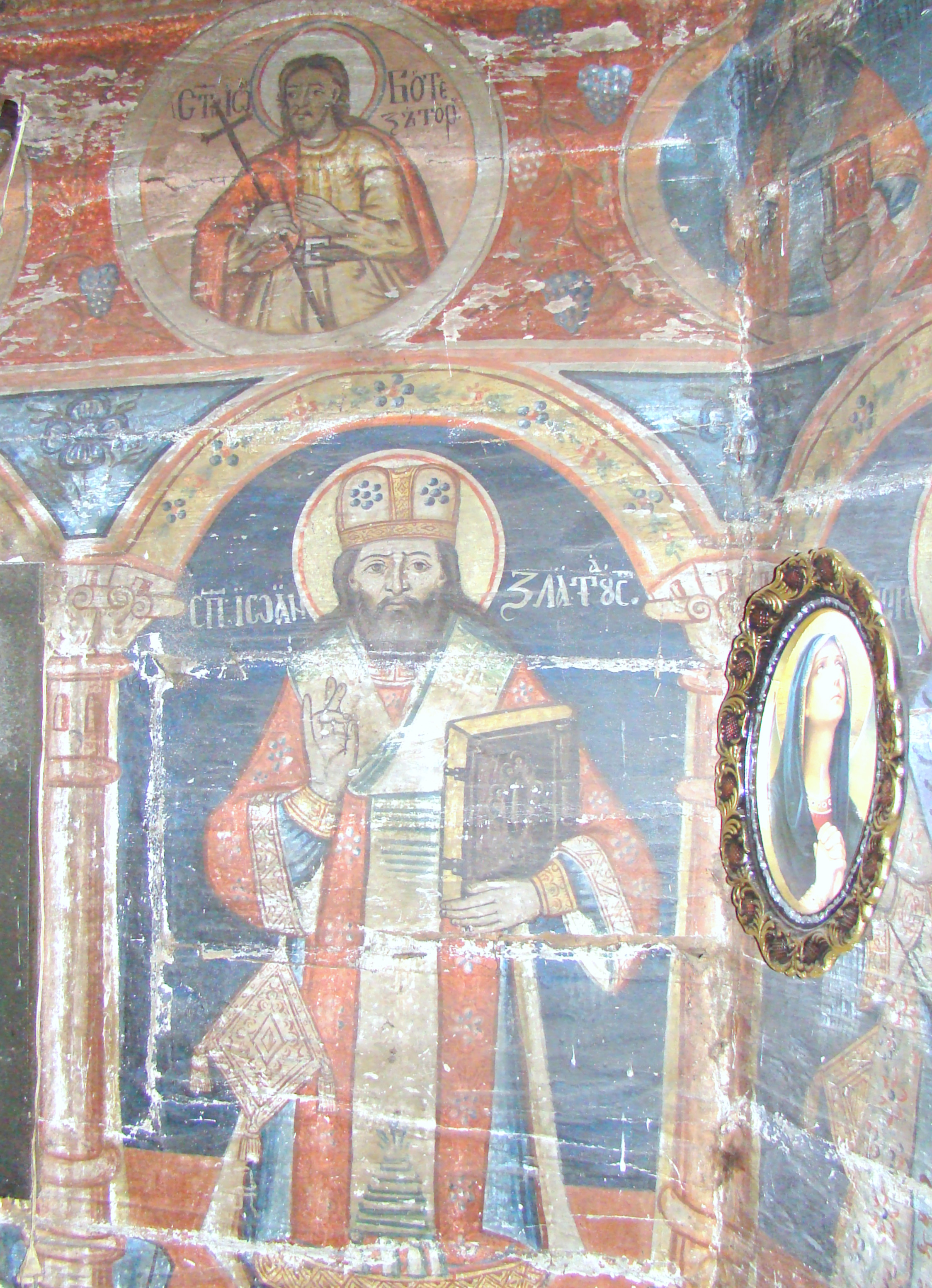
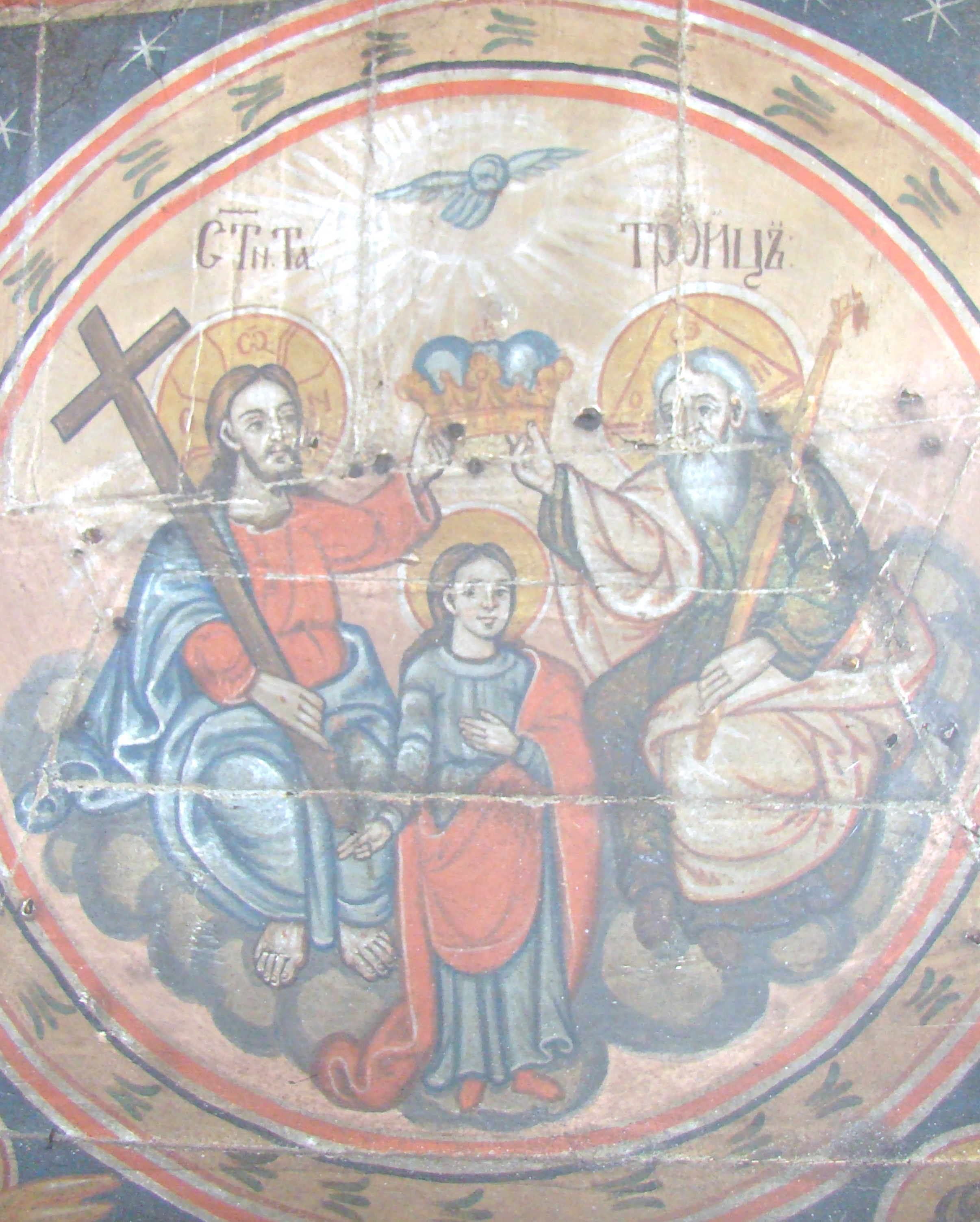
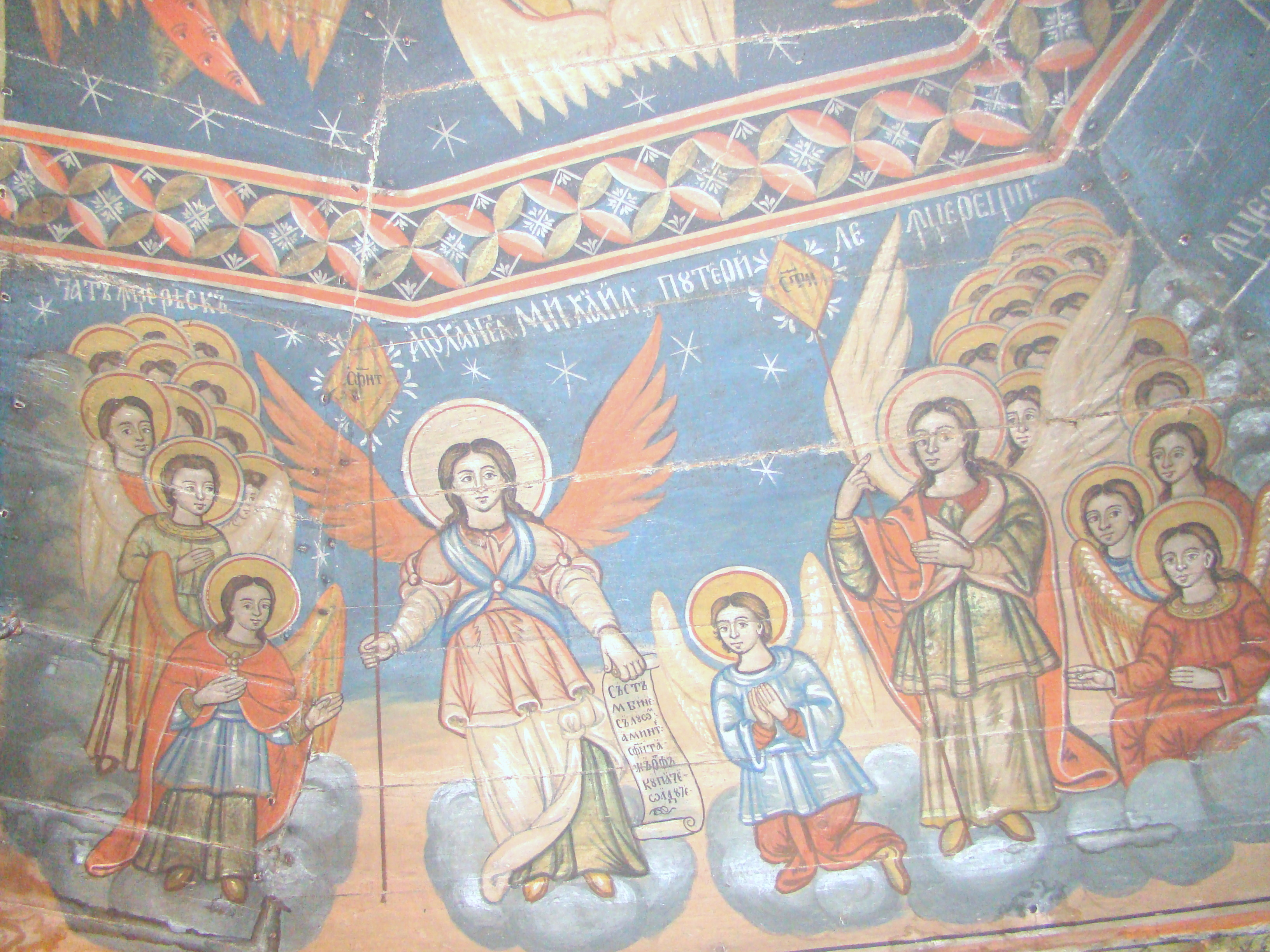
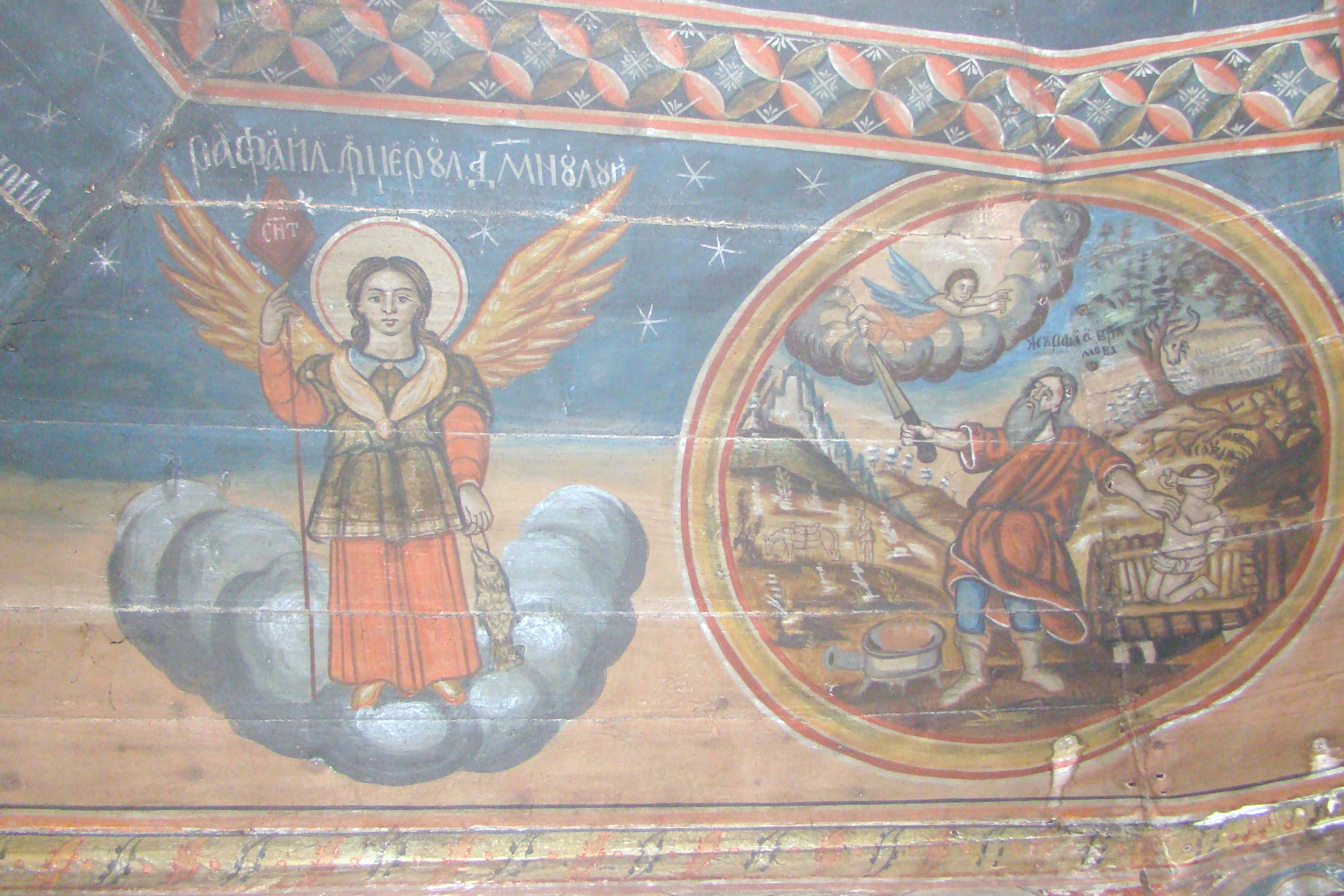
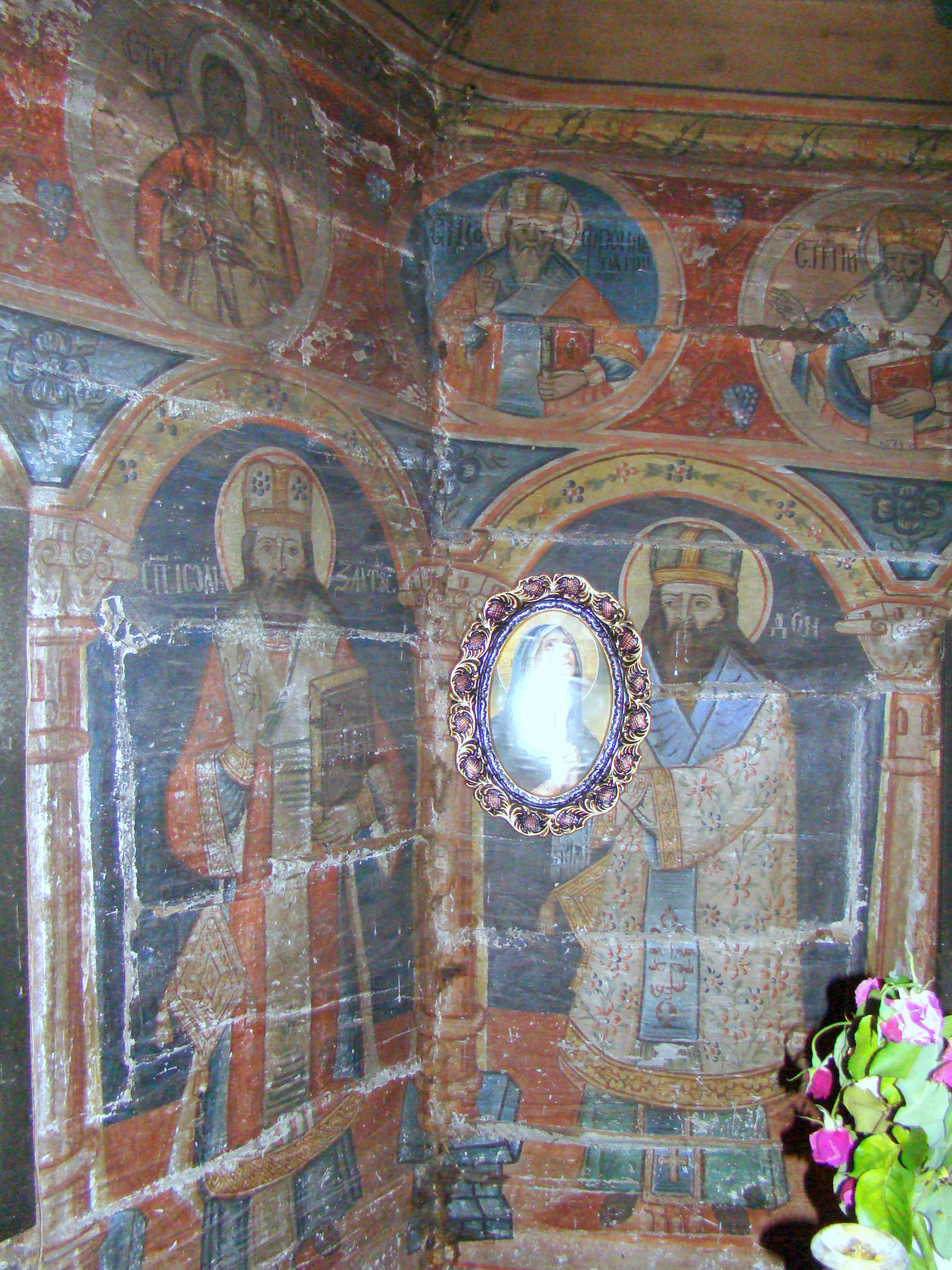
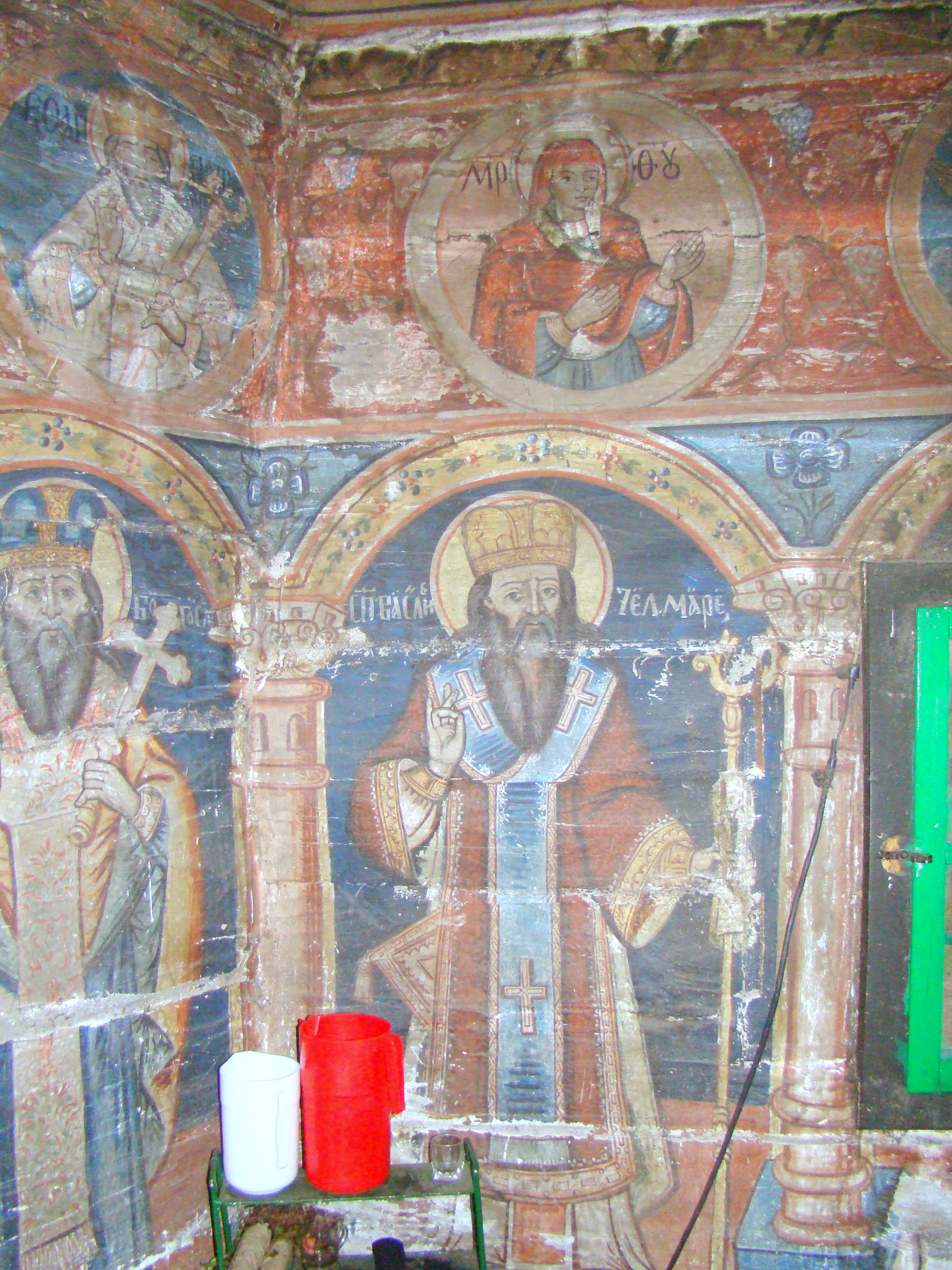
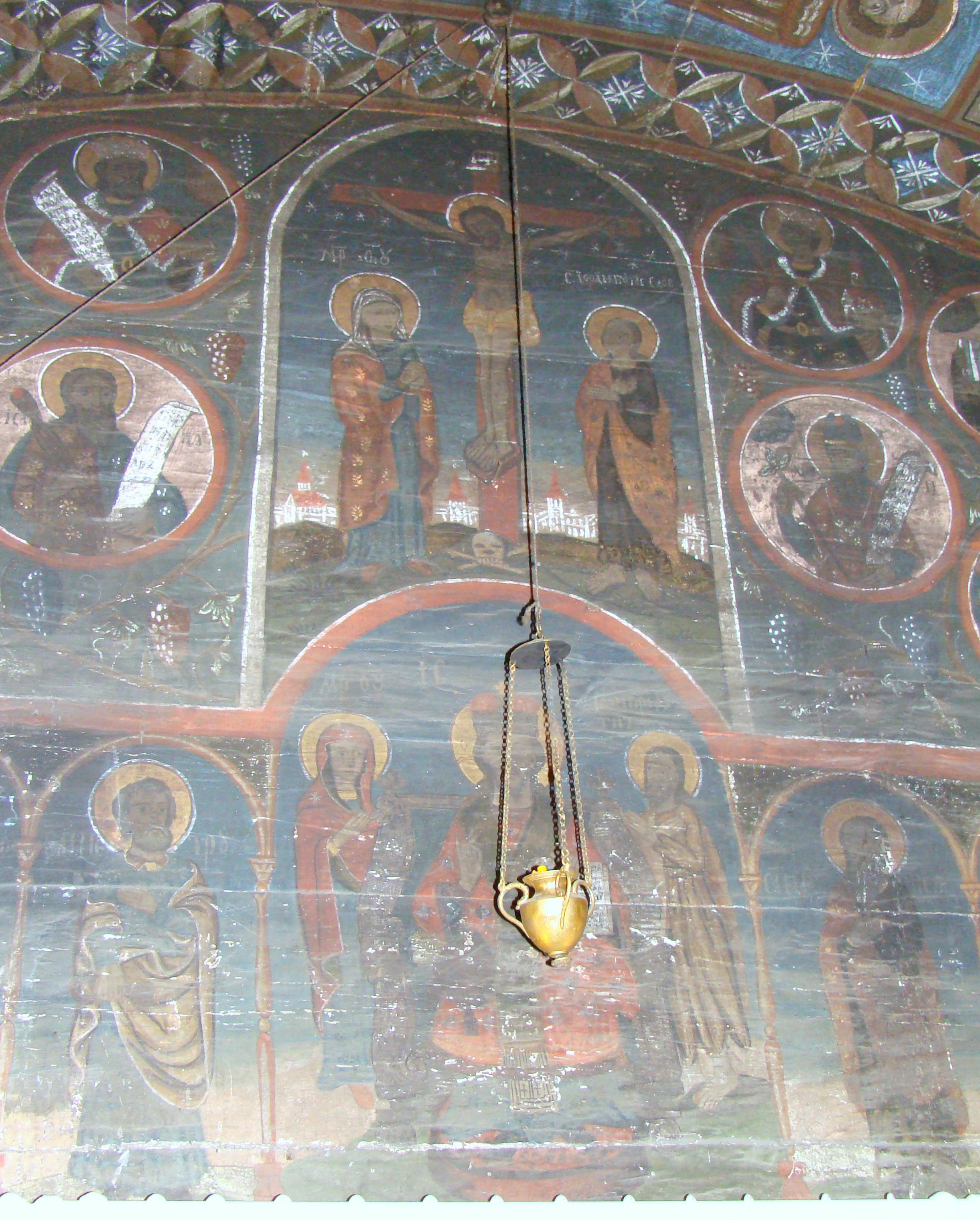
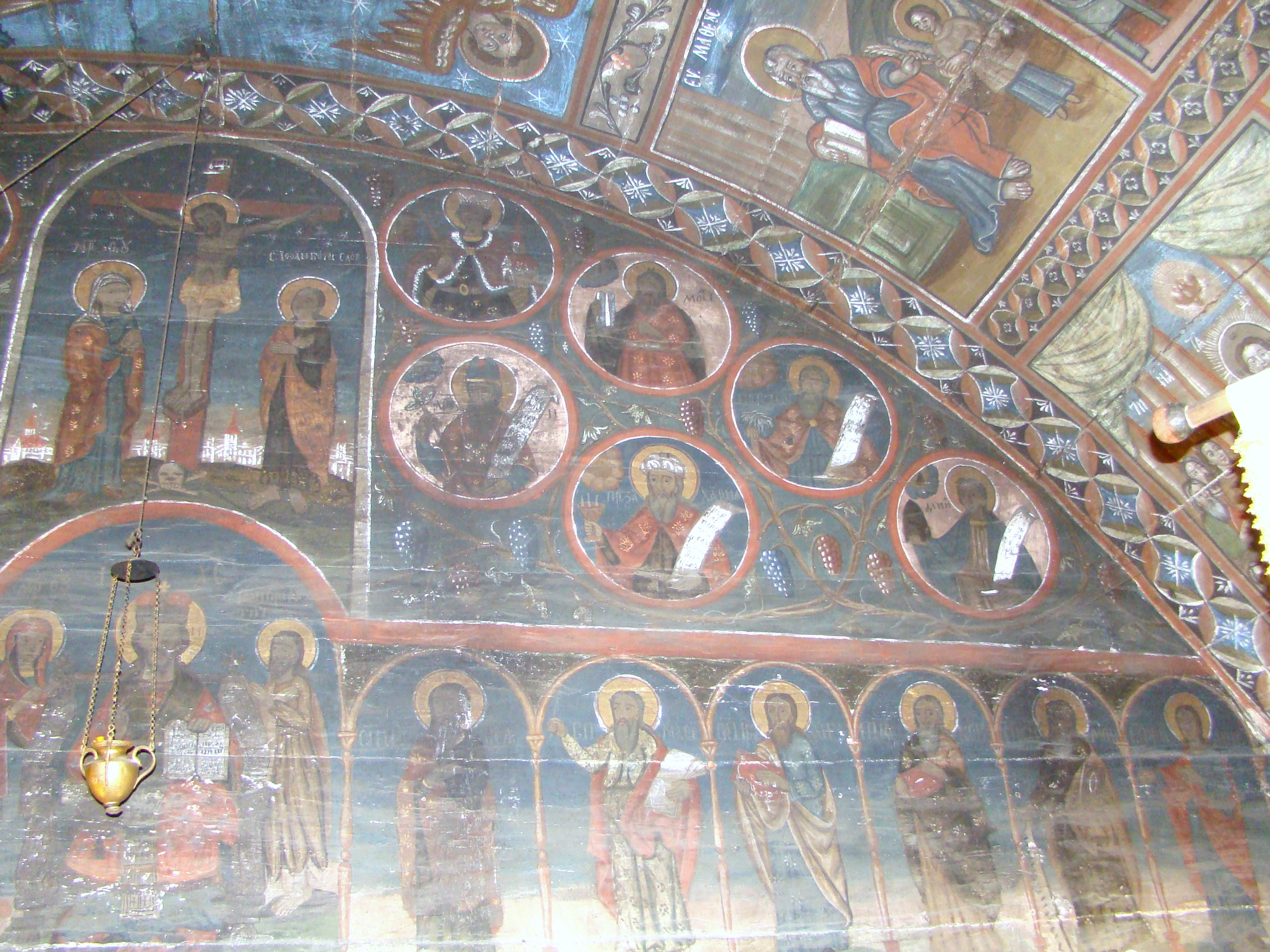
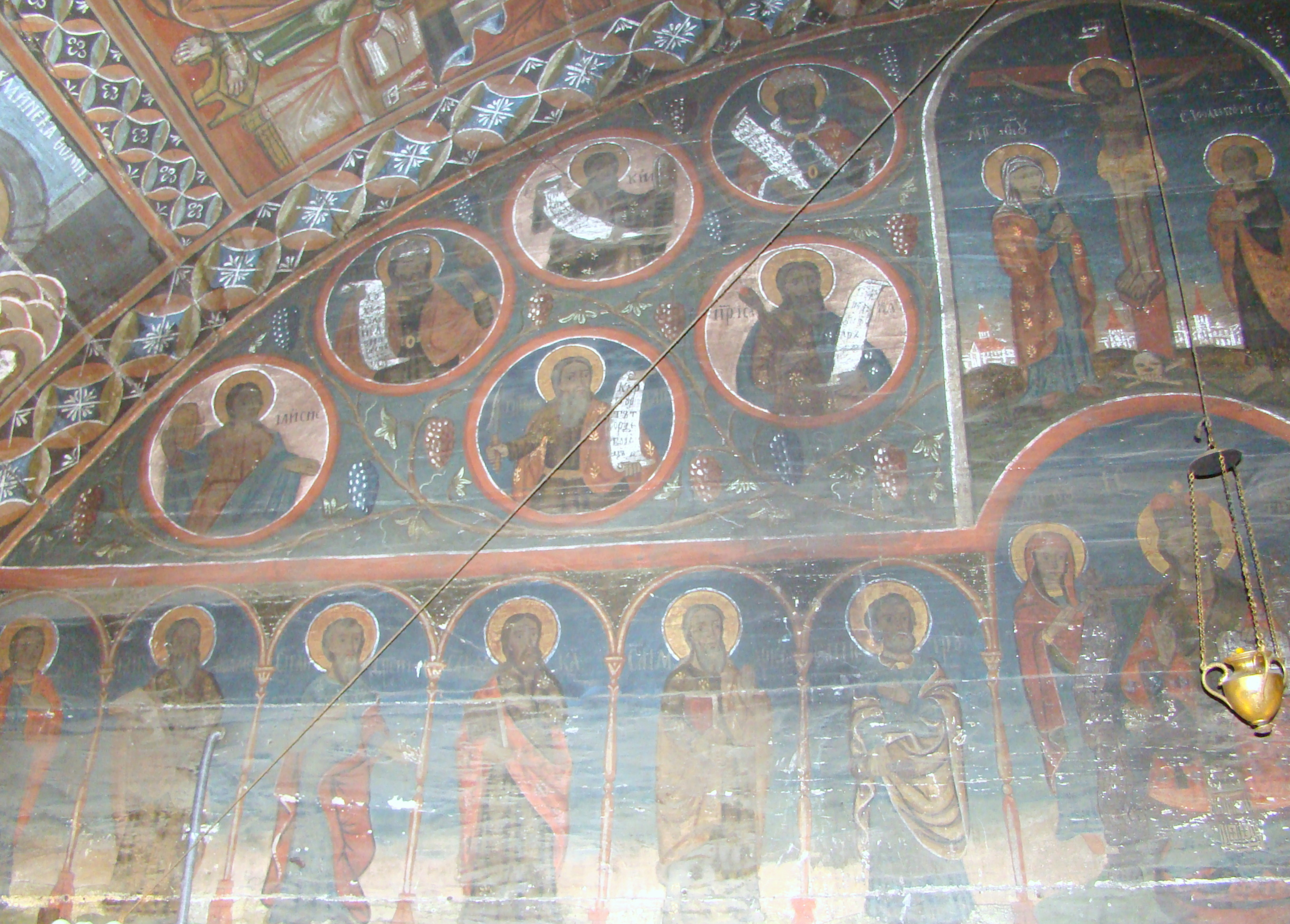
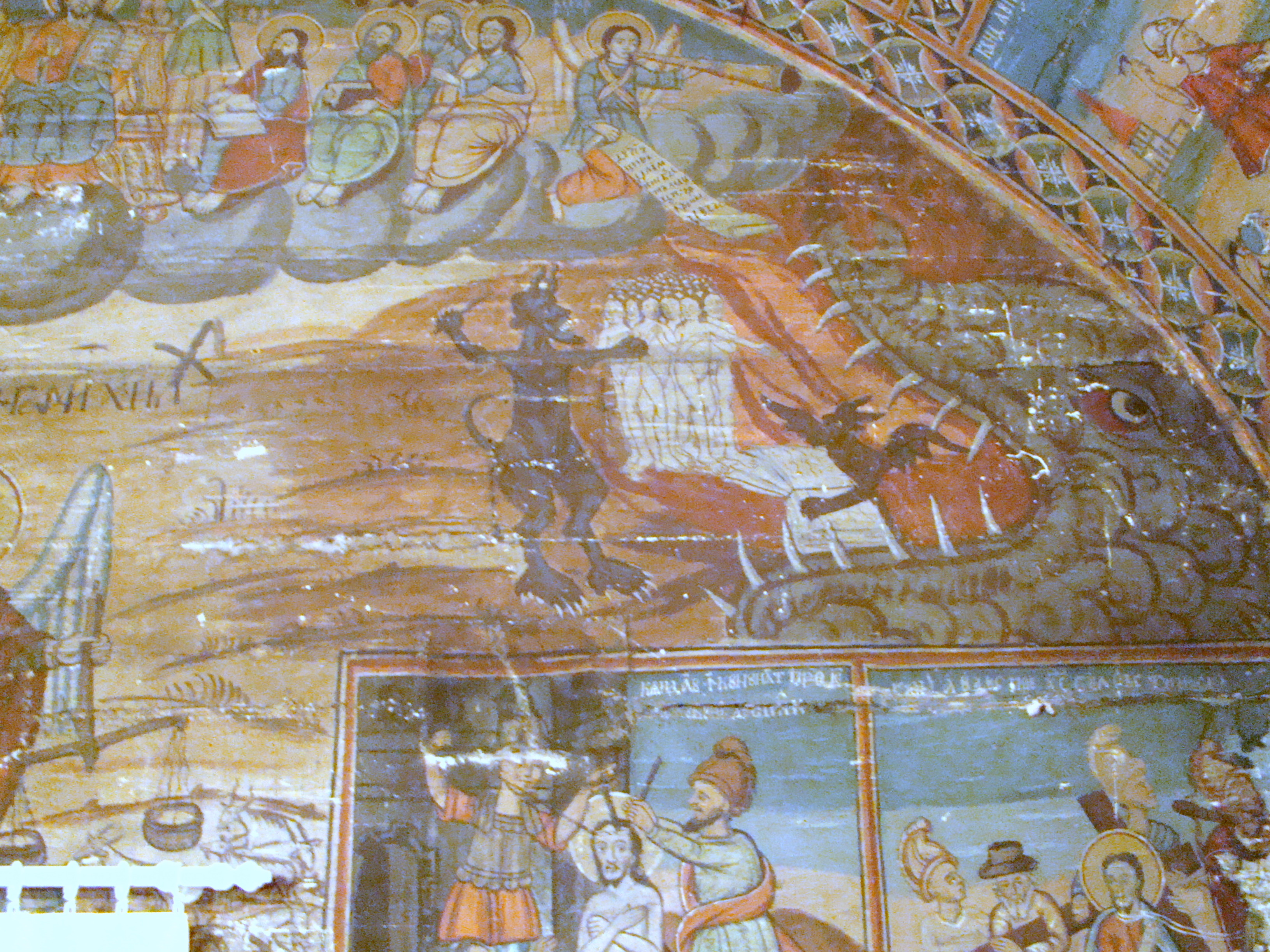
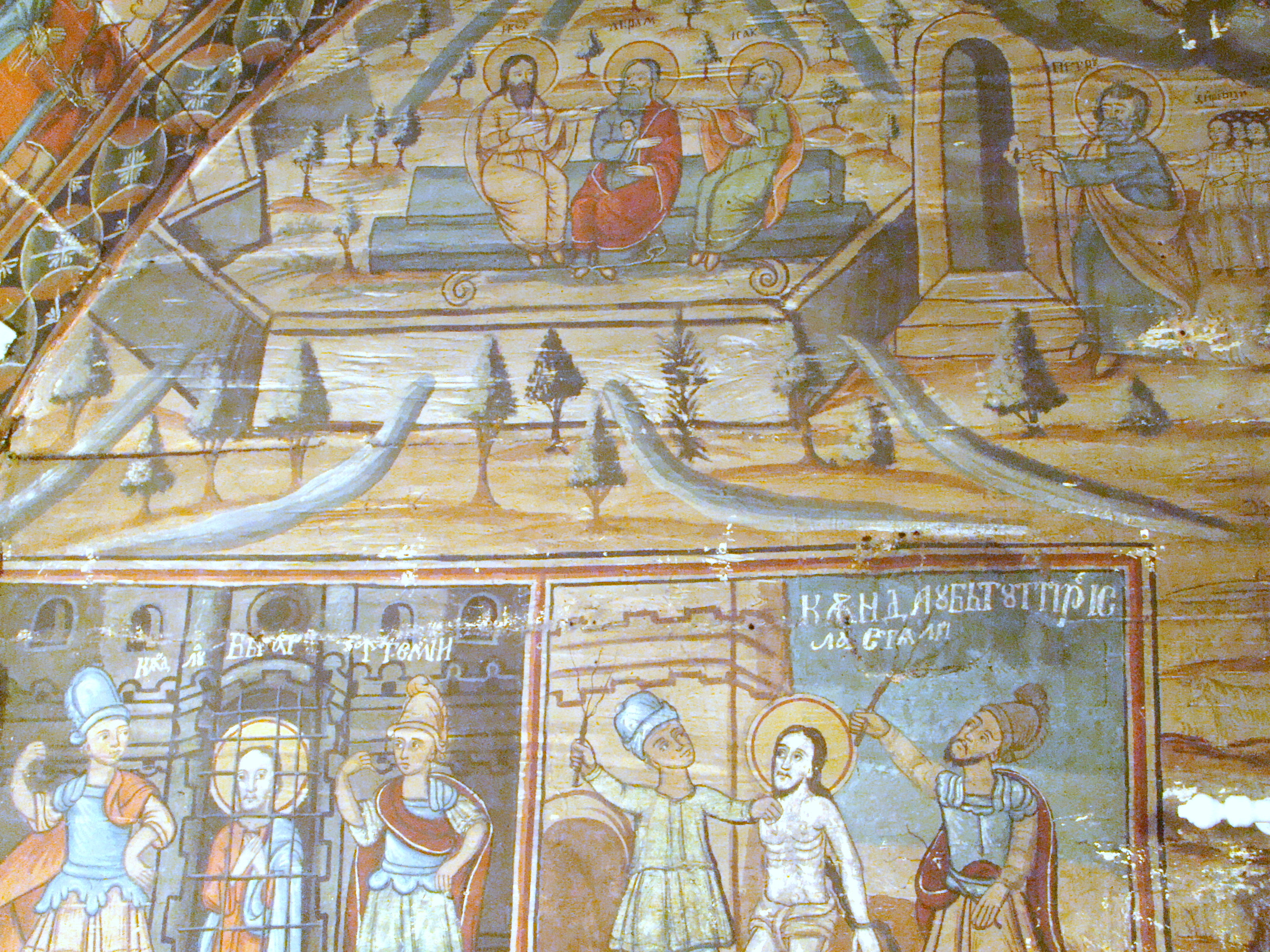
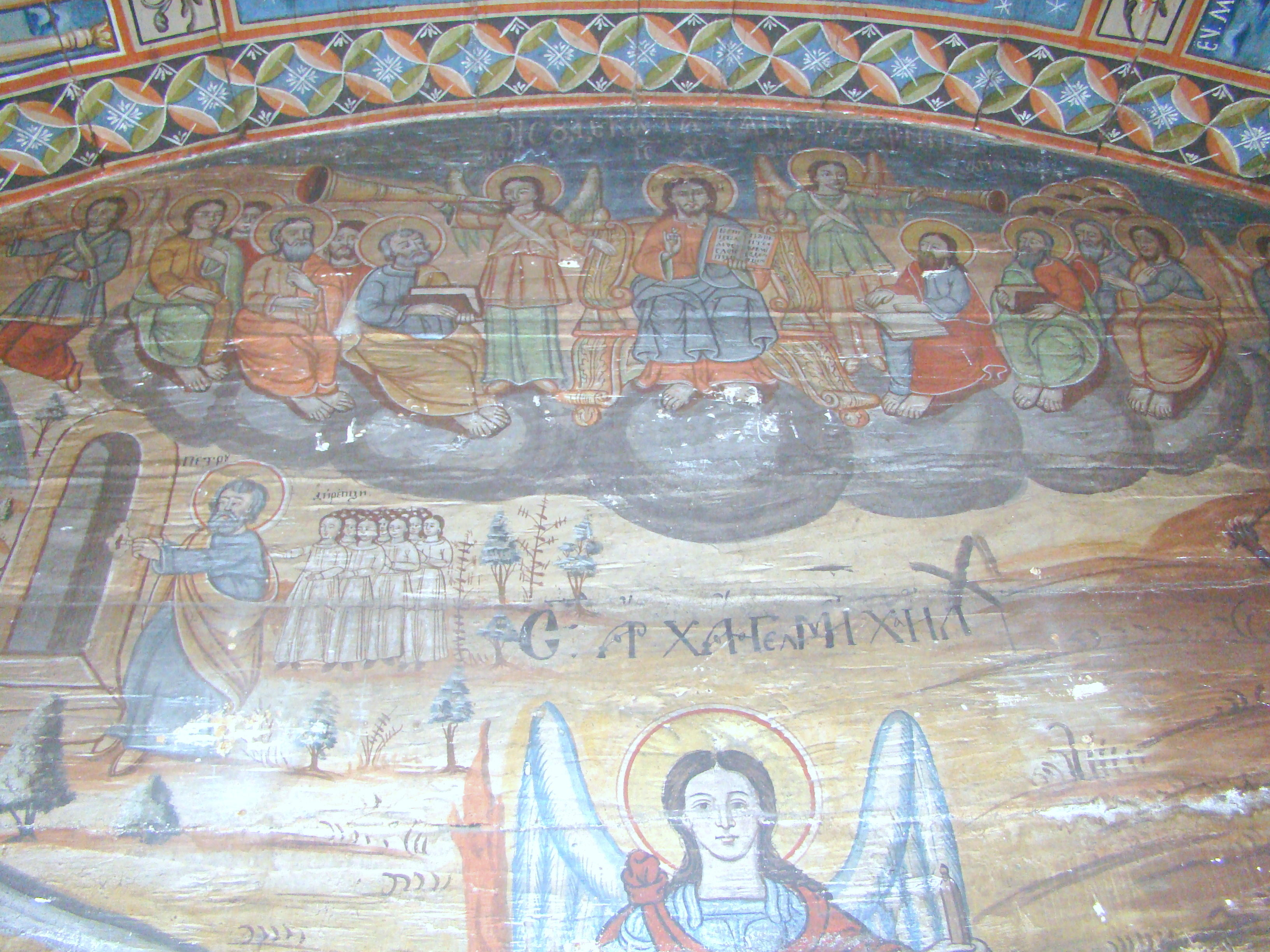
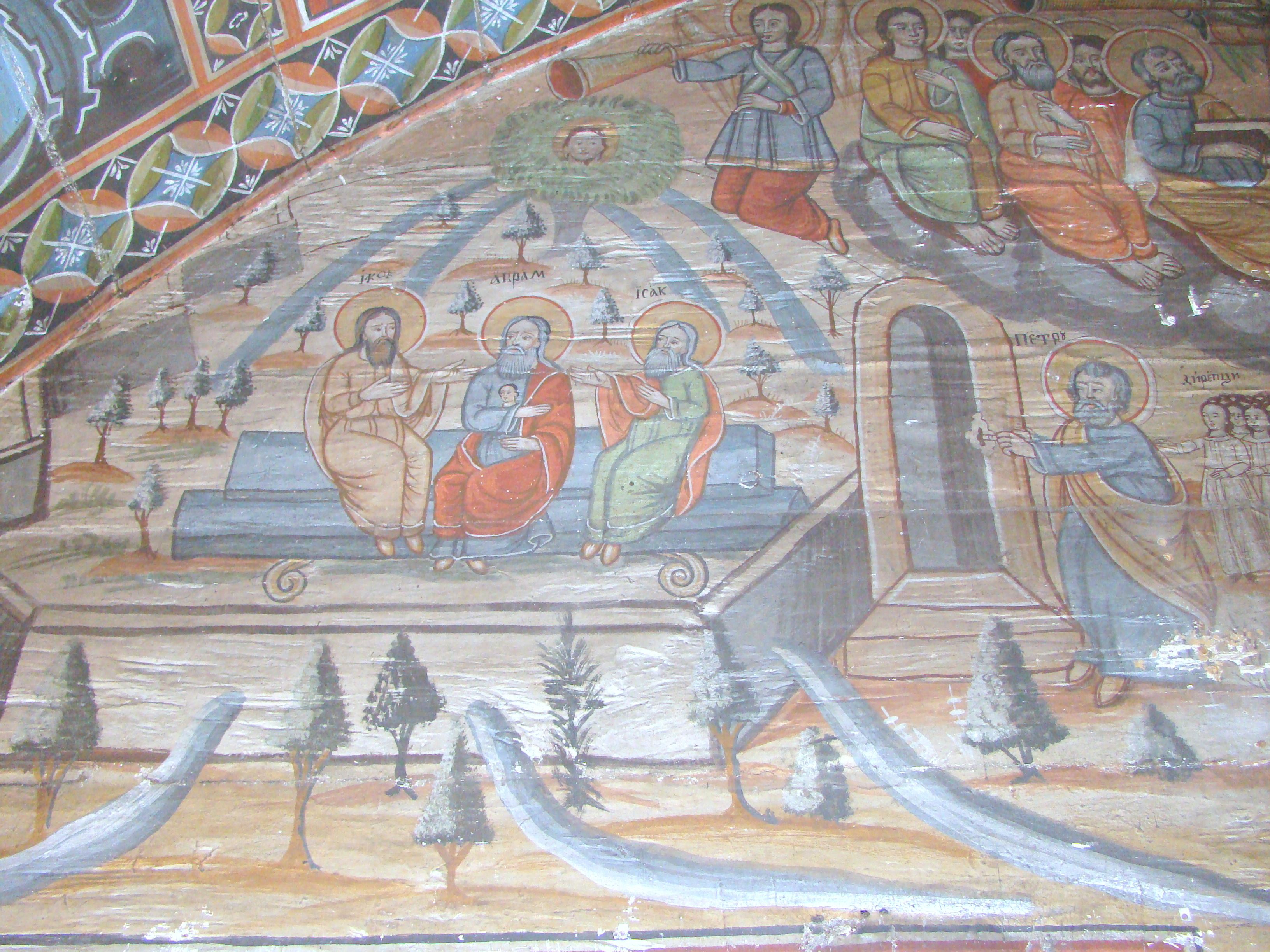
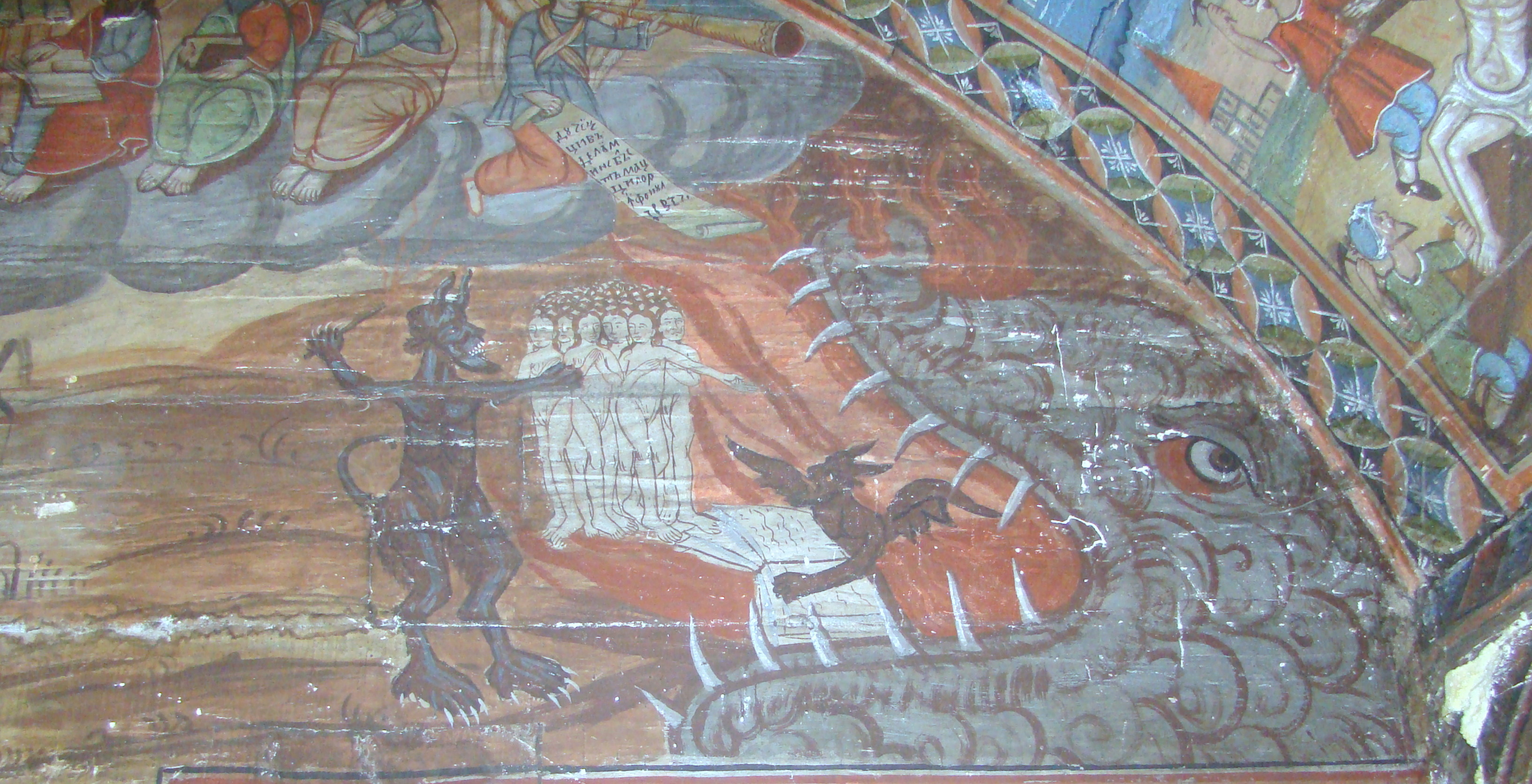
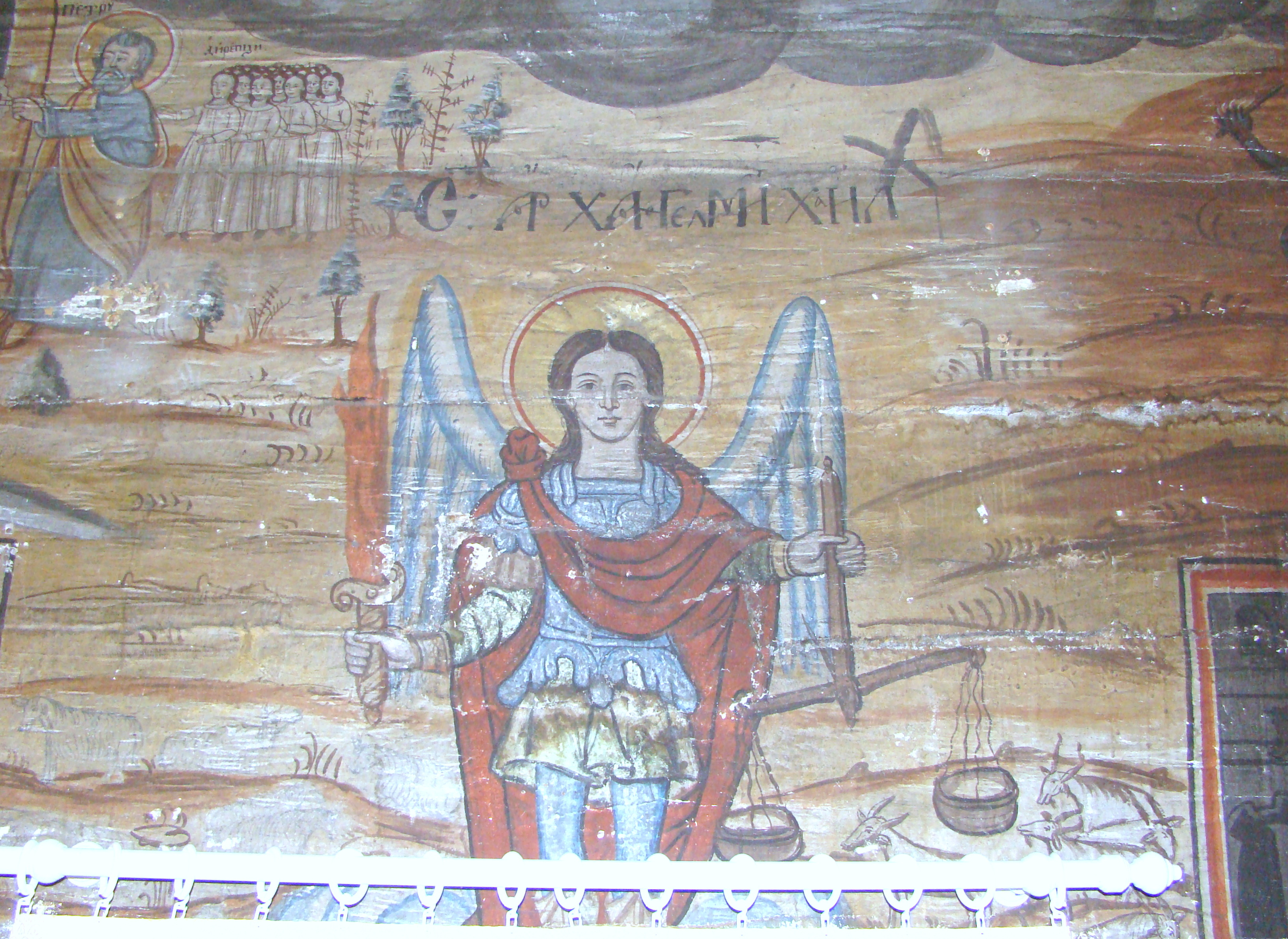
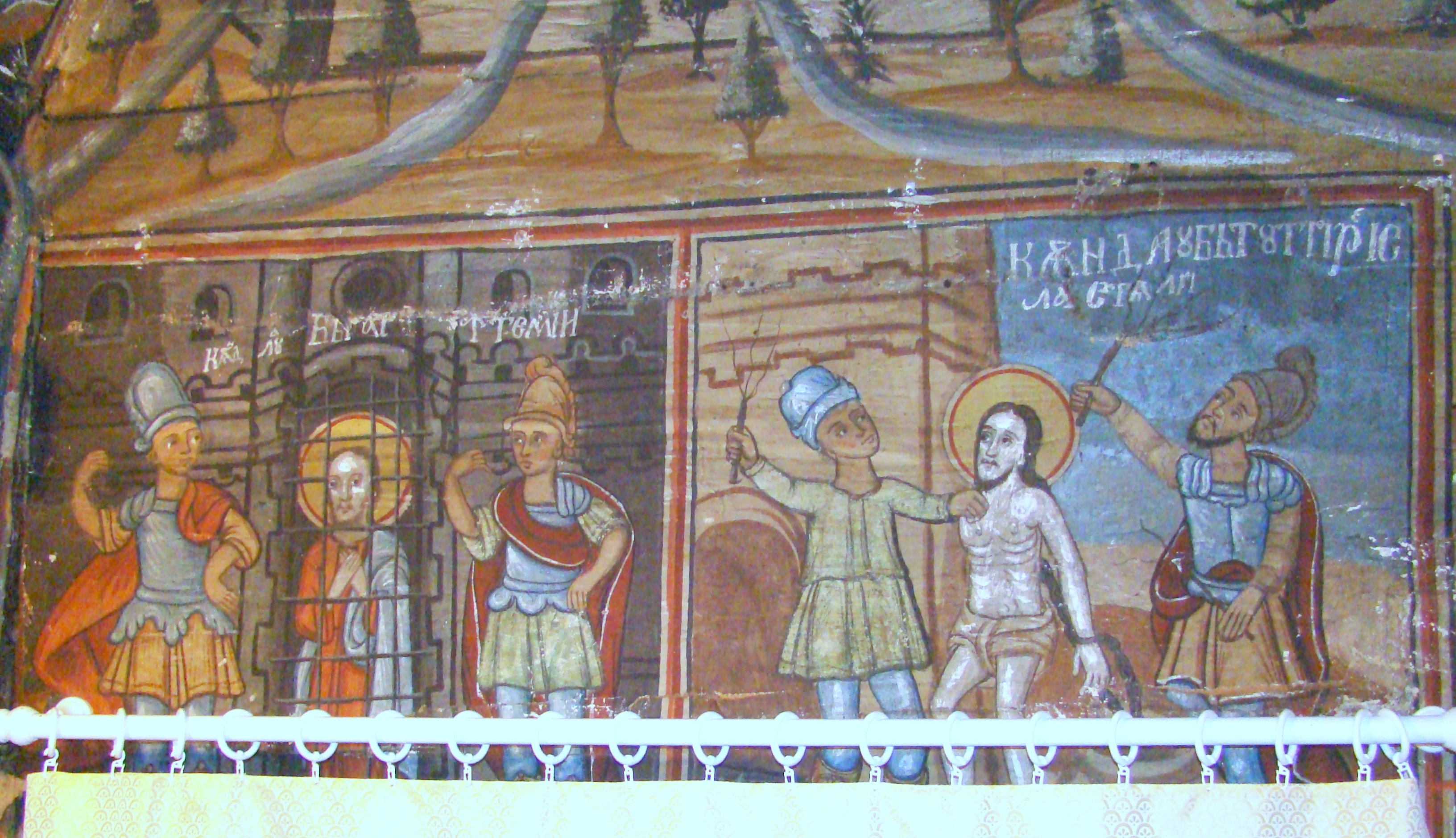
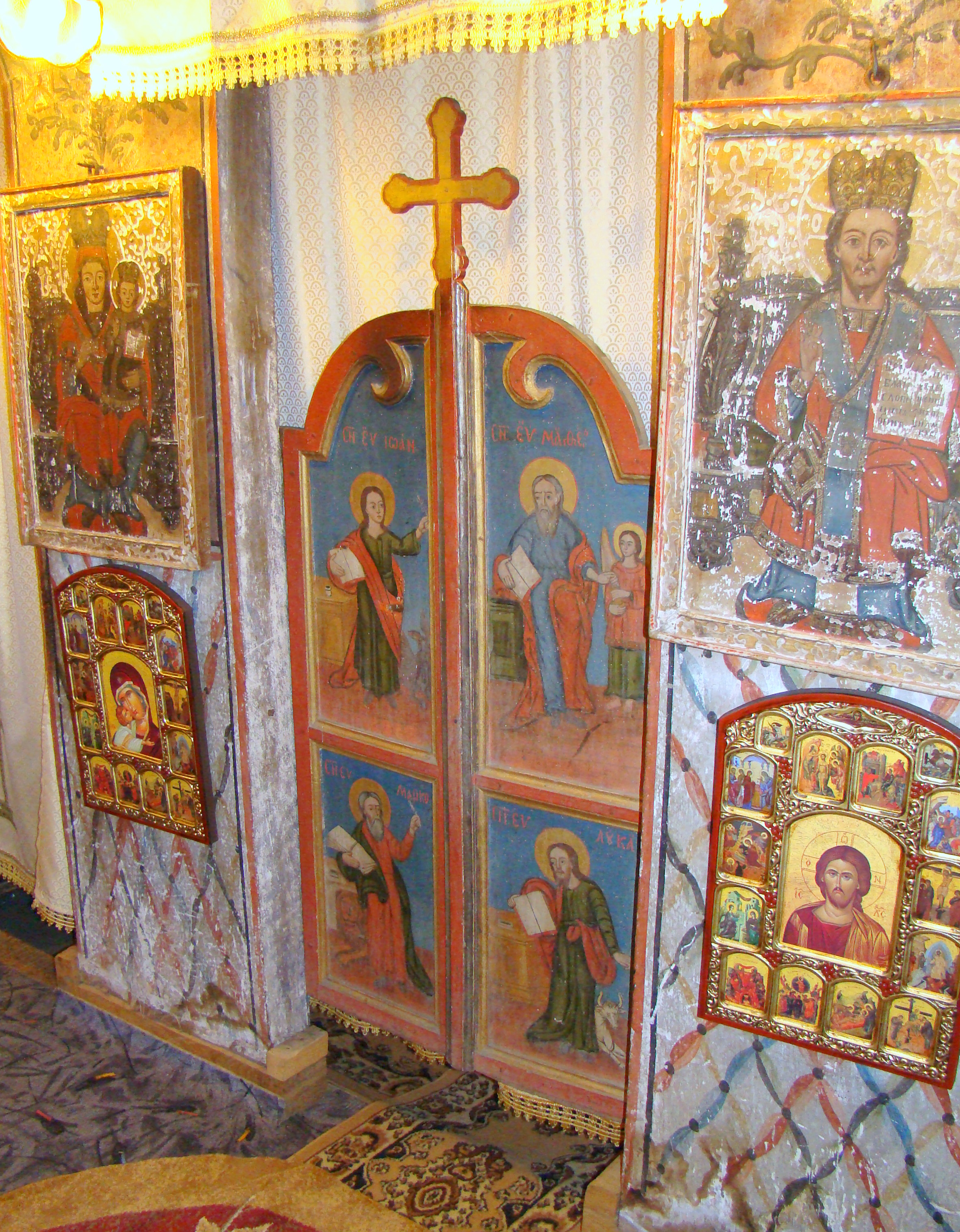
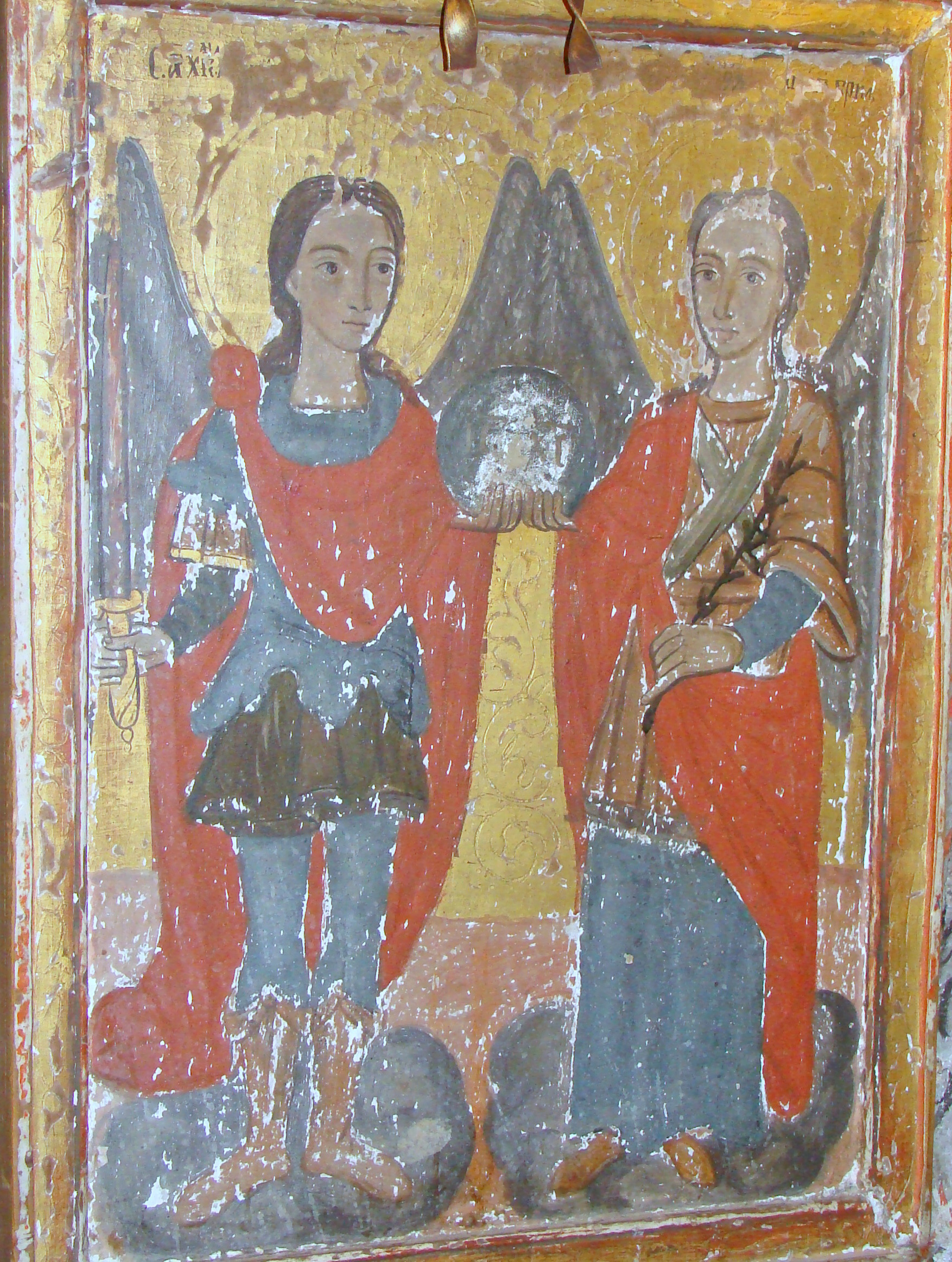
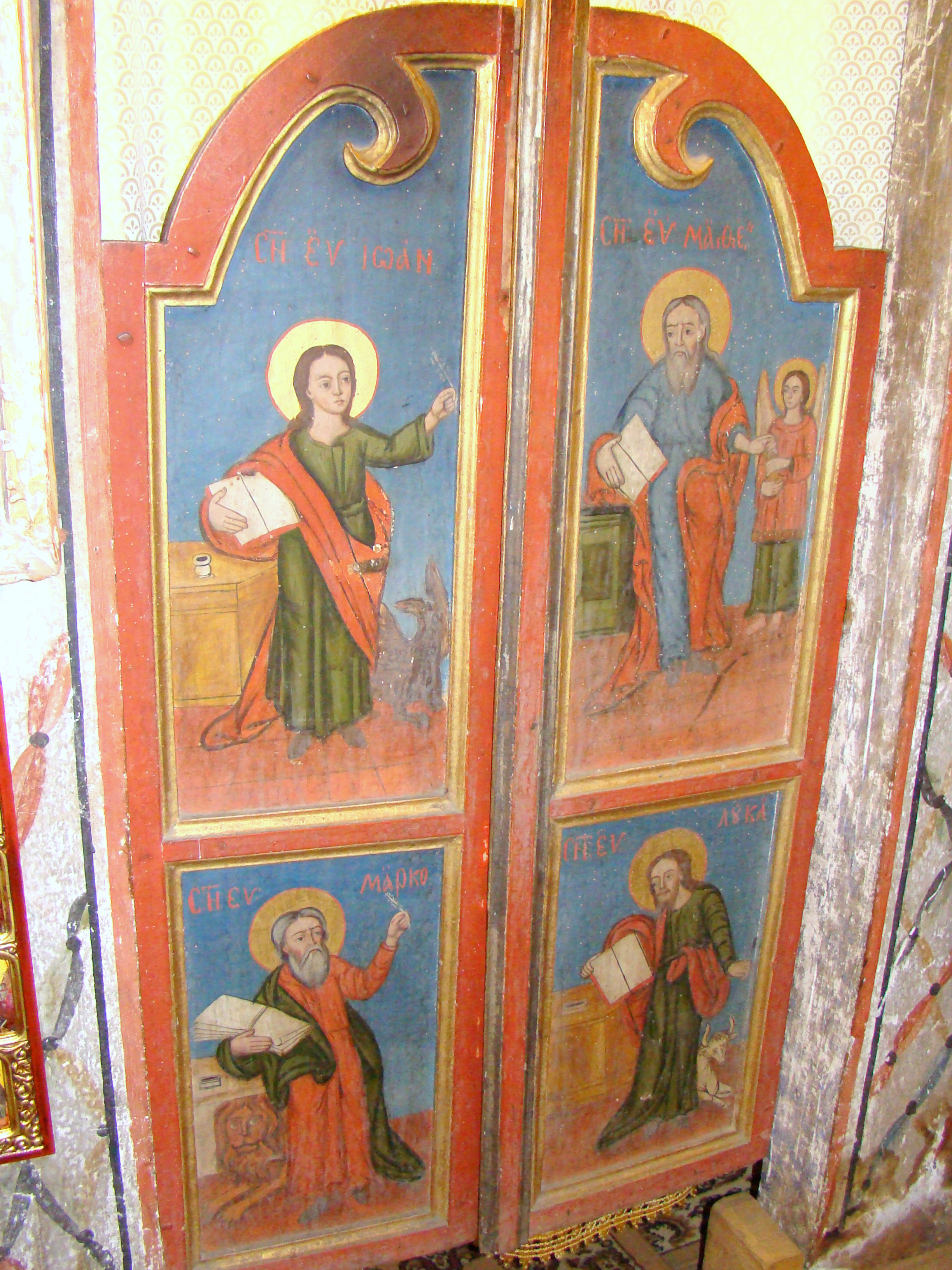
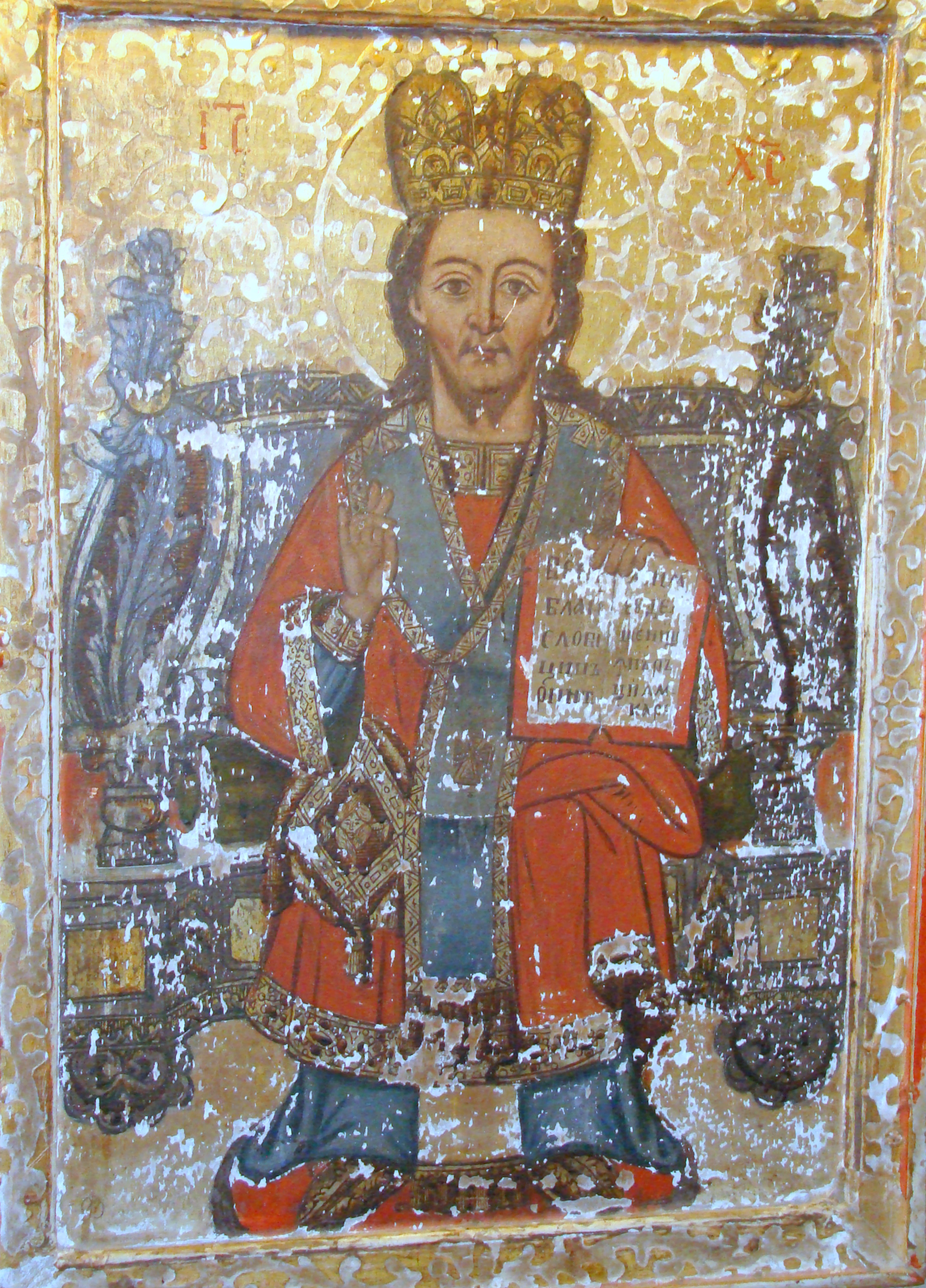
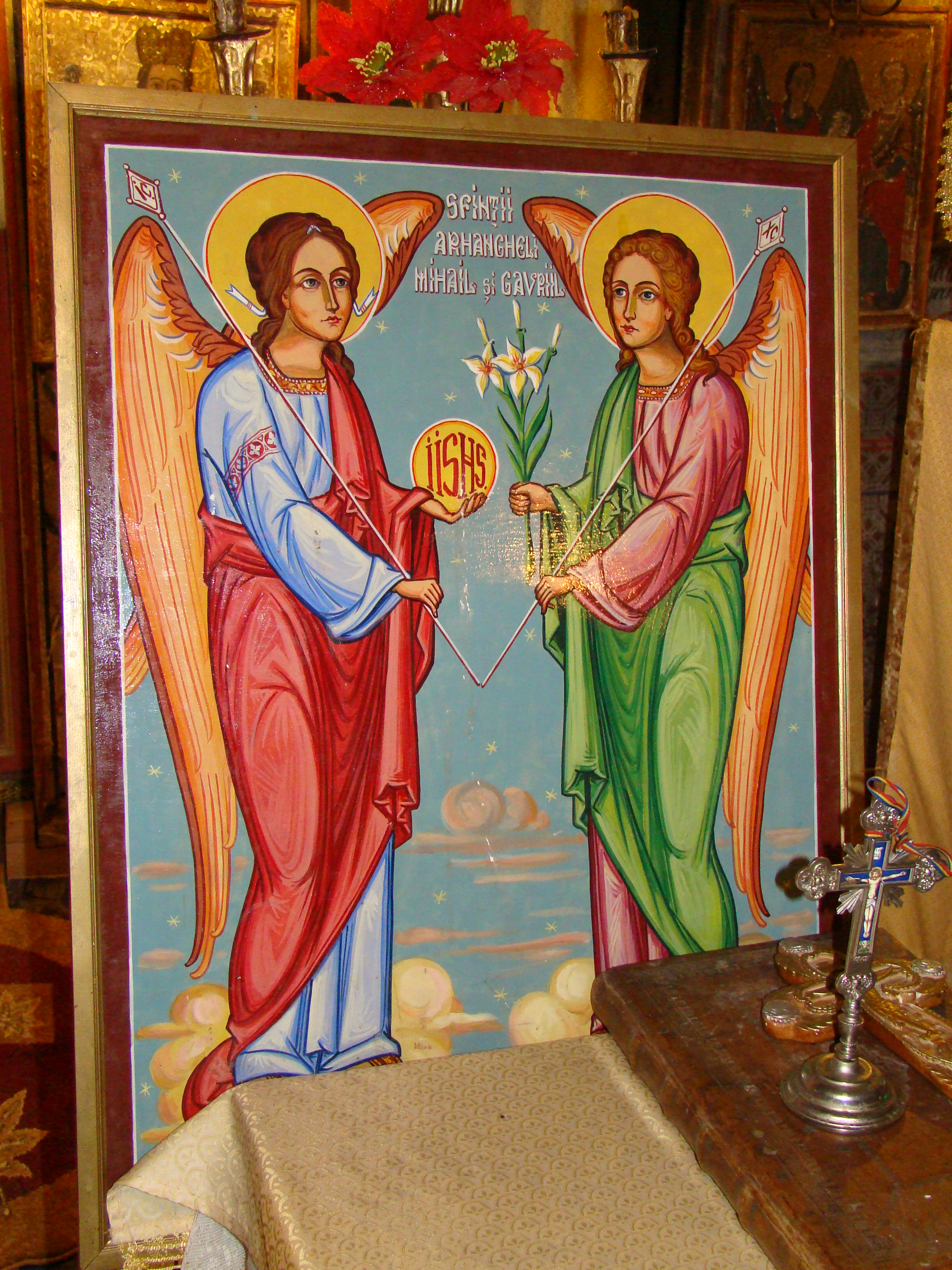
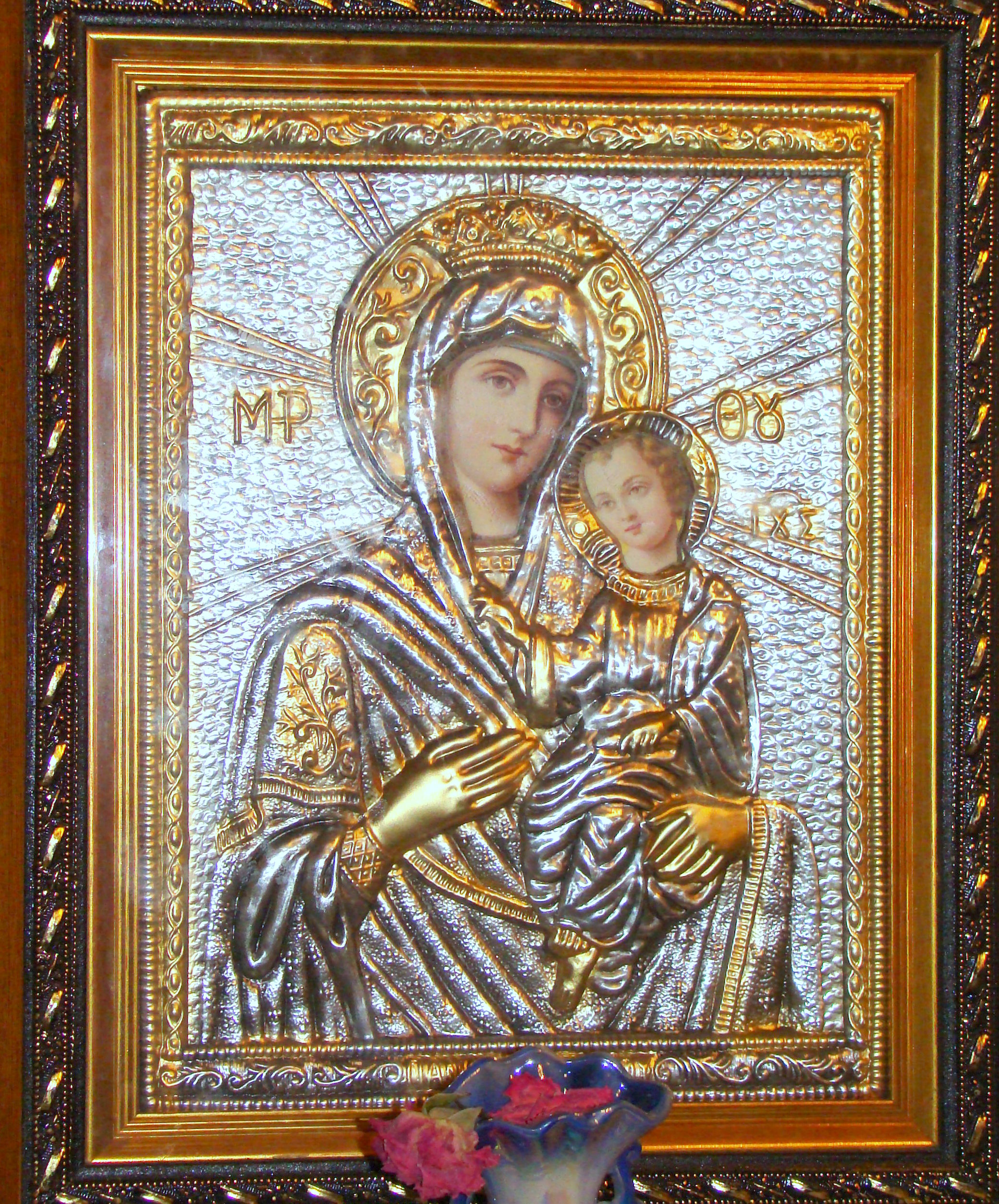
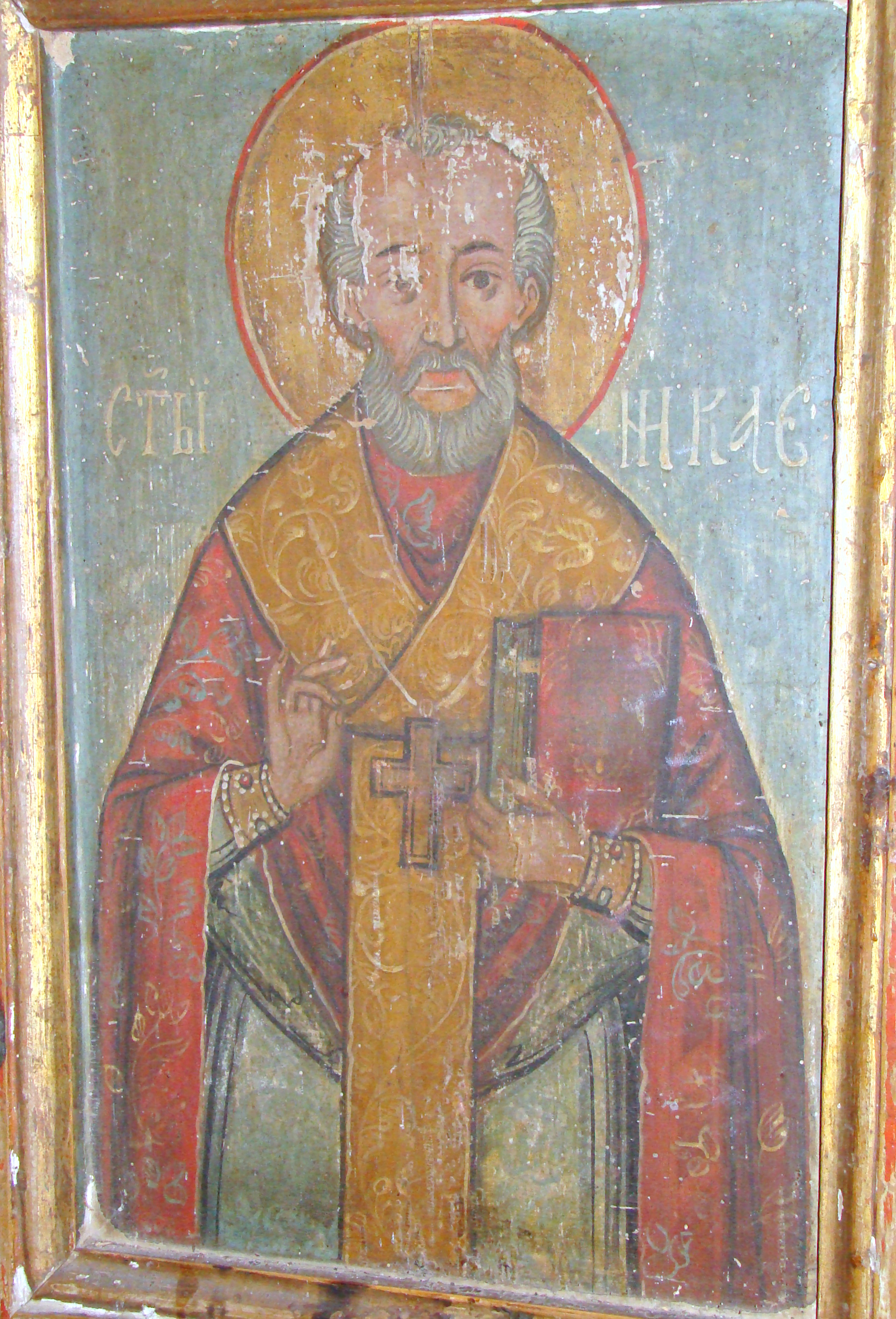
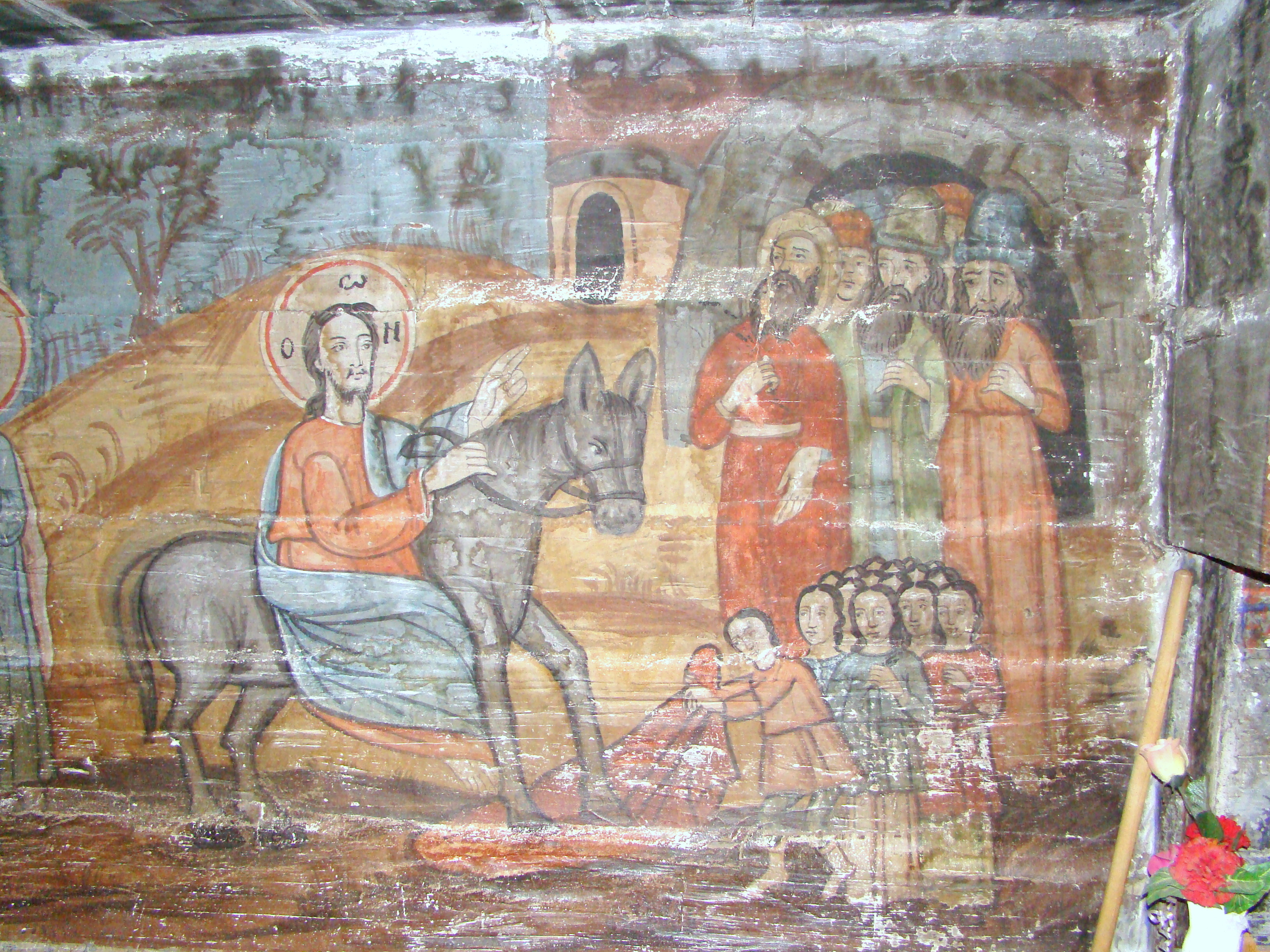
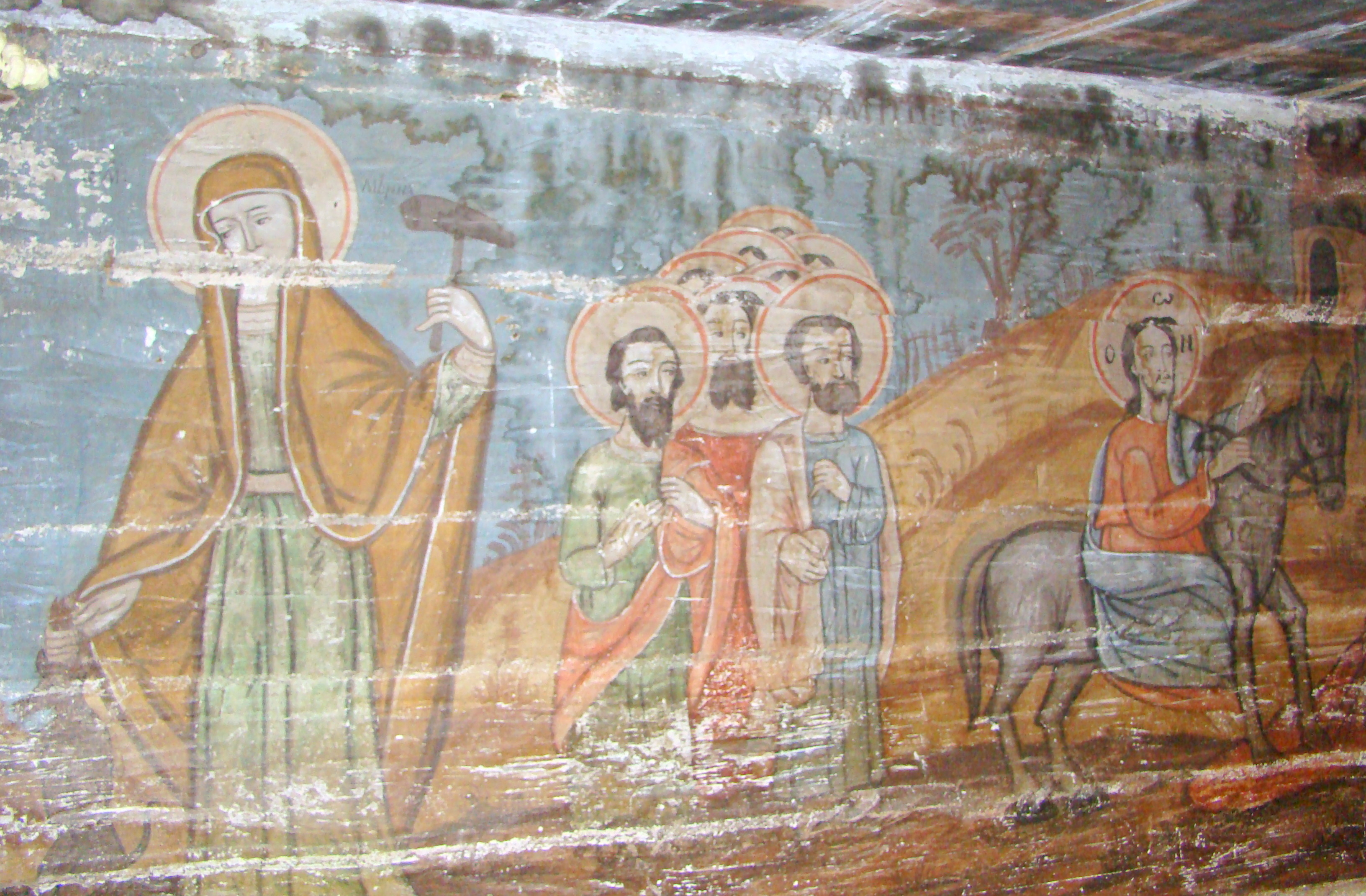
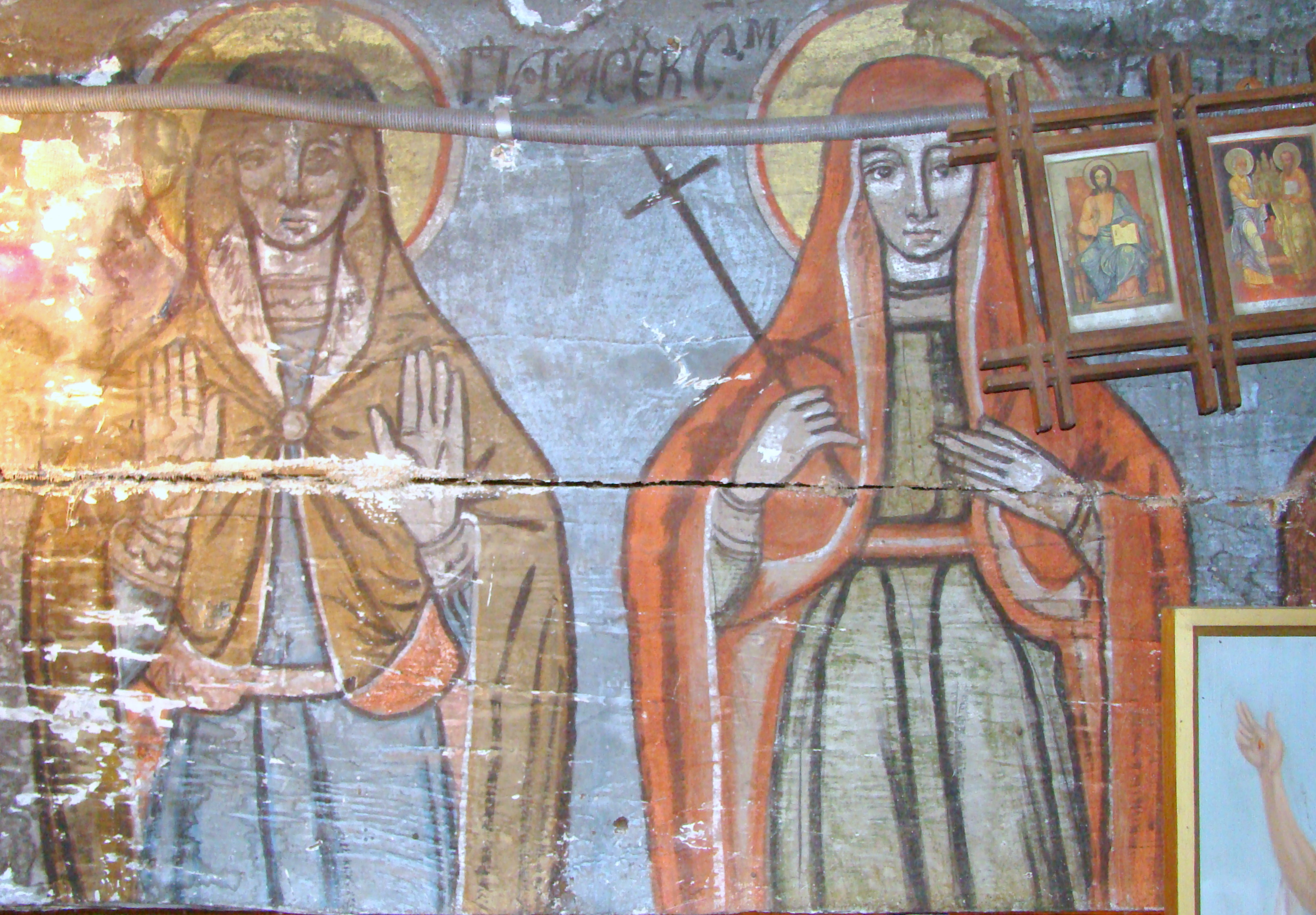
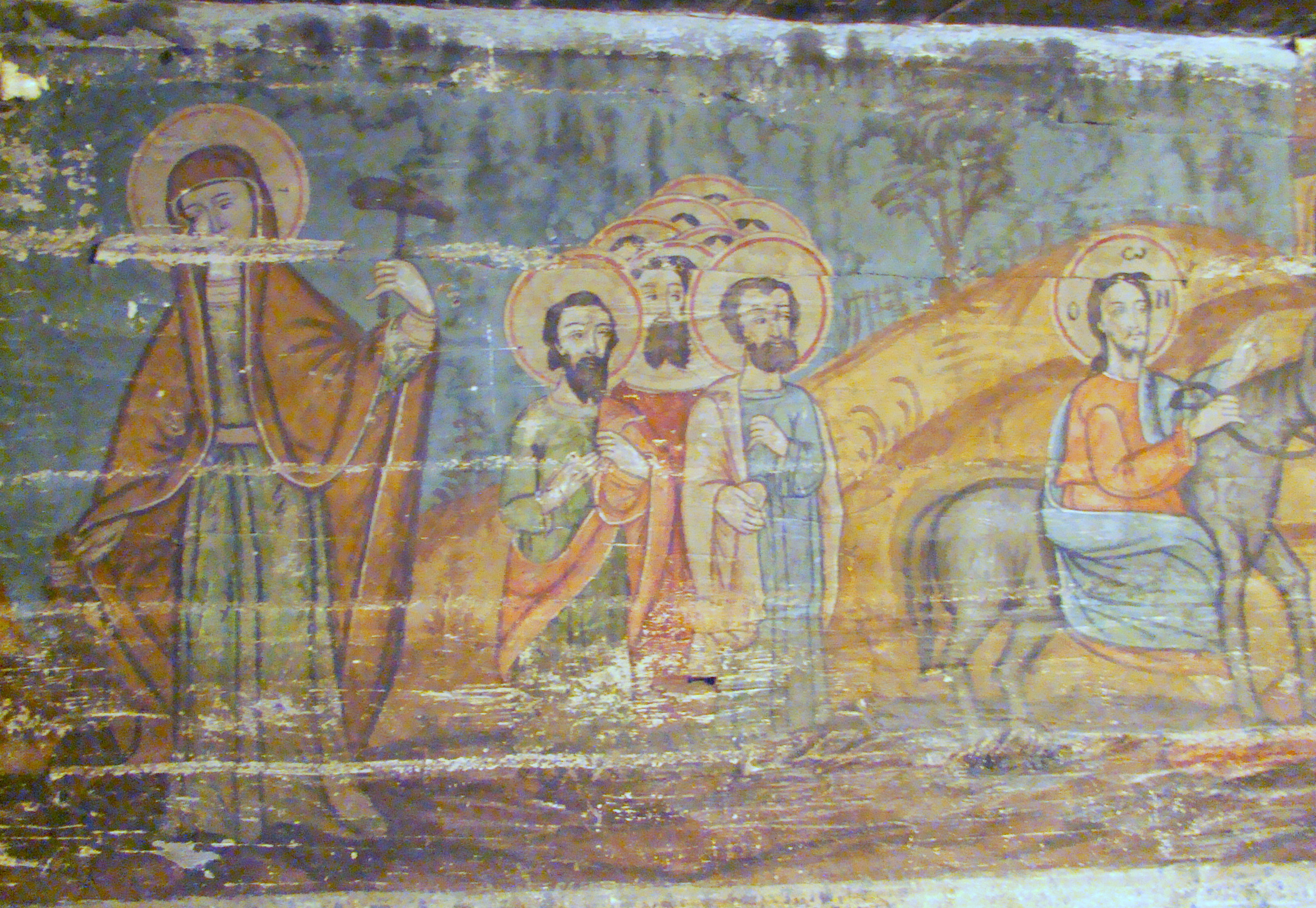